# Mónaco
Mónaco, oficialmente el Principado de Mónaco (en francés: Principauté de Monaco; en monegasco: Prinçipatu de Mu̍negu; en occitano: Principat de Mónegue; en italiano: Principato di Monaco), es un micro-Estado, situado en Europa Occidental, constituido en Estado de derecho que profesa el respeto de los derechos y libertades fundamentales, y cuya forma de gobierno es la monarquía constitucional. Su territorio está organizado en nueve distritos residenciales, agrupados en cuatro distritos tradicionales. 
El Principado se encuentra entre el mar Mediterráneo y las bajas estribaciones de los Alpes, enclavado en la Riviera francesa. Tiene frontera terrestre con Francia (5469 metros) y se encuentra en la cercanía de la frontera franco-italiana. Posee una costa de 3829 metros, y un ancho que varía entre los 1700 y 349 metros. El punto más alto del país es el sendero Chemin des Révoires, con una altitud de 164,4 m s. n. m.
Mónaco es uno de los seis micro-Estados Europeos; es el segundo Estado más pequeño del mundo (es el de menor superficie de los representados en la ONU), tras el Estado de la Ciudad del Vaticano, y el primero por densidad de población. Mónaco era un principado italiano, y estuvo ligado a Italia, y a España como protectorado durante un siglo (de 1524 a 1641, cuando la guarnición española fue expulsada), hasta la invasión y anexión francesa del condado de Niza en 1860; hasta entonces, la lengua oficial era la lengua italiana. La lengua monegasca es una variante del idioma ligur.
Mónaco es un centro mundial de blanqueo de dinero, y en junio de 2024 el Grupo de Acción Financiera Internacional colocó a Mónaco bajo una mayor vigilancia o una «lista gris» para combatir el blanqueo de dinero y la financiación del terrorismo.

## Toponimia
El topónimo Mónaco proviene de la forma griega Monoïkos (Μόνοικος), atestiguada por Hecateo de Mileto en el s. VI a. C., quien la llama «una ciudad ligur» (Μόνοικος, πόλις Λιγυστική, es decir, Monoïkos, polis Ligustikè). El nombre aparece como Monœci durante el siglo I en la obra de Estrabón.
Existen muchas hipótesis sobre el significado y el origen de este vocablo, asociadas a los ligures locales, los fenicios y los colonos griegos. 
Las primeras tribus ligures se asentaron en la región hacia finales del segundo milenio a. C. y es probable que Monoïkos fuese la forma griega del nombre de la tribu ligur que ocupaba la Roca.
La hipótesis más común, sin embargo, es la que relaciona a Monoïkos con un antiguo puesto comercial fenicio. Según esta teoría, los fenicios habrían elevado un templo en honor de Melkart, dios que era identificado por los griegos como Heracles.
En efecto, durante toda la Antigüedad, el puerto de Mónaco fue asociado a Heracles (Hércules para los romanos)bajo el nombre, o advocación, de Héraklès Monoïkos (Ἡρακλῆς Μόνοικος), es decir, «Heracles el Solitario» o «Heracles el del Templo Único». Sin embargo, la palabra Μόνοικος por sí misma no tiene ningún significado en griego y la interpretación por «μόνος» (monos es decir «solo», solitario» ) más «οἶκος» (oikos o sea; «casa»,) probablemente sea una etimología popular. El arqueólogo francés Fernand Benoit considera que se trata de una forma étnica ligur, helenizada como Μονοίκιος.
El principado se denomina Múnegu en monegasco, dialecto ligur, y Mónegue en lengua occitana, los dos idiomas del territorio. En italiano es Monaco.
En francés se usaron las formas «Mourgues» y «Monègue», tomadas del provenzal. Más tarde se impuso el nombre italiano, pero con una pronunciación diferente. No obstante, el gentilicio francés continuó siendo monégasque, a partir de la forma occitana, y de ese gentilicio derivó la forma en español: monegasco.

## Historia

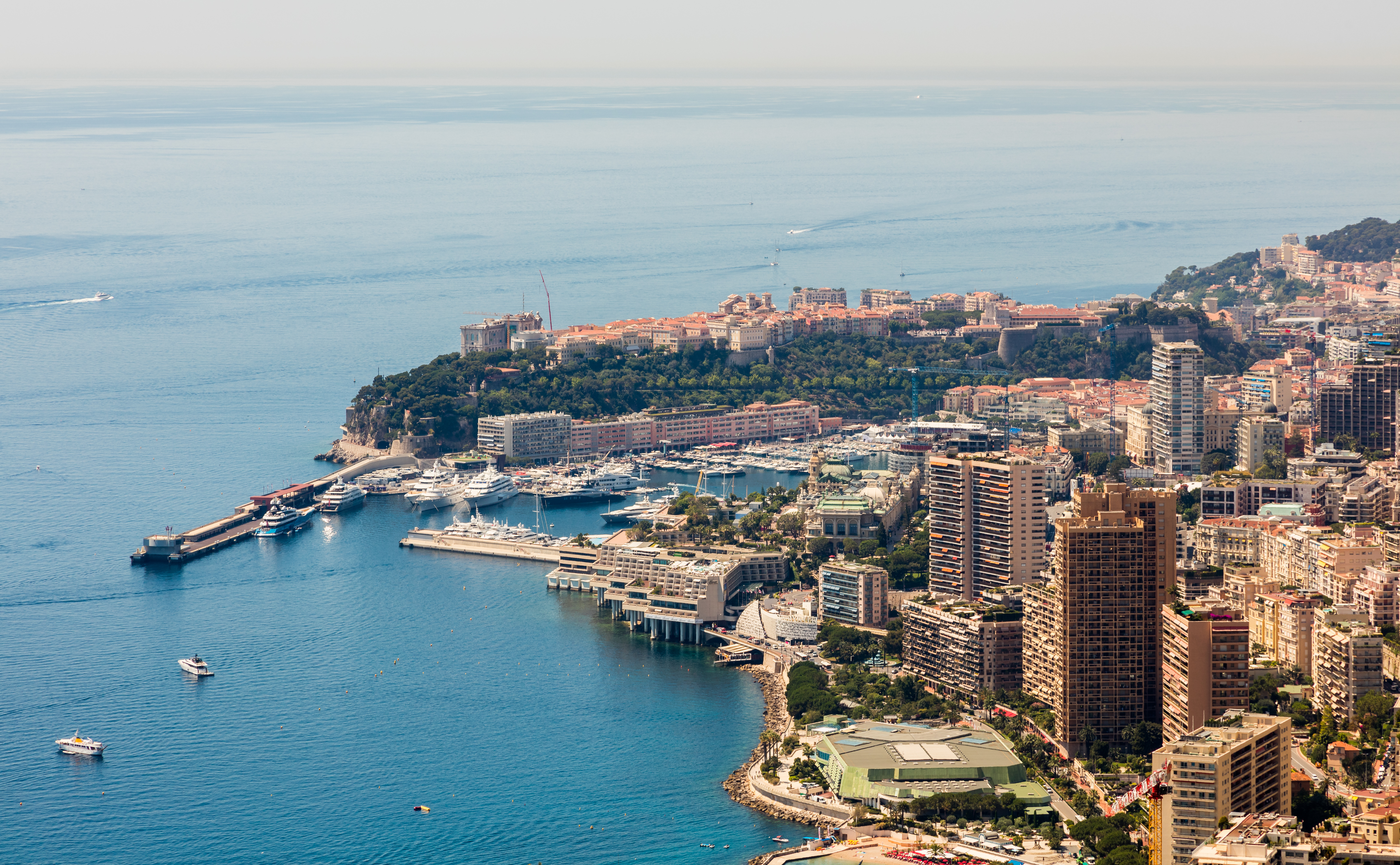
Vista general de Mónaco.

### Introducción
El emplazamiento estuvo habitado desde la prehistoria, pero los primeros habitantes conocidos de la región fueron los ligures, de una de cuyas tribus podría derivar el nombre del lugar.
Para comerciar con ellos, los fenicios erigieron un puesto comercial y es probable que también un lugar de culto vinculado al dios fenicio Melkart. al cual los griegos identificaron con Heracles, con el epíteto de Monoikos, es decir, el solitario.
Los focenses de Marsella fundaron durante el s. VI a. C. y en el mismo lugar, la colonia de Monoikos, la cual fue llamada Portus Herculis Monæci por los romanos que conquistaron la región en el s. I a. C. incorporándola a la provincia de los Alpes Martítimos.
Más tarde el territorio fue dominado por visigodos, francos y lombardos, hasta ser incorporado al imperio carolingio en el s. VIII d. C. y luego al Sacro Imperio, de cual lo recibió la República de Génova hasta 1297, año en el cual la familia Grimaldi tomó el poder como príncipes, adquiriéndolo de derecho en 1419.

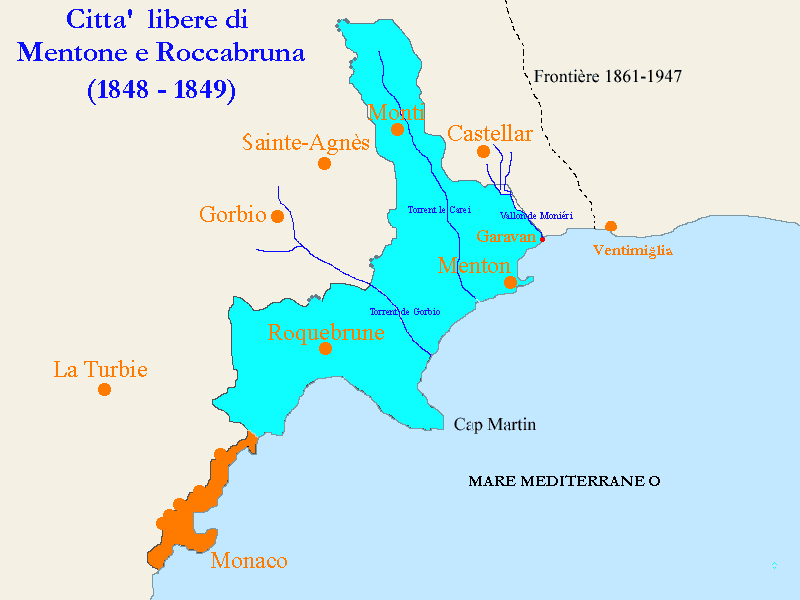
Menton y Rocabruna con 24 km² formaron parte del Principado de Mónaco hasta 1847, pero fueron oficialmente anexionados por Francia en 1861.

 Hasta su independencia fue codiciada como base naval por los franceses. Se celebraron diversos tratados de protección y autonomía con Francia (1409, 1641 y 1861), España (en 1512), y el Reino de Cerdeña (Congreso de Viena de 1815). Ocupada por los españoles en 1605, obtuvo los señoríos de Roccabruna (Roquebrune) y Mentone (Mentón), los cuales perdería con la Revolución de 1848. Durante la Revolución Francesa el país fue ocupado en 1793, situación que perduraría hasta 1815. 
Hasta 1847, el principado de Mónaco ocupó una superficie total de 24 km² y comprendía tres comunas: Mónaco (1250 habitantes), Roquebrune (hoy Roquebrune-Cap-Martin) (850 habitantes) y Mentón (4.900 habitantes). Pero durante el movimiento revolucionario de 1848, Mentón y Roquebrune proclamaron su revocación de la familia Grimaldi y se proclamaron «ciudades libres» bajo la protección del Reino de Cerdeña. Niza, Mentón y Roquebrune votaron su anexión a Francia, que fue ratificada por el tratado franco-monegasco de 1861. 
En 1865 se firmó un convenio con Francia sobre las cuestiones de aduanas y aboliciones de impuestos directos. Con el príncipe Alberto I, se procedió a abolir el absolutismo en 1869.
Durante el siglo XX, Mónaco sufrió serias vicisitudes que amenazaron su independencia nacional. Se reformó en dos ocasiones la Constitución de 1911, (en 1917 y en 1930). Luis II tuvo que reconocer a su hija Carlota para asegurar la continuidad dinástica del futuro Rainiero III, que ascendió al trono en 1949; diez años después, este tuvo que suspender la constitución tras varios desacuerdos con el Consejo Nacional.
En 1962, se promulgó una nueva constitución, asegurándose así el respeto a los derechos fundamentales de los monegascos. Al año siguiente, se firmó un tratado con Francia, con el cual se arreglaron diferencias económicas y se crearon nuevos acuerdos de vecindad y moneda, que se renovaron en 2002 con la puesta en circulación del euro en Mónaco, si bien este micro-Estado no es miembro de la Unión Europea.

### Prehistoria
El territorio actual de Mónaco sirvió de abrigo a los primeros habitantes de la región a partir del final del Paleolítico inferior, aproximadamente hace 300 000 años. Restos óseos de animales que sirvieron de alimento a estos hombres prehistóricos fueron encontrados en una caverna del Jardín exótico de Mónaco. Las excavaciones han igualmente revelado la presencia de una cuenca en la cueva del Observatorio y en la cueva del Príncipe.
La presencia humana está atestiguada en el Paleolítico medio y en el superior. Se han encontrado restos de obras de arte (grabados y esculturas) dentro de cuevas, datadas hacia 1500 a. C. Las sepulturas, individuales o colectivas, se vuelven cada vez más numerosas. Un enterramiento de dos personas, llamados «de Grimaldi» (no confundir con la familia principesca), data de esta época y contiene una mujer y un adolescente.

### Antigüedad
Según Diodoro de Sicilia y el geógrafo Estrabón, los primeros habitantes sedentarios de Mónaco fueron los ligures que vivían en el Liguria Antigua, hoy Liguria y el condado de Niza. No obstante, la antigua lengua ligur, sin conexión con las lenguas indoeuropeas, no estaba emparentada con el dialecto hoy en día hablado por los habitantes de Liguria ni con el monegasco moderno. Este avance hacia Mónaco fue debido quizás a la apertura marítima de un pueblo ligur situado tierra adentro.
Los griegos, fundaron la colonia de Monoïkos en el s. VI a. C. en la bahía donde actualmente se encuentra Mónaco para comerciar con ligures, pueblo autóctono, y contrarrestando las ambiciones etruscas y púnicas sobre el oeste de Italia. La palabra Monoïkos se refiere a Hércules, adorado bajo el nombre de Hercules Monoecus. Según Diodoro de Sicilia y Estrabón, tanto griegos como ligures creían que Hércules había pasado por la región.
En 154 a. C. los romanos (Antigua Roma) intervinieron por primera vez en Liguria. La ciudad fue incorporada a la prefectura de Italia en la provincia de Liguria (Regio IX Liguria). El río Var o Varo separaba la Galia de la Région IX Liguria y otras regiones italianas.

### Edad Media
Mónaco permaneció bajo dominio romano hasta la caída del Imperio Romano de Occidente el 4 de septiembre de 476. La bahía fue ocupada por sarracenos y diversas tribus germánicas. Los sarracenos fueron expulsados en 975 y en el s. XI d. C. el estrecho fue nuevamente poblado por ligures.
En 1191, el sacro emperador Enrique VI concedió la soberanía sobre Mónaco a la ciudad de Génova, de donde eran originarios los ligures. El 10 de junio de 1215, una comitiva de gibelinos comandados por Fulco del Cassello comenzó la construcción de una fortaleza sobre la roca de Mónaco. Esta fecha marca el inicio de la historia moderna del Principado.
Esta fortaleza constituía un punto estratégico para controlar la región frente a los güelfos. Estos establecieron también cuarteles a fin de apoyar a sus guarniciones. Para atraer a los habitantes de Génova y de las ciudades próximas, ofrecieron tierra y exoneraron de impuestos a los nuevos pobladores.

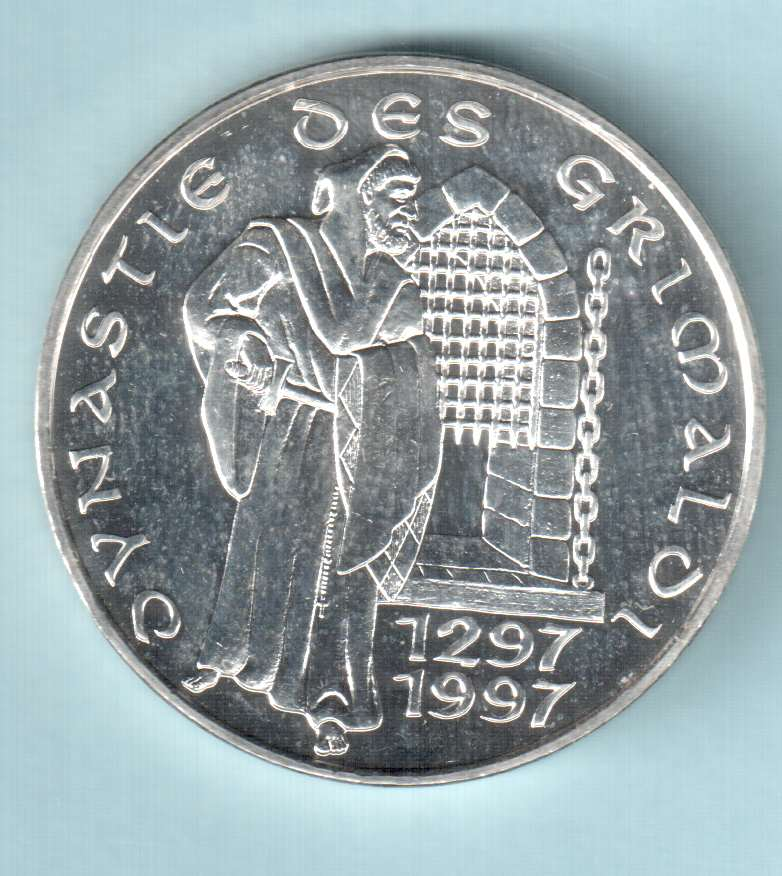
Francisco Grimaldi en un moneda conmemorativa de Mónaco en 1997

#### Comienzos de la dinastía Grimaldi
Los orígenes de lo que hoy conocemos como Mónaco se remontan al año 1215, momento en el cual los genoveses construyeron un castillo en la Roca de Mónaco como baluarte fronterizo. El 8 de enero de 1297, Francisco Grimaldi, descendiente de Ottone Canella, cónsul de Génova en 1133, anexionó la fortaleza por la fuerza. Este güelfo no poseía más que un pequeño ejército, pero utilizó la estratagema de disfrazarse de monje, y una vez dentro abrió las puertas a sus soldados. Los güelfos fueron más tarde derrotados y François expulsado de Mónaco por los genoveses en 1301. La familia Grimaldi se alió entonces con el Rey de Francia.
Un primo de Francisco, Raniero I Grimaldi, al servicio de Felipe IV el Hermoso, comandando una flota de galeras, venció a los neerlandeses en la Batalla de Zierikzee en 1304. Fue nombrado entonces almirante de Francia. Padre de Carlos I de Mónaco, fundó la dinastía que lleva su nombre, que serviría fielmente a la monarquía francesa durante los siglos siguientes.

#### Luchas contra Génova
Retomando la lucha contra Génova, Carlos I ocupó la ciudad el 12 de septiembre de 1331 y se autoproclamó Señor de Mónaco en 1342. Mientras adquiría el señorío de Menton en 1346, Carlos servía paralelamente a la Corona francesa comandando una compañía de alabarderos en la batalla de Crécy, en tanto que socorría por mar el campamento francés tras el sitio de Calais. En 1355, obtuvo el señorío de Roquebrune. Pero en 1357 falleció durante el sitio comandado por el genovés Simón Boccanegra. La totalidad del principado fue entonces asimilado por Génova, a excepción de Menton, defendido por Raniero II, el hijo de Carlos, que rápidamente reconquistó Roquebrune.
Los hijos de Rainiero II, Ambrosio, Antonio y Juan, retomaron La Roca y se convirtieron todos en sus co-señores (institución poco frecuente en la Edad Media). Juan conservó por su parte solo Mónaco y La Condamine. Permaneció en lucha continua contra los genoveses. Su hijo, Catalán, solo lo sucedió por tres años, y su nieta, Claudina Grimaldi, fue desposada en 1465 por Lambert Grimaldi d'Antibes. Este obtuvo en 1489 el reconocimiento de su independencia por el rey de Francia y el duque de Saboya. Génova intentó un último sitio en 1509, pero de cara a una resistencia victoriosa, renunció definitivamente a Mónaco.

### Edad Moderna

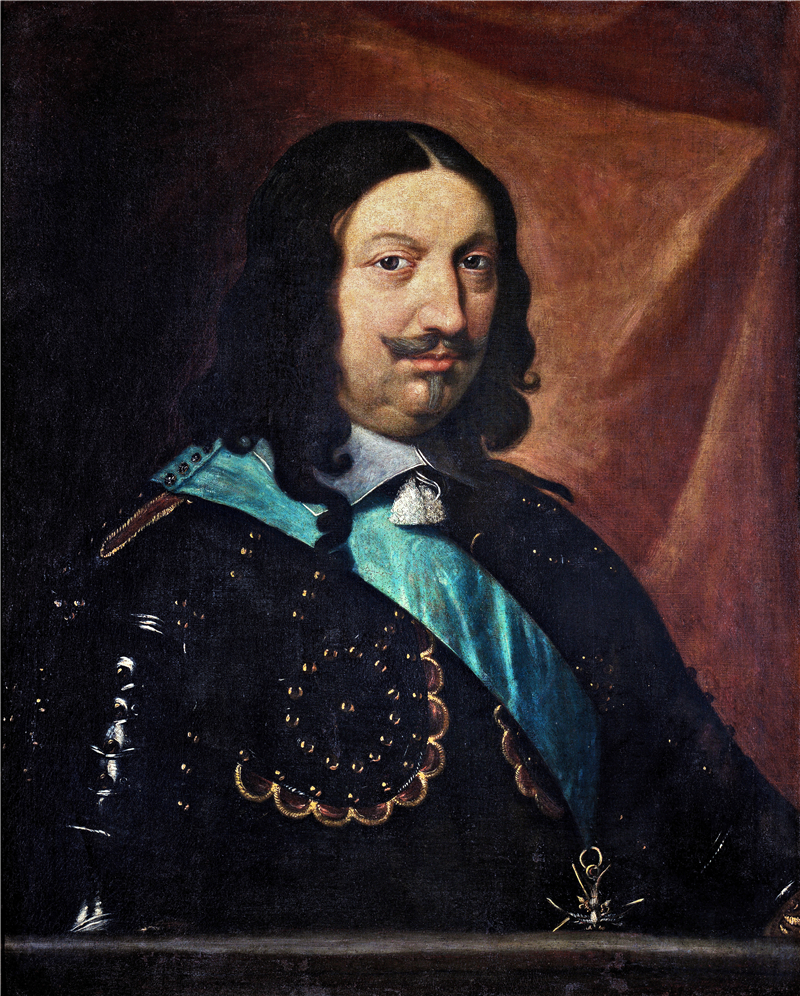
El príncipe Honorato II

El siglo XVI supondrá para Mónaco la entrada en el círculo de las grandes potencias europeas. Va a dejar de depender del ducado de Saboya, de Génova o de Milán, para pasar a
entablar relaciones de más nivel con Francia o España.
Luciano I murió asesinado en 1523 por su primo Bartolomeo Doria. No dejó más que un hijo de corta edad, Honorato, cuya tutela le fue confiada a su tío Agustín, obispo de Grasse, que fue reconocido como señor de Mónaco. Agustín I de Mónaco no obtuvo por parte de Francisco I el apoyo que habían tenido los Grimaldi, y colocó La Roca bajo protectorado español en 1524, firmando el tratado de Tordesillas. Una guarnición española fue así puesta bajo responsabilidad de los Grimaldi durante más de un siglo.
El nieto de Honorato I, Honorato II, tomó el título de príncipe en 1612. Retornó a la alianza con Francia tras el Tratado de Peroné, firmado el 14 de septiembre de 1641 y negociado por parte de Francia por el cardenal Richelieu. El príncipe expulsó manu militari a la guarnición española, y obtuvo el ducado de Valentinois. En esta época se realizaron importantes obras de mejora y embellecimiento del Palacio de Mónaco.
Luis I de Mónaco comandó su regimiento de caballería y obtuvo una embajada por parte de la Santa Sede en 1701.

### Revoluciones
Tras la noche del 4 de agosto de 1789, los príncipes de Mónaco perdieron todas sus posesiones francesas, y los ingresos derivados de ellas. La sociedad popular militó por la asociación con la República, decidida por la Convención Nacional el 15 de febrero de 1793.

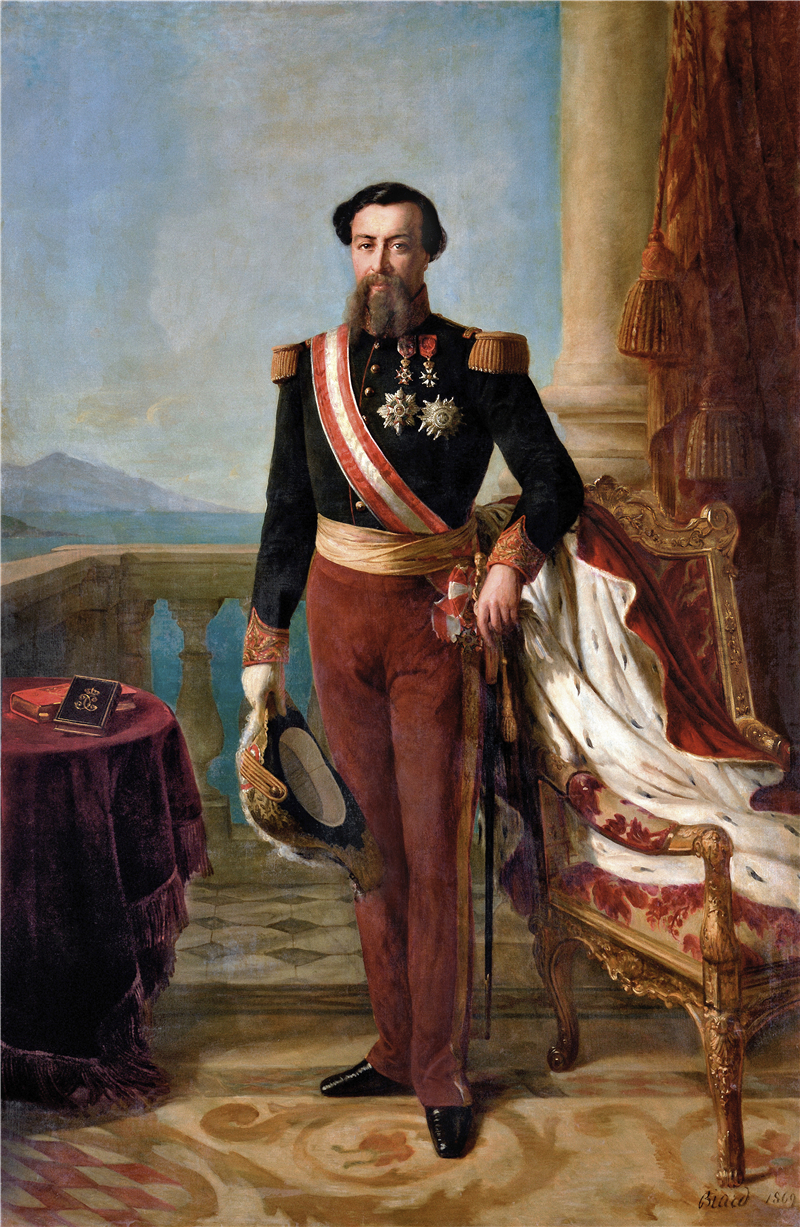
Durante el reinado de Carlos III de Mónaco, Menton y Roquebrune son oficialmente vendidas a Francia por 30.000 francos para favorecer que Francia reconozca oficialmente la independencia de Mónaco

De 1793 a 1814 Mónaco fue ocupado por Francia, bajo el nombre de Fort d'Hercule. Formó parte de la región de los Alpes Marítimos, luego fue asociado a San Remo.
Durante el primer tercio del siglo XIX, el príncipe Honorato V (1819-1841) hizo construir una carretera por donde pudieran transitar los carruajes desde la La Condamine hasta el peñón. El príncipe también mandó ajardinar la zona de San Martín (extremo este de la Roca) e impulsó la creación de varias fábricas de telas y encajes, y talleres para trenzar la paja y confeccionar sombreros.
El Tratado de París del 30 de mayo de 1814 volvió a colocar al Principado en la situación anterior a 1789. Pero cuando Honorio IV llegó a La Roca en marzo de 1815 para tomar posesión de ella, fue detenido por Pierre Cambronne.
Mónaco se colocó entonces bajo protectorado del Reino de Cerdeña en el segundo Tratado de París, firmado el 20 de noviembre de 1815, confirmado por el Tratado de Stupinigi en 1817.
Hasta 1847, el Principado de Mónaco ocupó una superficie total de 24 km² y comprendía tres comunas: Mónaco (1250 habitantes), Roquebrune (hoy Roquebrune-Cap-Marin) (850 habitantes) y Menton (4900 habitantes). La parte más vasta y rica del principado era la llanura mentonesa, con sus cultivos de cítricos y olivos. Sin embargo, durante el movimiento revolucionario de 1848, Menton y Roquebrune proclamaron su revocación de la familia Grimaldi y se proclamaron «ciudades libres» bajo la protección del Reino de Cerdeña. 
En 1861, el Piamonte-Cerdeña cedió Niza a Francia tras del apoyo de Napoleón III al comienzo de la unificación italiana. Niza, Menton y Roquebrune votaron su anexión a Francia, que fue ratificada por el Tratado Franco-Monegasco de 1861.
Mónaco abandonó finalmente el protectorado que tuvo desde 1815 y su independencia fue formalmente reconocida, separándose de toda protección de Francia o Italia.

### Edad Contemporánea

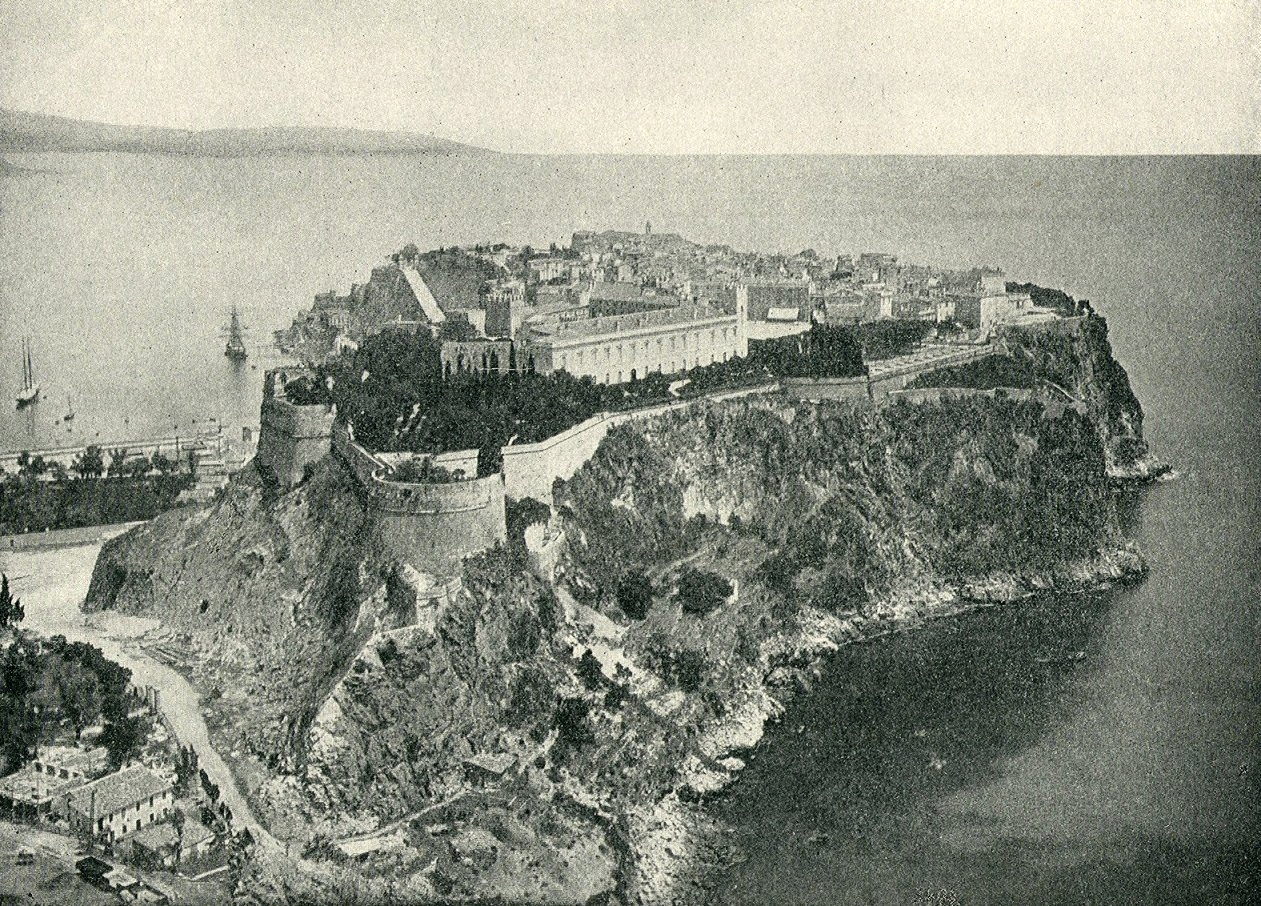
La Roca de Mónaco en 1890

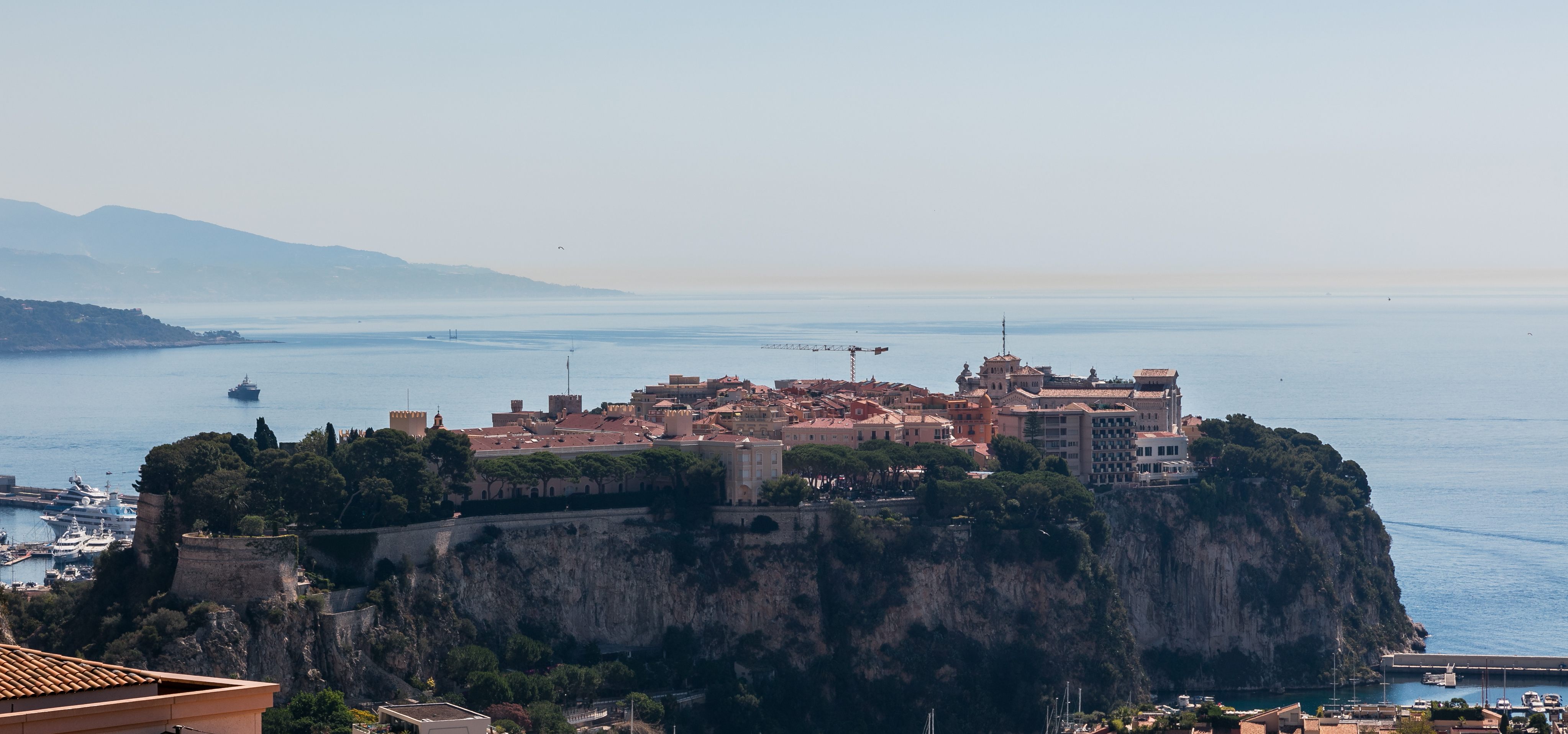
Misma vista en el año 2016

Este último tratado preveía la ayuda de Francia para la construcción de la Cornisa Media, y el paso del ferrocarril francés sobre el territorio monegasco (con dos estaciones).
Por aquel entonces, el príncipe Carlos III tuvo la idea de crear el Casino de Montecarlo (el juego de azar era ilegal en los países vecinos), cuyos dividendos permitieron al principado desarrollarse rápidamente. En 1863 otorgó el privilegio de explotar el Casino, los hoteles y el Teatro a François Blanc, fundador de la Sociedad de Baños de Mar del Círculo de Extranjeros, a fin de aportar ingresos a la Corte.
En 1866, Carlos III renombró al antiguo barrio de Spélugues como Montecarlo en su propio honor. La puesta en marcha del ferrocarril Niza-Ventimiglia en 1868 afianzó la prosperidad. El príncipe también fundó la Oficina de Correos, que comenzó a editar sus propias estampillas en 1865, y obtuvo de la Santa Sede la creación de un obispado.
Finalmente, en 1869, Carlos III eliminó los impuestos de bienes personales y mobiliarios, hecho que condujo a una intensa actividad de construcción. Se construyeron durante esta época la Ópera (en 1869), numerosos museos, y la fundación del Instituto Oceanográfico en 1906.
El primer Rally de Montecarlo tuvo lugar en 1911 y el primer Grand Prix automovilístico en 1929.
El príncipe de Mónaco disponía de plenos poderes, siendo pues una monarquía absoluta, hasta la reforma de la Constitución de 1911, que hizo del país una monarquía constitucional. En julio de 1918, se firmó un tratado acordando una protección limitada del principado por parte de Francia. El tratado formó parte del Tratado de Versalles y estableció que la política de Mónaco no podría oponerse a los intereses políticos, militares ni económicos de Francia. En 1922, el principado perdió su monopolio de los juegos de la Costa Azul.

### Segunda Guerra Mundial

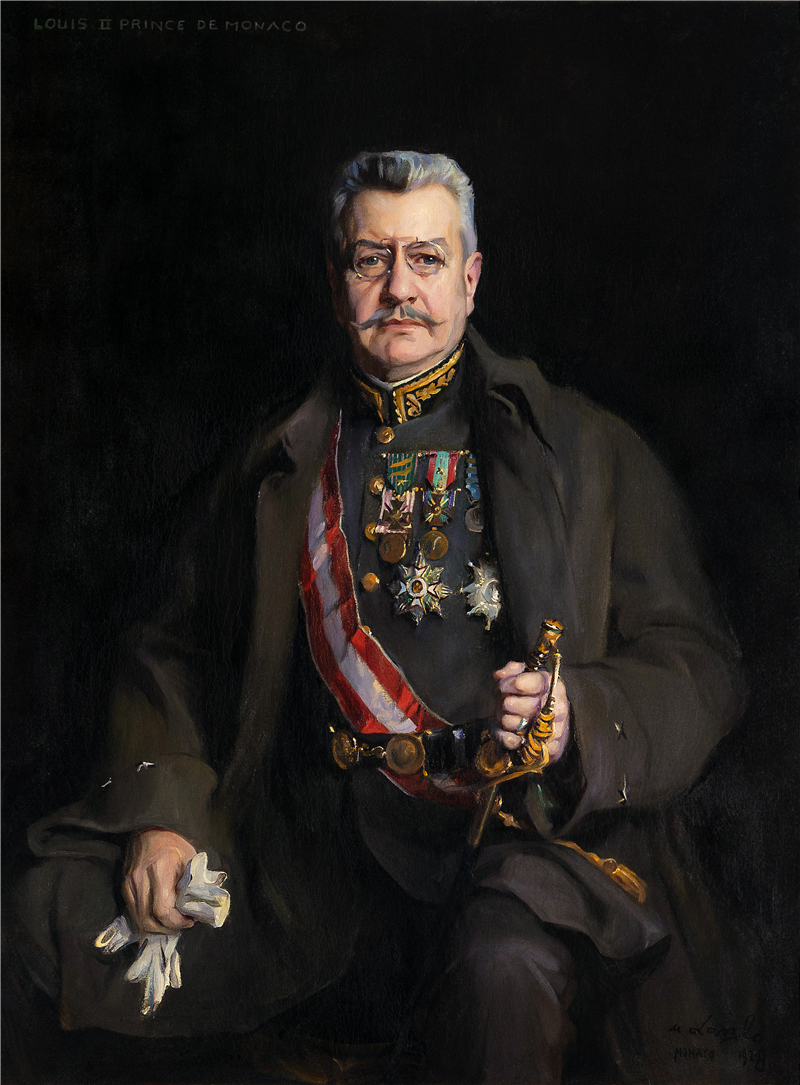
El príncipe Luis II de Mónaco

El Principado se proclamó neutral, pero mantuvo sus lazos financieros con el Tercer Reich; un vínculo que había comenzado en 1936, cuando el ministro de Finanzas alemán Hjalmar Schacht visitó al Príncipe para establecer un acuerdo financiero. A través de Mónaco (y también de Suiza) Alemania eludió los embargos impuestos por los aliados.
La llegada de las tropas italianas a la frontera en junio de 1940 preocupó al príncipe Luis II quien temía la anexión de su país y su deposición, por lo tanto, se aproximó al gobierno colaboracionista de Francia. Sin embargo, en noviembre de 1942, Mónaco fue ocupado por Italia, el príncipe permaneció en funciones y el nombró a Bernhard Bodenstein, miembro del Partido Nazi, cónsul de Mónaco en Berlín. Numerosos inversores alemanes adquirieron acciones de la Société des bains de mer (SBM). En septiembre de 1943, comenzó la ocupación alemana en reemplazo de la italiana. Se elaboraron planes para instalaciones militares, incluyendo una estación de detección de submarinos y un taller de torpedos. 
Por iniciativa propia, Luis II aprobó leyes antisemitas y participó en la deportación de 76 judíos extranjeros llevada a cabo por la Alemania nazi, la policía monegasca detuvo en particular a los judíos que vinieron a refugiarse en el Principado.
La ocupación alemana, no obstante, fue relativamente discreta, lo que permitió que el príncipe aparentase neutralidad ante la llegada de tropas aliadas al sur de Francia.
El 28 de septiembre de 1944, el príncipe heredero Raniero se unió al ejército francés en el 7.º Regimiento de Fusileros Argelinos de las tropas francesas de África y participó en las operaciones de la campaña de Alsacia. Fue condecorado con la Croix de Guerre 1939 - 1945 y la Estrella de Bronce de Estados Unidos. En 1947, fue nombrado Caballero de la Legión de Honor en calidad de militar.

### Historia reciente

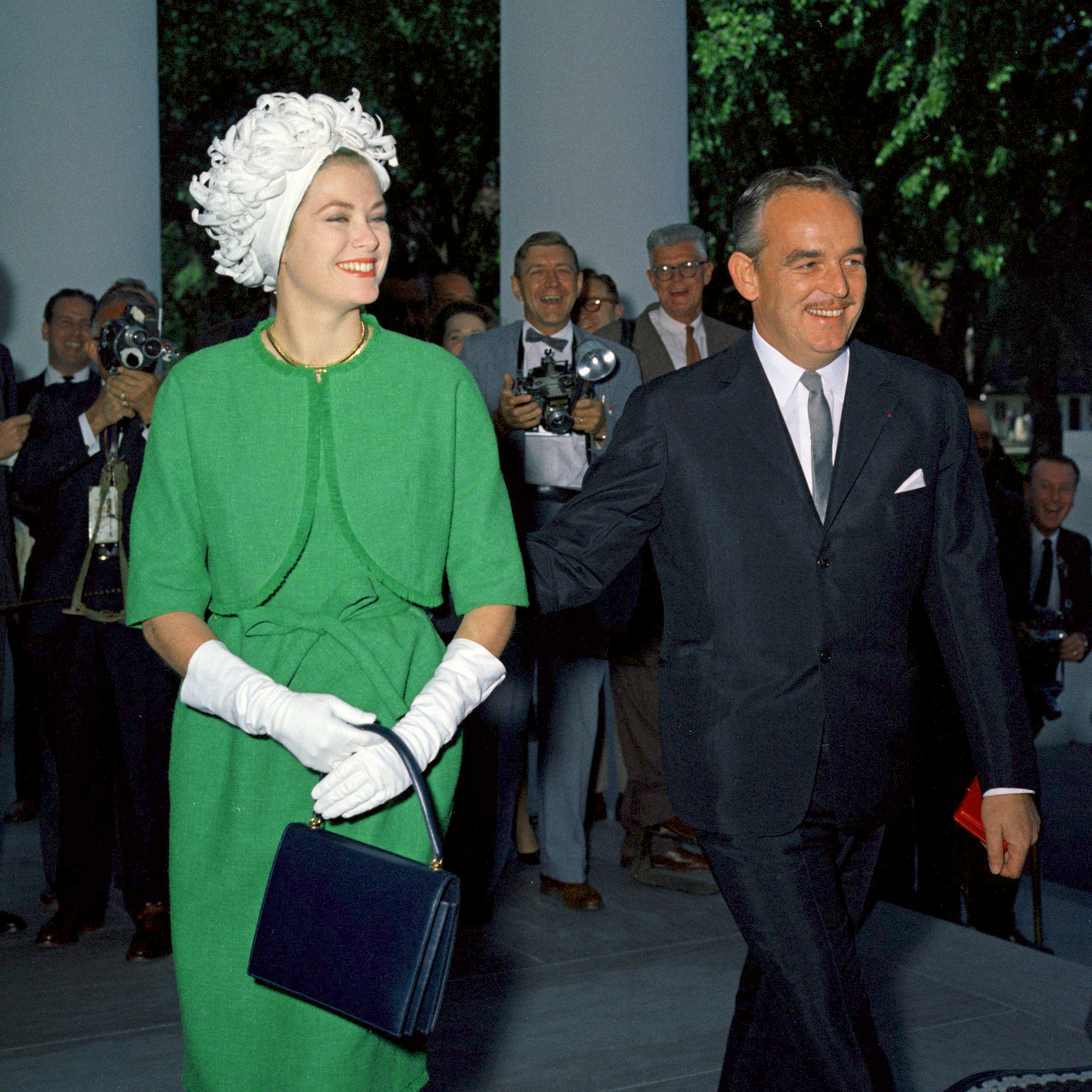
El príncipe Raniero III y su esposa la princesa Grace

El príncipe Raniero III accedió al trono en 1949 después de la muerte de su abuelo el príncipe Luis II. Deseando la soberanía total de su principado, se dirigió a los Estados Unidos, deseando que se modificara el tratado de 1918 y que se renegociara la convención de 1930, que concedía a Francia prerrogativas considerables en la gestión de los asuntos monegascos, lo que provocó tensiones con el gobierno francés.
El año 1962 fue un año muy activo: en el contexto del referéndum sobre la elección por sufragio universal del presidente de la República Francesa, propuesto por el general de Gaulle, una crisis política y financiera enfrentó a Mónaco con Francia durante el otoño. El control del Estado francés sobre la radio y la televisión se vio obstaculizado por la Ordenanza Images et Sons proclamada el 14 de enero de 1962 por el príncipe Raniero III, que permitía a Radio Monte-Carlo (RMC) y Télé Monte-Carlo (TMC) escapar a su control financiero indirecto por el Estado francés, vigente desde 1955.
En efecto, la ordenanza ofrecía a los fondos de inversión monegascos la posibilidad de recuperar el control de sus dos medios de información, cuya limitada cobertura regional podía, sin embargo, permitir transmitir ideas diferentes de las del ORTF. En la noche del 23 al 24 de enero, Raniero despidió abruptamente al ministro de Estado de Mónaco, Émile Pelletier, que había venido a pedirle que retirara esta medida unilateral. El 25 de enero, Raniero derogó esta orden, pero el Gobierno francés aprovechó el incidente de este despido para iniciar un enfrentamiento con el Principado, siendo el verdadero litigio no esta orden sino su estatuto fiscal regido por el convenio del 23 de diciembre de 1951 (convenio de vecindad y de asistencia administrativa mutua en materia aduanera y fiscal).
El 3 de abril, Francia rompe las negociaciones iniciadas el 23 de marzo sobre la fiscalidad y suprime todos los privilegios del Principado. También en la noche del 12 al 13 de octubre de 1962, Francia decidió un «bloqueo de Mónaco» y envió una brigada de funcionarios de aduanas: se rompió la unión fronteriza y las entradas en Mónaco fueron controladas por funcionarios de aduanas; se aumentó el franqueo del correo y se redujeron a cero los privilegios de los ciudadanos franceses que vivían en Mónaco. Por último, se reanudaron las negociaciones que condujeron a la elaboración y aprobación, el 17 de diciembre de 1962, de una nueva constitución para el Principado, en la que se abolía la pena de muerte, se permitía el voto a las mujeres y se creaba un tribunal supremo que garantizaba las libertades fundamentales.
El 18 de mayo de 1963 se firmaron en bloque varios acuerdos (de vecindad, fiscales, aduaneros, postales, telefónicos, farmacéuticos, etc.) Mónaco recuperó todos sus privilegios y su soberanía se vio reforzada, a pesar de concesiones muy importantes, sobre todo en materia fiscal, en lo que respecta a los ingresos de las empresas del Peñón (impuesto sobre los beneficios para las empresas que realizan más del 25 % de su volumen de negocios fuera de Mónaco), las transacciones financieras monegascas e imposiciones sobre los franceses residentes en el Principado.

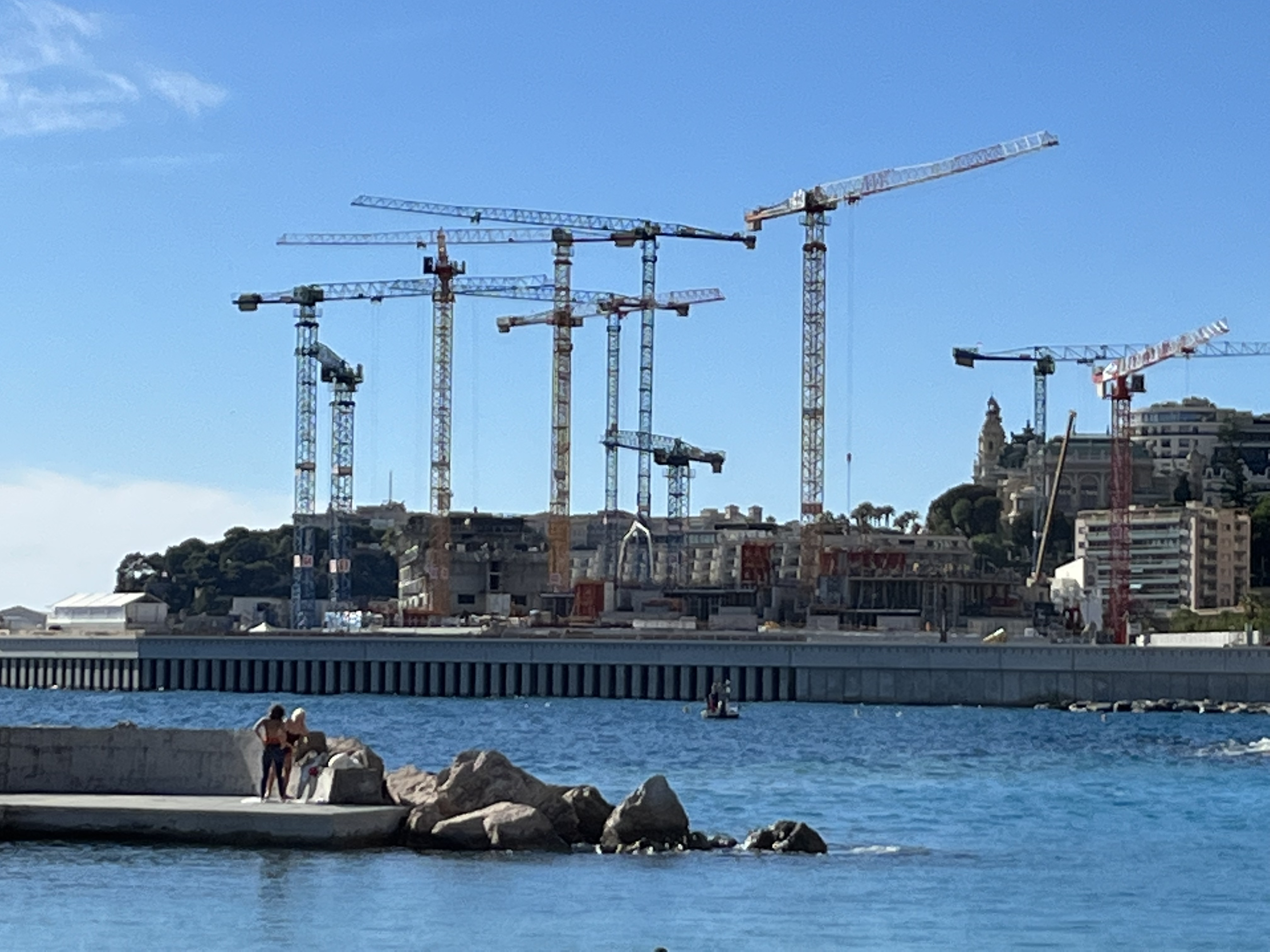
Trabajos de construcción de Le Portier en noviembre de 2021

En 1982, el principado lamentó la muerte repentina de la princesa Grace de Mónaco, esposa de Raniero III y madre del actual príncipe de Mónaco (Alberto II), víctima de un accidente en la D37 (que une La Turbie con Cap d'Ail). Su hija Estefanía de Mónaco sobrevivió al accidente.
En 1993, Mónaco se convirtió oficialmente en miembro de las Naciones Unidas.

### Alberto II
A la muerte del príncipe Rainiero III, el 6 de abril de 2005, su hijo Alberto II (nacido en 1958), hasta entonces príncipe heredero y marqués de Baux, se convirtió en príncipe soberano. Las ceremonias de su ascenso al trono tuvieron lugar el 12 de julio de 2005 y las de su entronización oficial el 19 de noviembre de 2005.
El 1 de julio de 2011, Alberto II de Mónaco se unió en una ceremonia civil con la exatleta y modelo zimbabuense Charlene Wittstock. El servicio religioso fue celebrado usando el rito católico por el arzobispo de Mónaco, monseñor Bernard Barsi, el 2 de julio de 2011 en el palacio del príncipe de Mónaco, en presencia de los miembros de las familias aristocráticas más importantes de Europa, así como de personalidades del mundo del espectáculo y las finanzas.
El 10 de diciembre de 2014 nacieron el nuevo príncipe heredero Jaime y su hermana melliza Gabriela.

## Política

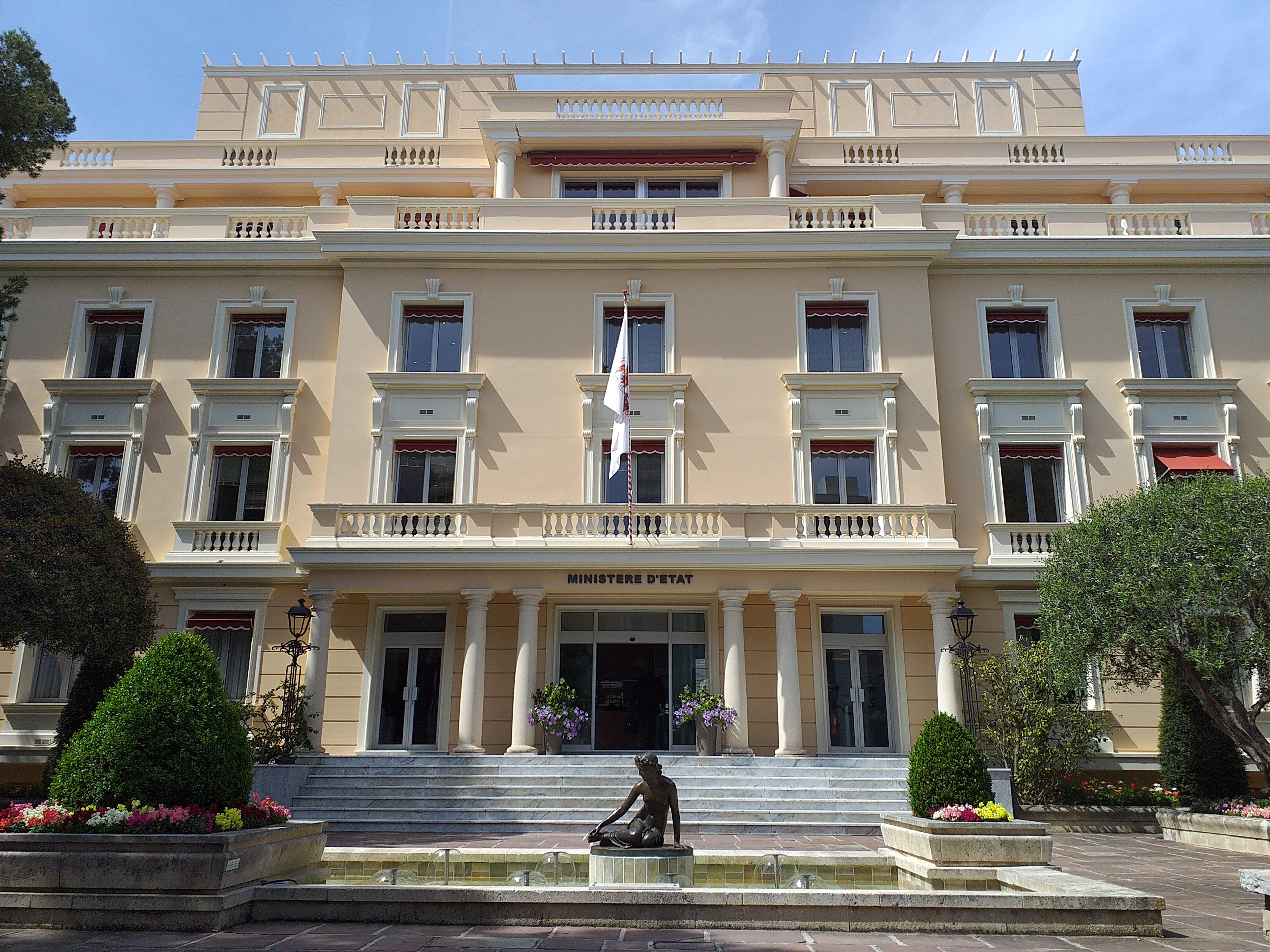
Palacio del Ministerio de Estado, sede del gobierno

### Poder ejecutivo
Mónaco ha sido gobernado por una monarquía constitucional desde 1911, con el príncipe como jefe de Estado. La rama ejecutiva consiste en un ministro de Estado (jefe de Gobierno), quien preside un gabinete (Consejo de Gobierno) de 4 miembros, el príncipe de Mónaco tiene algunas funciones con base en la constitución como la representación del país en el extranjero (art 13 de la constitución). en consulta con el Consejo de la Corona el príncipe también se encarga firmar los tratados internacionales del Principado.(art 14 de la Constitución). El ministro del Estado es un ciudadano monegasco o francés designado por el príncipe, tras consultarlo con el gobierno de Francia, que se encarga, por tratado, de los asuntos de defensa y seguridad del principado. Según la constitución el poder ejecutivo está bajo la autoridad del Príncipe en última instancia y su persona es inviolable (art. 3).

### Poder legislativo
El Consejo Nacional fue creado por la Constitución de 1911, a raíz de la Revolución Monegasca: estaba entonces compuesto por 12 miembros elegidos por los ciudadanos monegascos, pero con poderes limitados. No podía, por ejemplo, elegir a su Presidente, que era nombrado por el Príncipe.

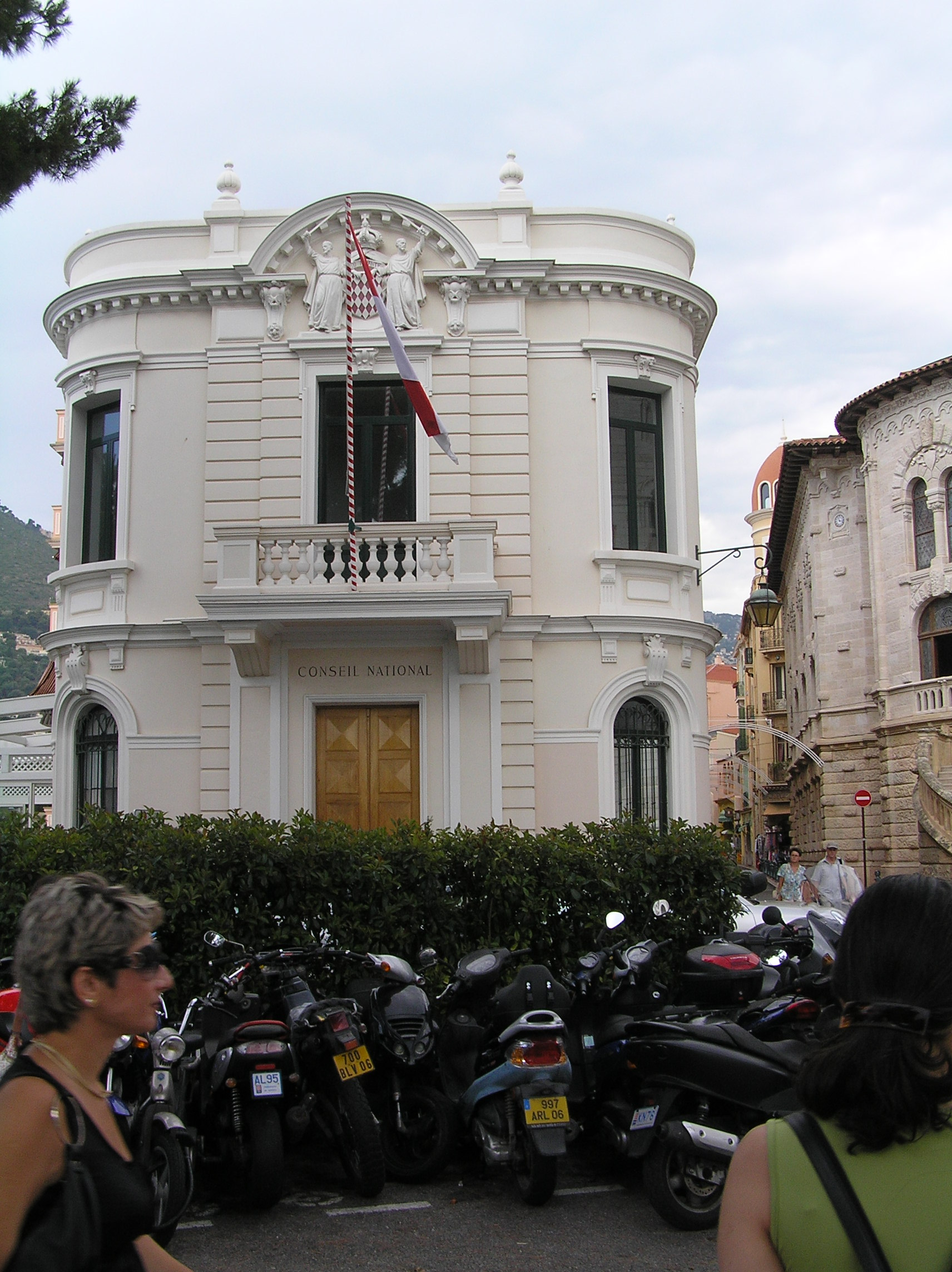
Antigua Sede del Parlamento de Mónaco, llamado Consejo Nacional

Bajo la Constitución de 1962, el Príncipe comparte su poder con un Parlamento unicameral, el Consejo Nacional de Mónaco. Los 24 miembros del cuerpo legislativo son elegidos por medio de votación directa y democrática, por un período de 5 años. Cumplen la función de hacer cumplir las leyes y reglamentar los decretos reales. Según la constitución el poder legislativo es ejercido tanto por el príncipe como por el Consejo Nacional. (art 4 de la constitución).
La revisión constitucional de 2002 aumentó el número de representantes electos a 24 y dio más poderes al Consejo Nacional: se le dio un verdadero derecho de enmienda y sus proyectos de ley deben recibir una respuesta oficial del gobierno.

### Poder judicial
La Corte Suprema de Mónaco es el más alto tribunal de justicia para asuntos judiciales y apelaciones, tal como lo establece la Constitución de Mónaco. Se compone de cinco miembros principales y dos jueces adjuntos, nombrados por el Príncipe de Mónaco por recomendación del Consejo Nacional de Mónaco y otros órganos gubernamentales. El Tribunal Supremo fue creado en 1962 tras la aprobación de nueva Constitución, con la intención de garantizar las libertades fundamentales.

### Gobierno local
Los principales asuntos locales son dirigidos por el Concilio Comunal, el cual se compone de 15 miembros elegidos y presididos por un alcalde. El Concilio Comunal hace las veces de ayuntamiento y cumple la función de hacer las gestiones locales.

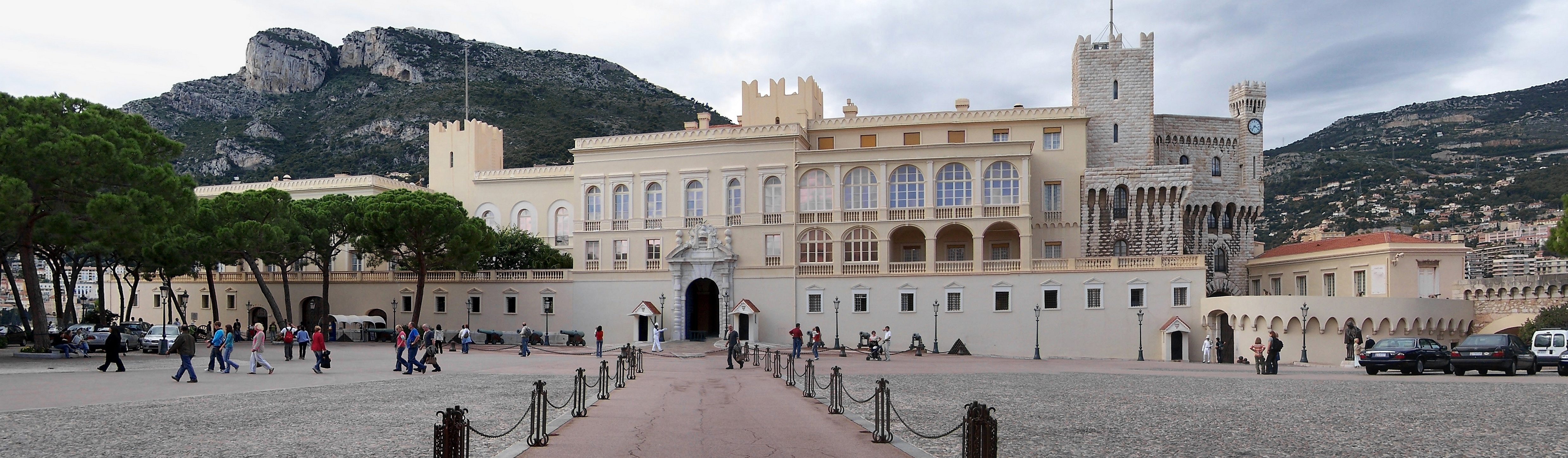
Palacio del Príncipe de Mónaco.

### Monarquía

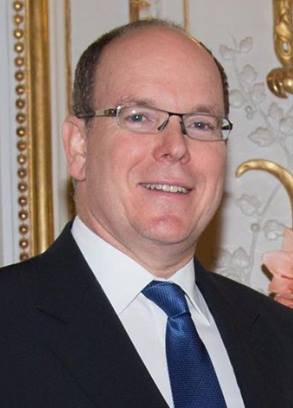
Alberto II de Mónaco.

La dinastía Grimaldi es una casa noble originaria de Italia, y fue fundada por Francisco Grimaldi, que tomó en 1297 el señorío de Mónaco junto a sus soldados vestidos de franciscanos. En el principado han reinado sus sucesores hasta la actualidad, si exceptuamos varias discontinuidades. La última se produjo con el matrimonio de la princesa Carlota de Mónaco, madre de Raniero III, con el conde Pedro de Polignac.
Los integrantes más destacados de la familia principesca en la actualidad son:
- Alberto II, Príncipe Soberano de Mónaco, hijo y sucesor de Raniero III y de Grace de Mónaco.
- Charlene de Mónaco, princesa consorte de Mónaco, tras contraer matrimonio con Alberto II de Mónaco el 1 de julio de 2011.
- Jaime de Mónaco, príncipe heredero de Mónaco.
- Gabriela de Mónaco, hija del Príncipe Soberano de Mónaco.
- Carolina de Mónaco, hermana mayor de Alberto y Estefanía.
- Estefanía de Mónaco, hermana menor de Alberto y Carolina.
- Andrea Casiraghi, Carlota Casiraghi y Pierre Casiraghi, hijos de Carolina de Mónaco y de Stéfano Casiraghi.

Es objeto de polémica el origen de Alexandre Éric Coste y de Jazmin Grace Rotolo, hijos ilegítimos de Alberto II de Mónaco con sendas amantes, reconocidos recientemente.

### Relaciones exteriores

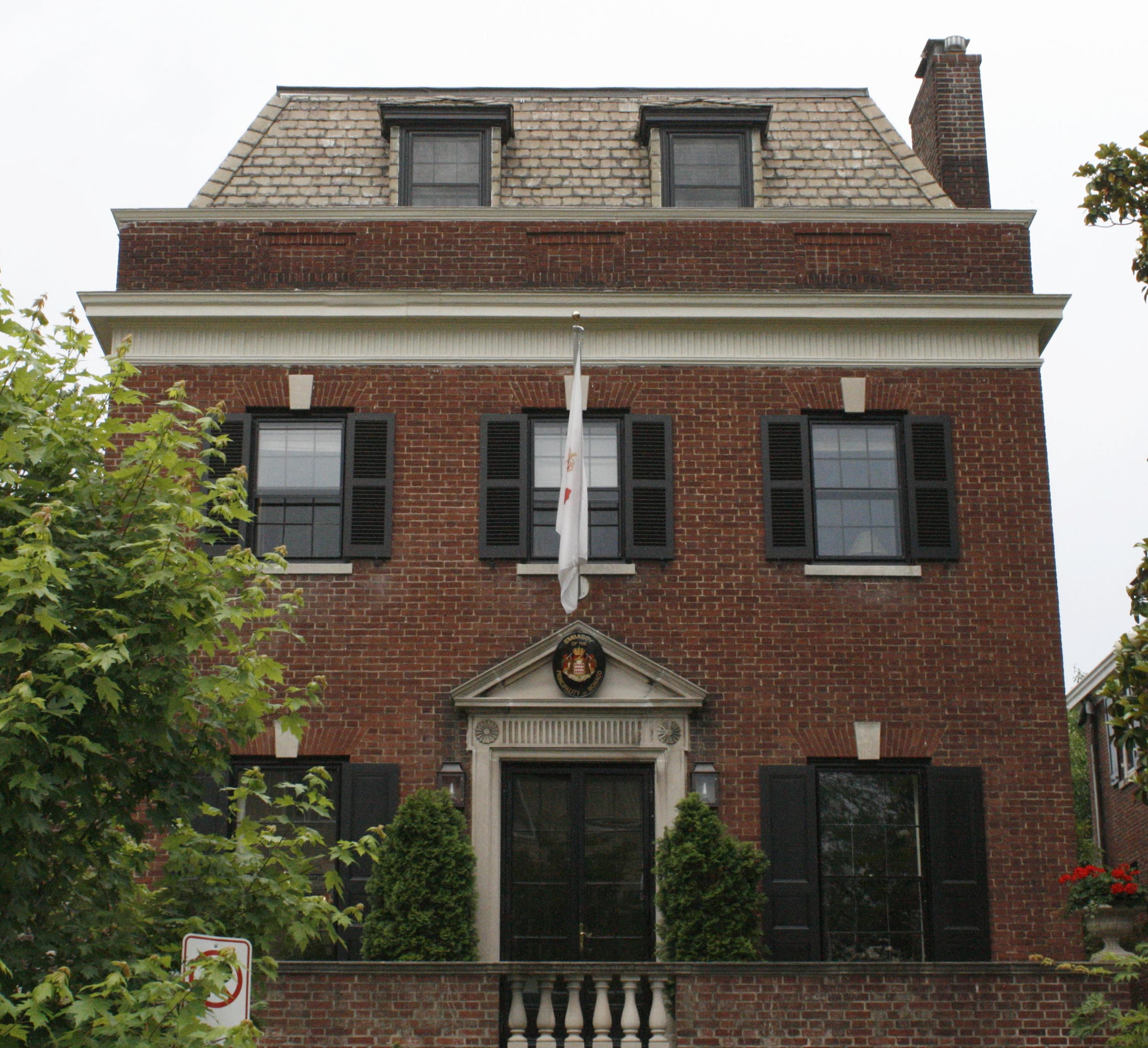
Embajada de Mónaco en Washington (Estados Unidos).

Mónaco es tan antiguo que ha sobrevivido a muchas de las naciones e instituciones con las que ha tenido relaciones. La Corona de Aragón y la República de Génova se convirtieron en parte de otros países, como lo hizo el Reino de Cerdeña pero Mónaco permaneció independiente. Honoré II, Príncipe de Mónaco, obtuvo el reconocimiento de su soberanía independiente de España en 1633, y luego de Luis XIII de Francia por el Tratado de Péronne (1641).
Mónaco firmó un acuerdo especial con Francia en 1963 en el que se aplican las leyes aduaneras francesas en Mónaco y sus aguas territoriales. Mónaco utiliza el euro pero no es miembro de la Unión Europea. Mónaco comparte una frontera de 6 kilómetros con Francia, pero también tiene unos 2 kilómetros de línea costera en el Mar Mediterráneo. Dos importantes acuerdos que apoyan la independencia de Mónaco de Francia, el Tratado Franco-Monegasco de 1861 y el Tratado Francés de 1918. El libro de la CIA de Estados Unidos registra 1419 como el año de la independencia de Mónaco.
Hay dos embajadas en Mónaco: las de Francia e Italia. Hay unos 30 consulados más. En el siglo XXI Mónaco tenía embajadas en Bélgica (Bruselas), Francia (París), Alemania (Berlín), el Vaticano, Italia (Roma), España (Madrid), Suiza (Berna), Reino Unido (Londres) y Estados Unidos (Washington).
Un problema recurrente que Mónaco encuentra con otros países es el intento de los extranjeros de utilizar Mónaco para evitar el pago de impuestos en su propio país. Mónaco en realidad recauda una serie de impuestos, incluyendo un 20 % de IVA y un 33 % sobre las empresas, a menos que realicen más del 75 % de sus ingresos dentro de Mónaco.Mónaco no permite la doble ciudadanía, pero tiene múltiples caminos para obtener la ciudadanía, incluyendo la declaración y la naturalización.

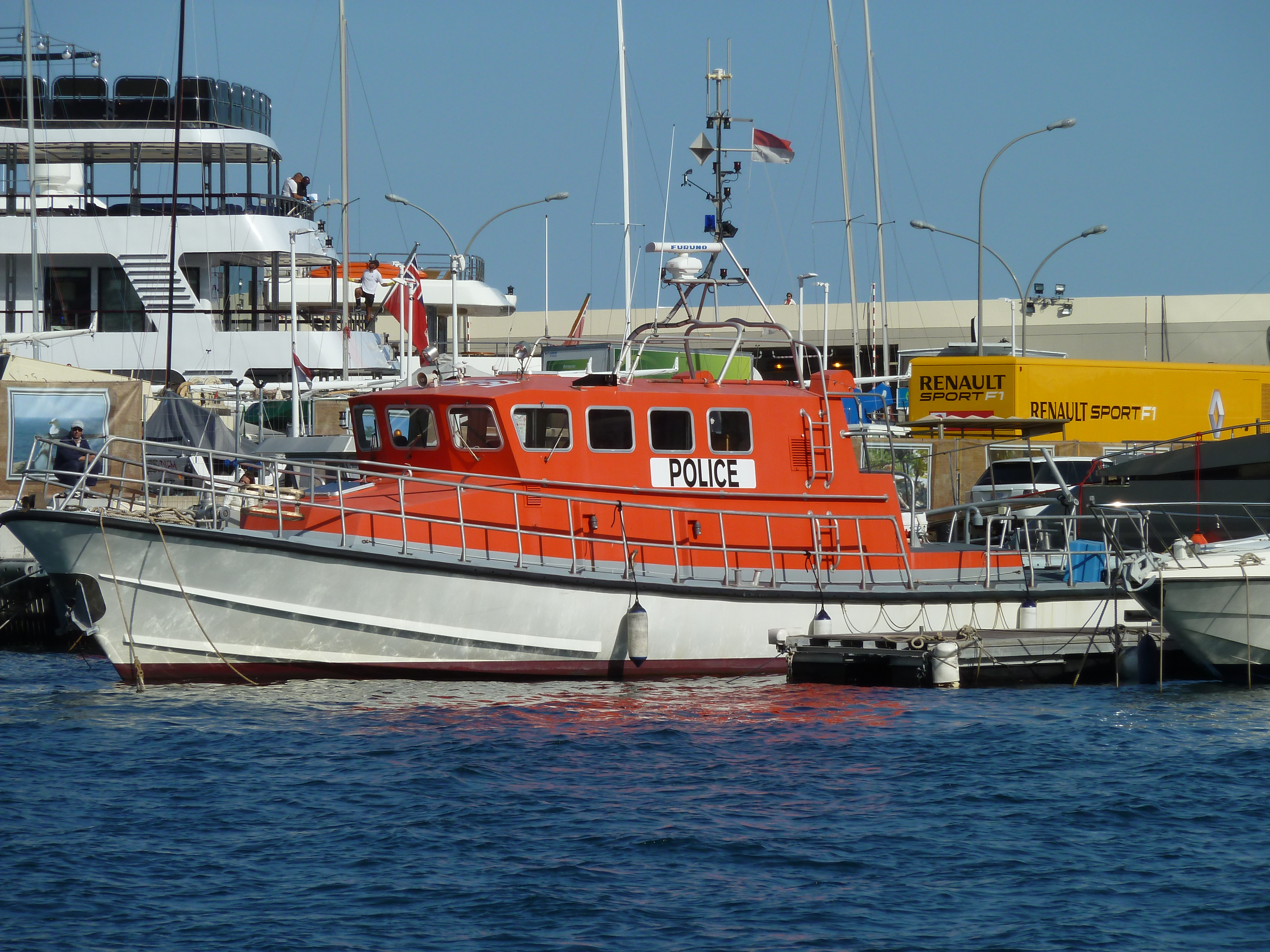
Uno de los barcos de vigilancia costera de Mónaco

En muchos casos, la cuestión clave para obtener la ciudadanía, en lugar de obtener la residencia en Mónaco, es el vínculo con el país de origen. Por ejemplo, los ciudadanos franceses deben pagar impuestos a Francia, incluso si viven a tiempo completo en Mónaco, a menos que hayan residido en el país antes de 1962 durante al menos 5 años. A principios de los años 60, hubo cierta tensión entre Francia y Mónaco sobre los impuestos.
No hay formalidades fronterizas para entrar o salir de Francia. Los visitantes pueden solicitar un sello de pasaporte de recuerdo en la oficina de turismo de Mónaco. Esta se encuentra al otro lado de los jardines que dan al Casino.
Mónaco participa activamente en las Naciones Unidas, a las que se adhirió en 1993, posee diversas misiones diplomáticas y consulados honorarios en varios países. Mónaco se unió al Consejo de Europa el 4 de octubre de 2004, también es miembro de muchas organizaciones internacionales intergubernamentales, incluida la Interpol, la UNESCO y la Organización Mundial de la Salud (OMS). La Organización Hidrográfica Internacional (OHI) tiene su sede en Mónaco.

### Seguridad y defensa

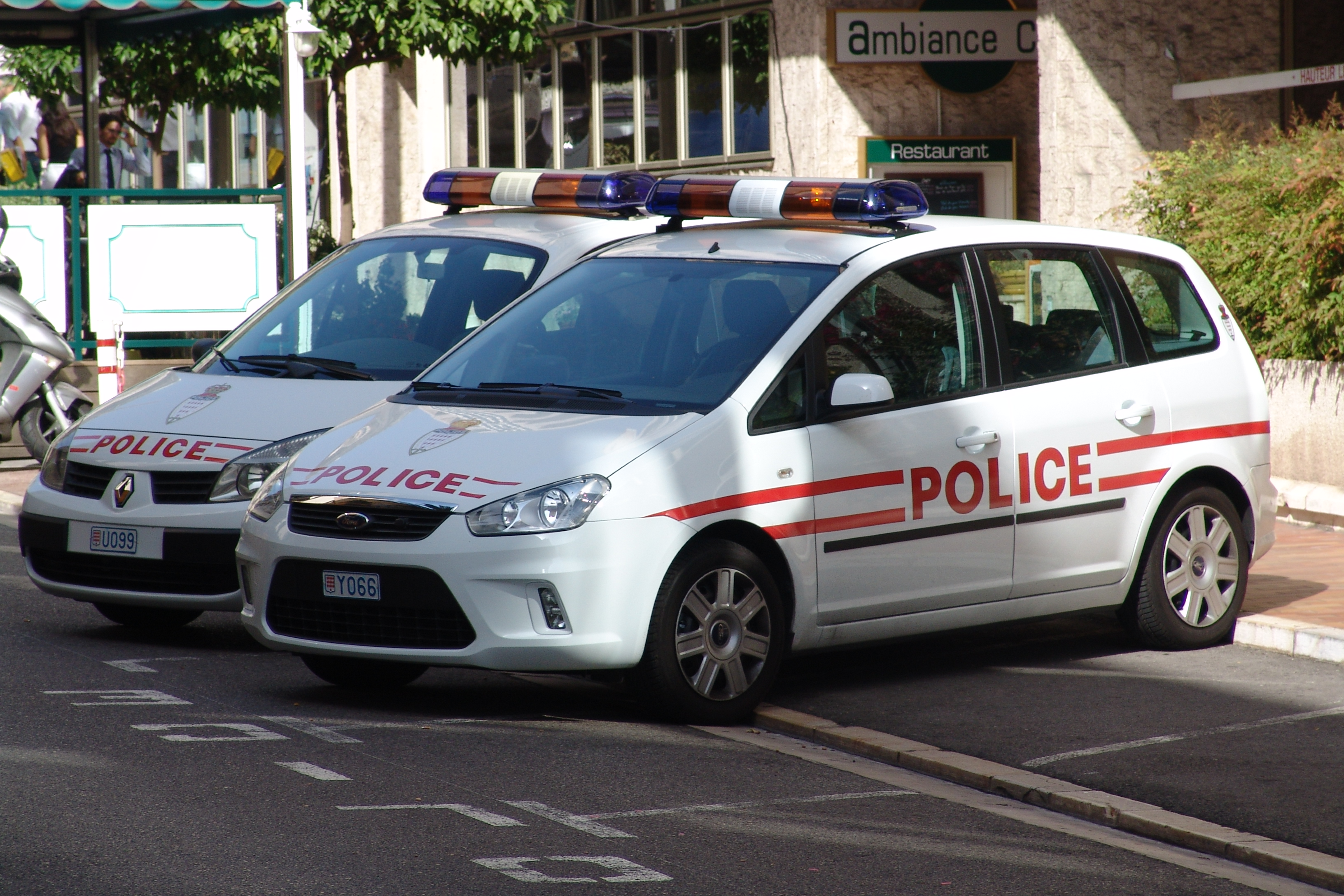
Un Renault Scenic y un Ford C-Max de la Policía de Mónaco.

Mónaco no dispone de ejército propio, pero tiene un pequeño grupo de guardacostas. Quienes se encargan de la seguridad en Mónaco son aproximadamente 500 policías (Mónaco es uno de los Estados con mayor número de policías por persona del mundo, 517 agentes para 38 000 habitantes). También existe una guardia real, llamada Compañía de Carabineros del Príncipe (Compagnie des Carabiniers du Prince), con unos 80 miembros. La defensa del Estado es proporcionada por Francia.

### Derechos humanos
En materia de derechos humanos, respecto a la pertenencia a los siete organismos de la Carta Internacional de Derechos Humanos, que incluyen al Comité de Derechos Humanos (HRC), Mónaco ha firmado o ratificado:
| Mónaco | Tratados internacionales | Tratados internacionales | Tratados internacionales | Tratados internacionales  | Tratados internacionales | Tratados internacionales | Tratados internacionales | Tratados internacionales  | Tratados internacionales  | Tratados internacionales | Tratados internacionales | Tratados internacionales | Tratados internacionales | Tratados internacionales    | Tratados internacionales | Tratados internacionales  | Tratados internacionales | Tratados internacionales |
| --- | ------------------------ | ------------------------ | ------------------------ | ------------------------- | --- | --- | ------------------------ | ------------------------- | ------------------------- | --- | ------------------------ | --- | --- | --------------------------- | ------------------------ | ------------------------- | ------------------------ | ------------------------ |
| Mónaco | CESCR                    | CESCR                    | CCPR                     | CCPR                      | CCPR | CERD | CED                      | CEDAW                     | CEDAW                     | CAT | CAT                      | CRC | CRC | CRC                         | CRC                      | MWC                       | CRPD                     | CRPD                     |
| Mónaco | CESCR                    | CESCR-OP                 | CCPR                     | CCPR-OP1                  | CCPR-OP2-DP | CERD | CED                      | CEDAW                     | CEDAW-OP                  | CAT | CAT-OP                   | CRC | CRC-OP-AC | CRC-OP-SC                   | CRC-OP-CP                | MWC                       | CRPD                     | CRPD-OP                  |
| Pertenencia | Firmado y ratificado.    | Sin información.         | Firmado y ratificado.    | Ni firmado ni ratificado. | Mónaco ha reconocido la competencia de recibir y procesar comunicaciones individuales por parte de los órganos competentes. | Mónaco ha reconocido la competencia de recibir y procesar comunicaciones individuales por parte de los órganos competentes. | Sin información.         | Ni firmado ni ratificado. | Ni firmado ni ratificado. | Mónaco ha reconocido la competencia de recibir y procesar comunicaciones individuales por parte de los órganos competentes. | Sin información.         | Mónaco ha reconocido la competencia de recibir y procesar comunicaciones individuales por parte de los órganos competentes. | Mónaco ha reconocido la competencia de recibir y procesar comunicaciones individuales por parte de los órganos competentes. | Firmado pero no ratificado. | Sin información.         | Ni firmado ni ratificado. | Sin información.         | Sin información.         |
| Firmado y ratificado, firmado, pero no ratificado, ni firmado ni ratificado, sin información, ha accedido a firmar y ratificar el órgano en cuestión, pero también reconoce la competencia de recibir y procesar comunicaciones individuales por parte de los órganos competentes. |                          |                          |                          |                           | | |                          |                           |                           | |                          | | |                             |                          |                           |                          |                          |

### Sindicatos
La Unión de los Sindicatos de Mónaco (Union des syndicats de Monaco) es el único sindicato del Principado de Mónaco y agrupa todas las organizaciones sindicales de importancia del país.

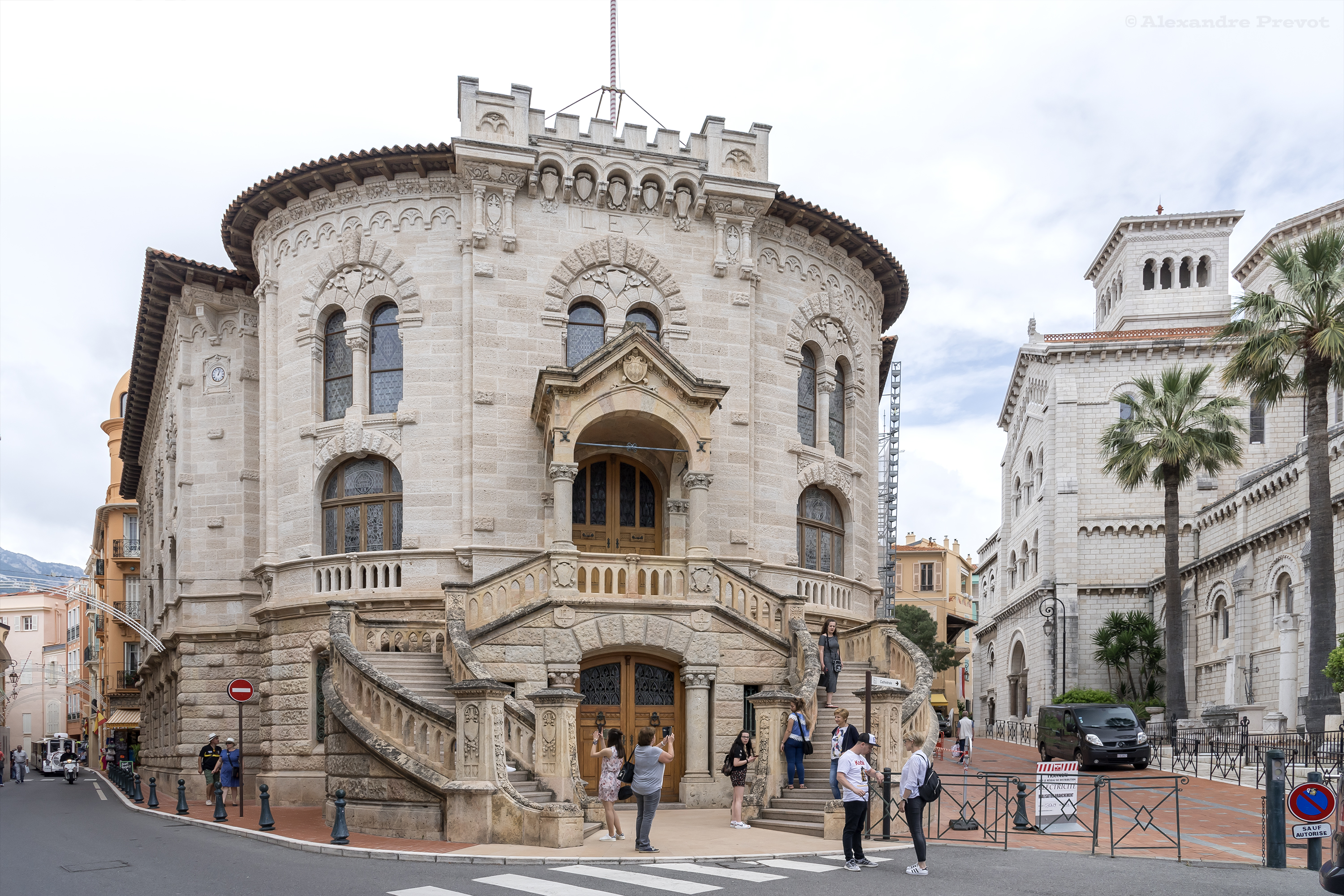
Palacio de Justicia de Mónaco

### Partidos políticos
Hay principalmente tres partidos: Unión Monegasca (Union Monégasque), Rassemblement & Enjeux (Agrupación y Proyectos) y Primero! Prioridad Mónaco (Primo! Priorité Monaco). Otros partidos son la Unión Nacional por el Futuro de Mónaco (Union nationale pour l'avenir de Monaco) y la Unión por el Principado (Union pour la Principauté), unidos en la coalición Unión por Mónaco (Union pour Monaco). También hay partidos menores, los más importantes de los cuales son Promotion de la famille monégasque (Promoción de la familia monegasca) y Monegasque Synergy.
Las elecciones al Consejo Nacional (Conseil National) se celebran cada cinco años; las últimas elecciones legislativas de 2018 otorgaron la mayoría absoluta de los votos a Priorité Monaco (21 escaños), la coalición saliente (compuesta principalmente por miembros de Reagrupación y Apuestas) el 26,1% (2 escaños) y Union Monégasque el 16,2% (un escaño).

### Política medioambiental
El Principado se enfrenta a los problemas medioambientales de todas las metrópolis, a los que se suman las especificidades de su territorio. El gobierno tiene una política proactiva en favor del desarrollo sostenible.

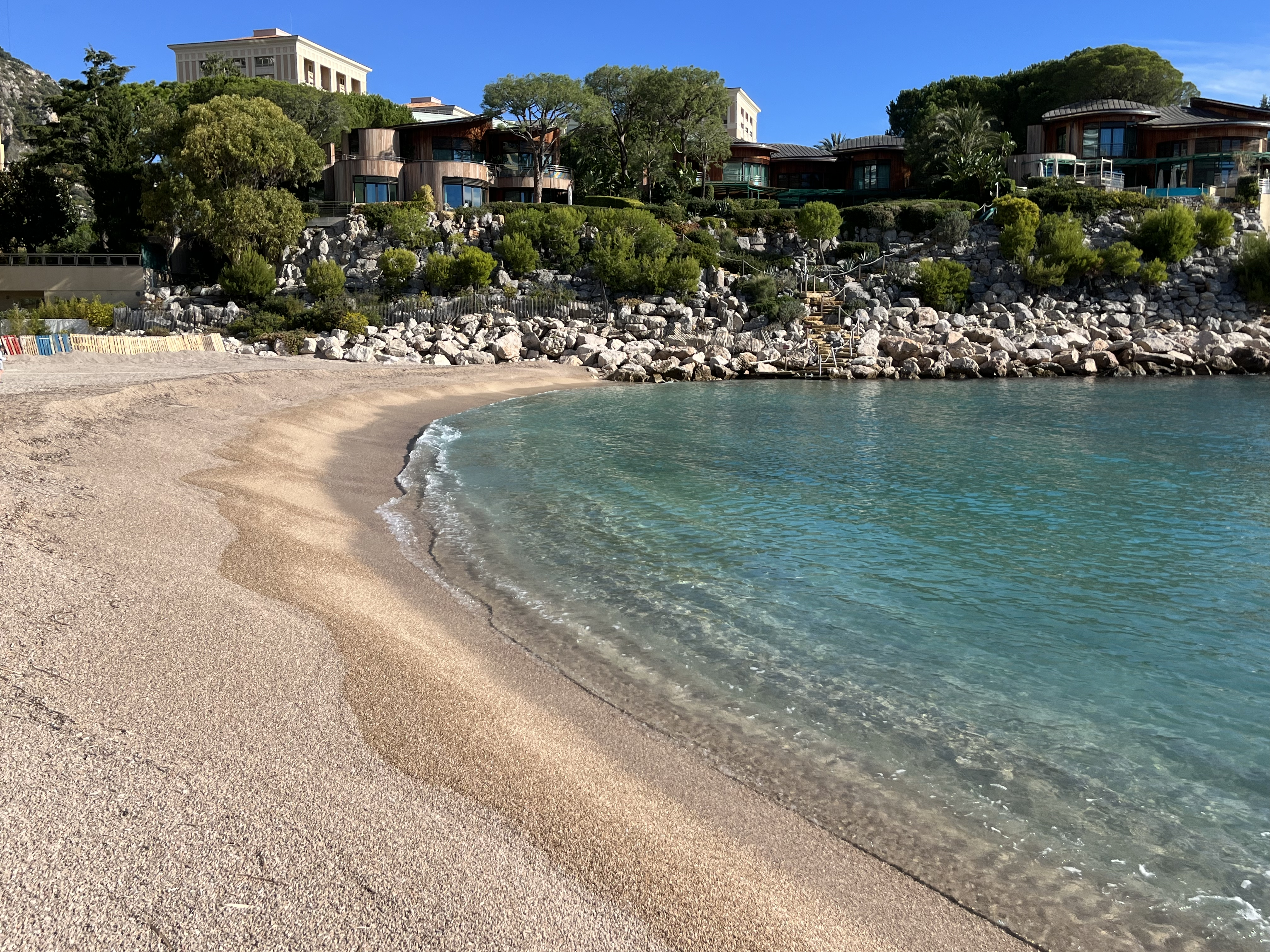
Una de las playas de Mónaco

El Principado se abre a la transición ecológica organizando foros y apoyando los compromisos adquiridos ante la transición ecológica.
Desde 2014, el Gobierno ha fomentado las prácticas ecorresponsables para reducir los residuos y las emisiones de gases de efecto invernadero.
En 2017, la creación de la etiqueta "Commerce Engagé" para los comerciantes del Principado permite apoyarlos, especialmente en la gestión de los plásticos y los utensilios de cocina. La obtención de la etiqueta permite destacar el consumo sostenible y las prácticas ecorresponsables.
En 2021, con el fin de concienciar a los monegascos sobre la clasificación de residuos, el Principado, el Museo Oceanográfico y la empresa monegasca de saneamiento publicaron la aplicación "Game of Tri", disponible en teléfonos inteligentes y tabletas.
Desde hace algunos años, el Departamento de Medio Ambiente se ocupa de los incidentes causados por las gaviotas.

## Organización administrativa

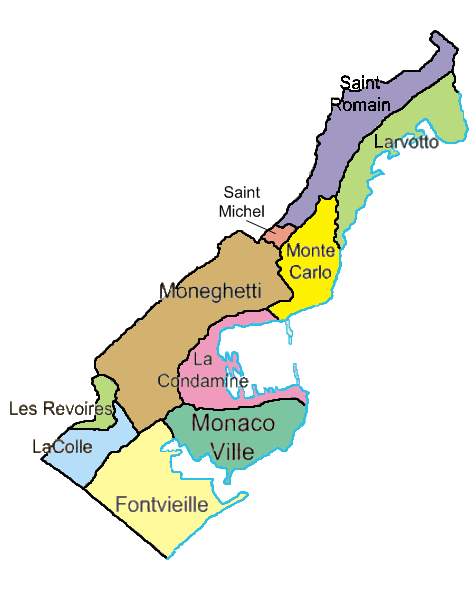
Barrios de Mónaco.

Mónaco es el principado más pequeño de Europa así como el segundo país más pequeño del mundo, tras la Ciudad del Vaticano. El Estado consiste en una sola municipalidad (commune), el municipio de Mónaco. No hay distinción geográfica entre el Estado y la Ciudad de Mónaco; no obstante, las responsabilidades del Gobierno (nivel estatal) y las de la Municipalidad (nivel municipal) son diferentes. De acuerdo con la Constitución de 1911, el principado se subdividió en tres municipalidades:
- Mónaco (Monaco-Ville), la ciudad vieja, se sitúa en un promontorio rocoso que se alarga hacia el Mediterráneo, conocido como la Roca de Mónaco, o simplemente La Roca, donde se localiza el palacio.
- Montecarlo, principal área residencial y hotelera con el Casino de Montecarlo, en el este y noreste.
- La Condamine, la sección noroeste de la que forma parte el área portuaria.

Las tres municipalidades fueron fusionadas en 1954 (después de varias acusaciones que decían que el Gobierno estaba actuando de acuerdo con el lema «Divide y vencerás»), sin embargo volvieron a separarse más tarde, aunque esta vez con la categoría de barrios:
- Fontvieille, fue creado como el 4° barrio, un área construida en Tierras ganadas al mar (en la década de 1970).
- Monegeti, se convirtió en el quinto distrito de Mónaco, creado a partir de una parte de La Condamine.
- Larvotto, segregado de Montecarlo, siendo el sexto distrito del país.
- La Rousse/San Roman, se convirtió en el séptimo distrito de Mónaco, creado también a partir de Montecarlo.

Subsecuentemente, se crearon los tres últimos distritos:
- San Miguel, segregada de Montecarlo.
- La Colle, segregada de La Condamine.
- Les Revoires, nuevo distrito monegasco, segregado de La Condamine. En este distrito se localiza el Jardín Exótico.

Un distrito adicional fue planeado en nuevas tierras ganadas al mar, que serían rematadas para el 2014. El príncipe Alberto II anunció en su discurso de Año nuevo en 2009 que estos planes han quedado en suspenso debido a la situación económica mundial.
Actualmente, el principado está dividido en 10 distritos (con sus respectivos números oficiales: al futuro Le Portier («El Portuario»), el distrito planeado, le fue anticipado el número 11.
| N.º                                                       | Distrito                                                  | Área (m²)  | Área (hectáreas) | Población (Censo de 2008) | Densidad Hab./km² | Manzanas urbanas (îlots) | Puntos de interés                 |
| --------------------------------------------------------- | --------------------------------------------------------- | ---------- | ---------------- | ------------------------- | ----------------- | ------------------------ | --------------------------------- |
| Antigua municipalidad de Mónaco                           |                                                           |            |                  |                           |                   |                          |                                   |
| 05                                                        | Monaco-Ville                                              | 184 750    | 18,47            | 1034                      | 5597              | 19                       | La Ciudad Vieja con el palacio    |
| Antigua municipalidad de Montecarlo                       |                                                           |            |                  |                           |                   |                          |                                   |
| 01                                                        | Montecarlo/Spélugues (Bd. Des Moulins-Av. de la Madone)   | 281 461    | 28,14            | 3834                      | 10 779            | 20                       | El área del casino y los hoteles  |
| 02                                                        | La Rousse/Saint Roman (Annonciade-Château Périgord)       | 105 215    | 10,52            | 3223                      | 30 633            | 17                       | Incluye, en el norte, Le Ténao    |
| 03                                                        | Larvotto/Bas Moulins (Larvotto-Bd Psse Grace)             | 328 479    | 32,84            | 5443                      | 16 570            | 17                       | Área de playa del este            |
| 10                                                        | Saint Michel (Psse Charlotte-Park Palace)                 | 142 223    | 14,22            | 3907                      | 26 768            | 24                       | Área central residencial          |
| Antigua municipalidad de La Condamine                     |                                                           |            |                  |                           |                   |                          |                                   |
| 04                                                        | La Condamine                                              | 237 283    | 23,72            | 3947                      | 16 213            | 28                       | El área portuaria, en el noroeste |
| 07                                                        | La Colle (Plati-Pasteur-Bd Charles III)                   | 188 073    | 18,80            | 2829                      | 15 005            | 15                       | En el extremo oeste con Cap d'Ail |
| 08                                                        | Les Révoires (Hector Otto-Honoré Labande)                 | 75 747     | 7,57             | 2545                      | 33 203            | 11                       | Contiene el Jardín Exótico        |
| 09                                                        | Moneghetti/ Bd de Belgique (Bd Rainier III-Bd de Belgique | 107 056    | 10,70            | 3003                      | 28 051            | 17                       | Zona residencial Centro-norte     |
| Tierras ganadas al mar                                    |                                                           |            |                  |                           |                   |                          |                                   |
| 06                                                        | Fontvieille                                               | 324 157    | 32,41            | 3901                      | 10 156            | 10                       | Comenzado en 1981                 |
| 11(1)                                                     | Fontvieille II                                            | -          | -                | -                         | -                 | 6                        | Desarrollo para comenzar en 2013  |
| 11(1)                                                     | Le Portier                                                | 275 000(1) | 27,50            | -                         | -                 | 4                        | Proyecto relanzado en 2012        |
|                                                           | Mónaco                                                    | 1 974 444  | 197              | 35 352                    | 16 217            | 178                      |                                   |
| (1) Área no incluida en el total, está tan solo propuesta |                                                           |            |                  |                           |                   |                          |                                   |

Para motivos estadísticos, los barrios de Mónaco están divididos en 173 manzanas (îlots), comparables con los bloques censales en Estados Unidos.

## Geografía

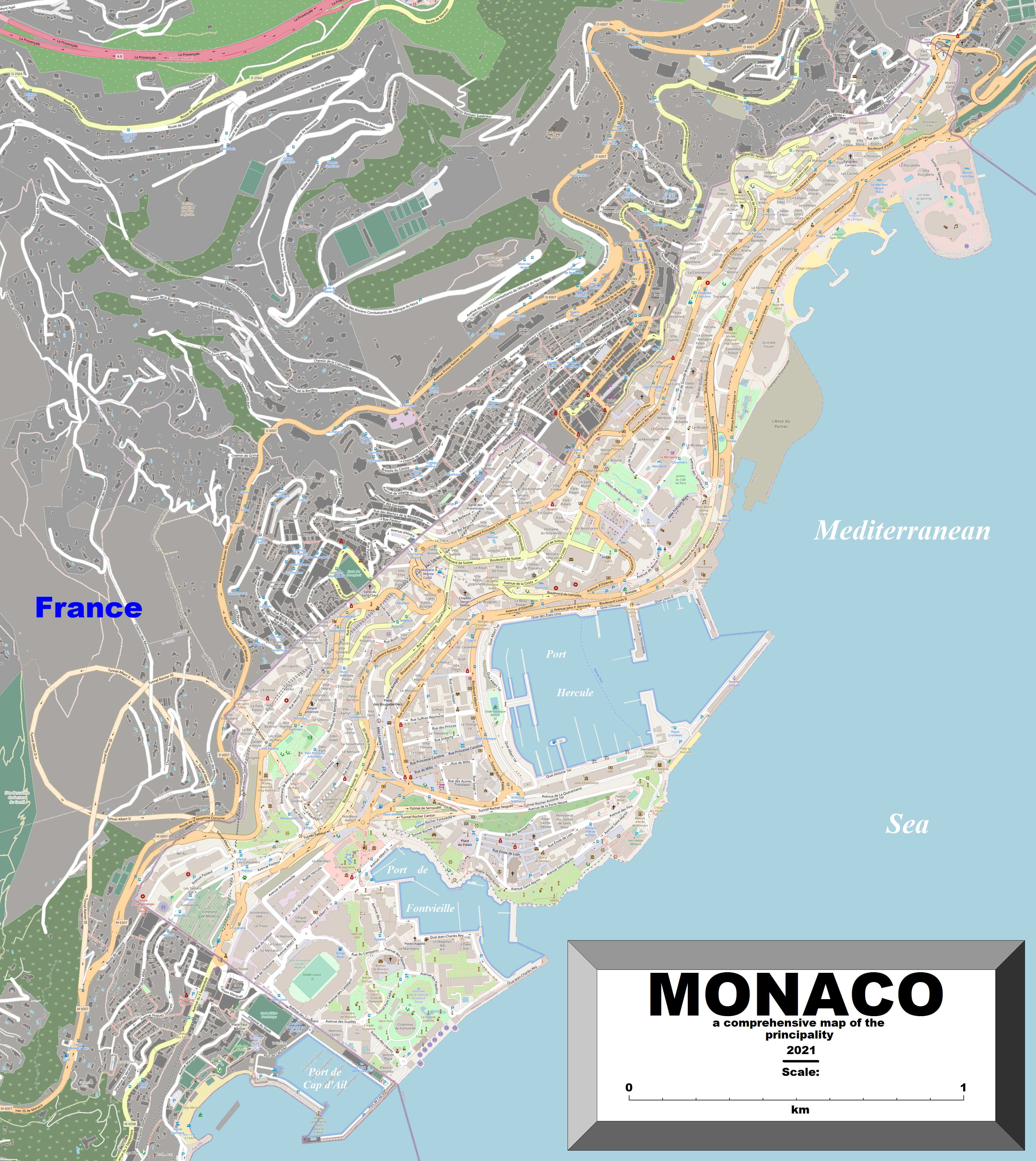
Mapa de Mónaco

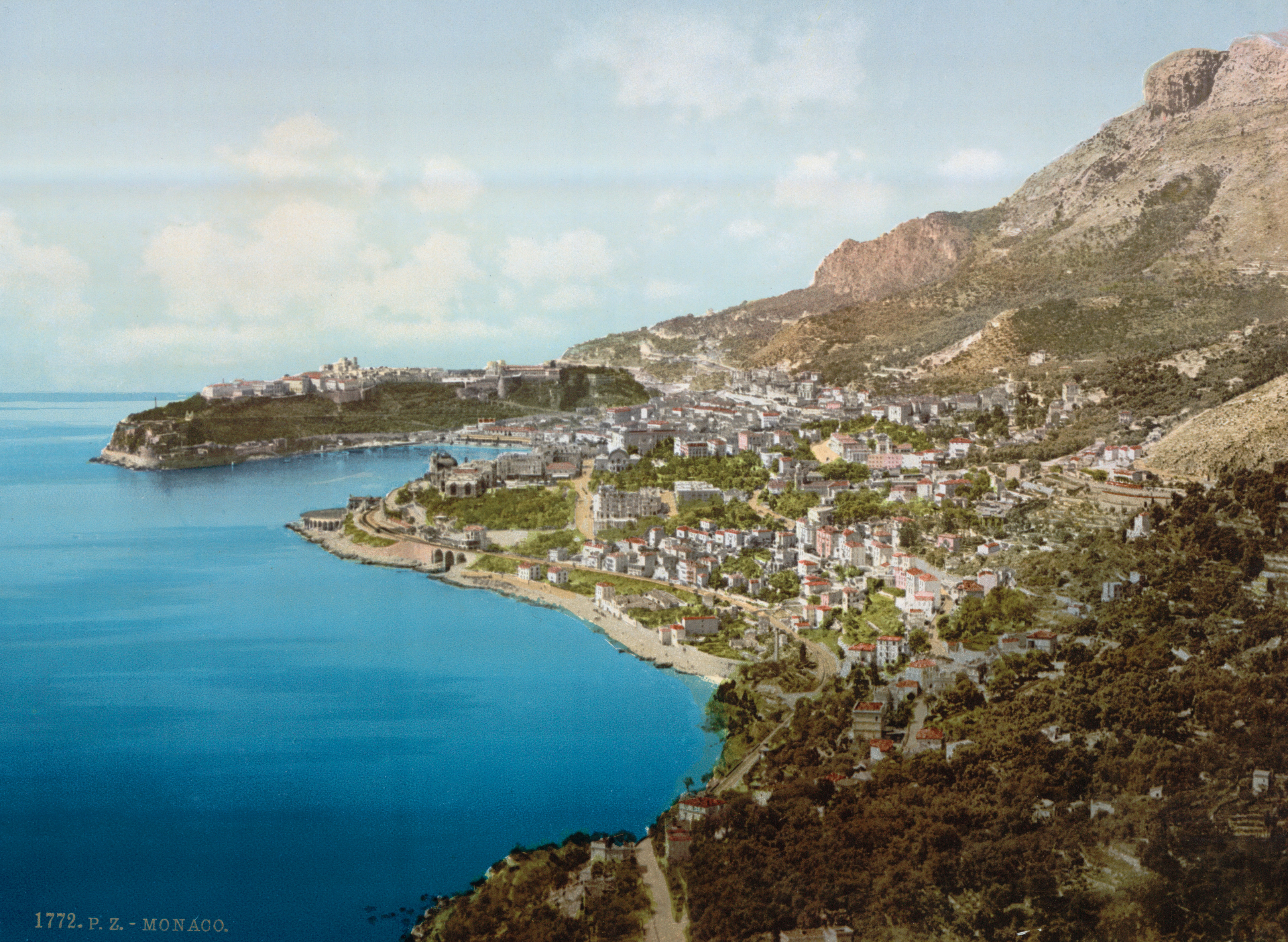
Vista general del Principado c. 1900.

Mónaco es una península que tiene una superficie de 2 kilómetros cuadrados. Es el Estado más pequeño de Europa después de la Ciudad del Vaticano. Se encuentra sobre un promontorio de la Costa Azul, y su relieve irregular está formado por las últimas estribaciones de los Alpes, su mayor altitud es alcanzada en el pico Mont Agel. Goza de un excelente clima mediterráneo. Cuenta con 5469 metros de frontera con Francia y 4100 metros de costas.

### Clima
Mónaco tiene un clima mediterráneo, suave y soleado a lo largo de todo el año. En la clasificación del clima de Köppen es clima mediterráneo de veranos calurosos (Csa), que se ve influido por el clima oceánico y el clima subtropical húmedo. Como resultado, los inviernos son suaves y lluviosos, y los veranos, cálidos y secos, moderados por la proximidad del Mediterráneo. Interludios frescos y lluviosos pueden interrumpir la seca estación veraniega, cuya longitud media es también más corta. La temperatura media en enero y febrero es de 8 °C, y de 26 °C en julio y agosto. Este clima explica que, a mediados del siglo XIX se convirtiera en un lugar de estancia balnearia y centro turístico de fama mundial.
| Mes                      | Ene  | Feb  | Mar  | Abr  | May  | Jun  | Jul  | Ago  | Sep  | Oct  | Nov  | Dic  |
| ------------------------ | ---- | ---- | ---- | ---- | ---- | ---- | ---- | ---- | ---- | ---- | ---- | ---- |
| Temp. max. / °C          | 12,0 | 12,4 | 14,4 | 17,1 | 20,5 | 23,8 | 26,6 | 26,5 | 24,5 | 20,4 | 15,8 | 13,0 |
| Temp. min. / °C          | 4,4  | 4,7  | 6,4  | 8,8  | 12,2 | 15,7 | 18,2 | 18,0 | 16,1 | 12,1 | 8,0  | 5,3  |
| Número de días de lluvia | 5,9  | 5,2  | 6,7  | 6,0  | 5,6  | 2,8  | 1,3  | 2,5  | 4,5  | 7,5  | 7,7  | 6,8  |
| Fuente:                  |      |      |      |      |      |      |      |      |      |      |      |      |

| Parámetros climáticos promedio de Mónaco | Parámetros climáticos promedio de Mónaco | Parámetros climáticos promedio de Mónaco | Parámetros climáticos promedio de Mónaco | Parámetros climáticos promedio de Mónaco | Parámetros climáticos promedio de Mónaco | Parámetros climáticos promedio de Mónaco | Parámetros climáticos promedio de Mónaco | Parámetros climáticos promedio de Mónaco | Parámetros climáticos promedio de Mónaco | Parámetros climáticos promedio de Mónaco | Parámetros climáticos promedio de Mónaco | Parámetros climáticos promedio de Mónaco | Parámetros climáticos promedio de Mónaco |
| Mes                                      | Ene.                                     | Feb.                                     | Mar.                                     | Abr.                                     | May.                                     | Jun.                                     | Jul.                                     | Ago.                                     | Sep.                                     | Oct.                                     | Nov.                                     | Dic.                                     | Anual                                    |
| ---------------------------------------- | ---------------------------------------- | ---------------------------------------- | ---------------------------------------- | ---------------------------------------- | ---------------------------------------- | ---------------------------------------- | ---------------------------------------- | ---------------------------------------- | ---------------------------------------- | ---------------------------------------- | ---------------------------------------- | ---------------------------------------- | ---------------------------------------- |
| Temp. máx. media (°C)                    | 12.3                                     | 12.5                                     | 14.0                                     | 16.1                                     | 19.4                                     | 23.0                                     | 25.8                                     | 25.9                                     | 23.8                                     | 19.9                                     | 16.1                                     | 13.4                                     | 18.5                                     |
| Temp. media (°C)                         | 10.2                                     | 10.4                                     | 11.8                                     | 13.9                                     | 17.1                                     | 20.8                                     | 23.5                                     | 23.7                                     | 21.6                                     | 17.8                                     | 14.0                                     | 11.4                                     | 16.4                                     |
| Temp. mín. media (°C)                    | 8.1                                      | 8.2                                      | 9.6                                      | 11.6                                     | 14.8                                     | 18.5                                     | 21.2                                     | 21.5                                     | 19.3                                     | 15.6                                     | 11.9                                     | 9.3                                      | 14.1                                     |
| Precipitación total (mm)                 | 82.7                                     | 76.4                                     | 70.5                                     | 62.2                                     | 48.6                                     | 36.9                                     | 15.6                                     | 31.3                                     | 54.4                                     | 108.2                                    | 104.2                                    | 77.5                                     | 768.5                                    |
| Días de precipitaciones (≥ 1 mm)         | 6.8                                      | 6.4                                      | 6.1                                      | 6.3                                      | 5.2                                      | 4.1                                      | 1.9                                      | 3.1                                      | 4.0                                      | 5.8                                      | 7.0                                      | 6.0                                      | 62.7                                     |
| Horas de sol                             | 148.8                                    | 152.6                                    | 201.5                                    | 228.0                                    | 269.7                                    | 297.0                                    | 341.0                                    | 306.9                                    | 240.0                                    | 204.6                                    | 156.0                                    | 142.6                                    | 2668.7                                   |
| Fuente: Monaco website                   |                                          |                                          |                                          |                                          |                                          |                                          |                                          |                                          |                                          |                                          |                                          |                                          |                                          |

### Relieve
Se encuentra sobre un promontorio de la Costa Azul, y su relieve, accidentado, escabroso y rocoso, está formado por las últimas estribaciones de los Alpes. El punto más alto es Mont Agel (140 m s. n. m.). Su territorio está prácticamente urbanizado en su totalidad, pero comprende numerosos espacios verdes.

## Urbanismo

### Morfología urbana

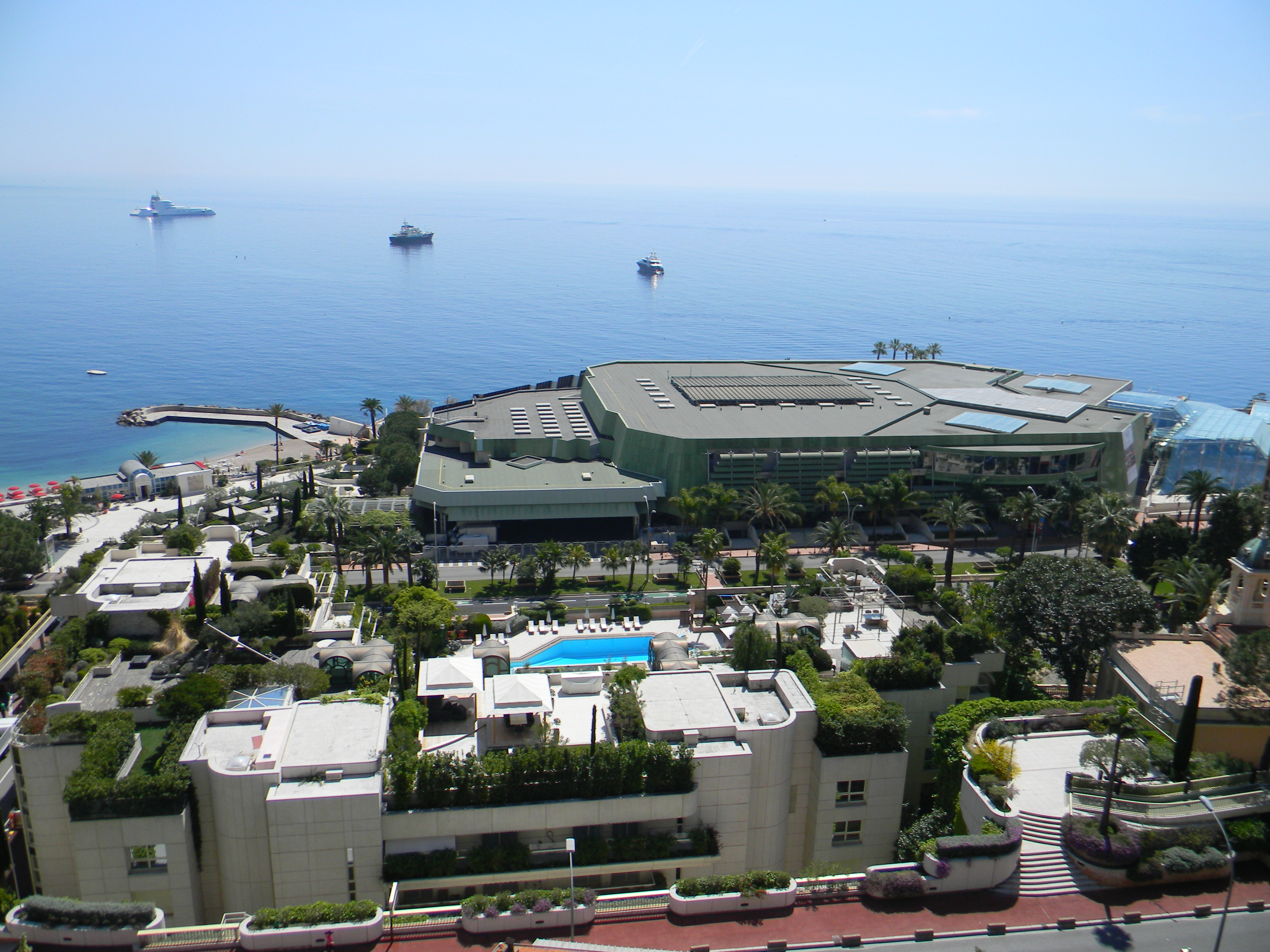
Foro Grimaldi

El Principado tiene una frontera con Francia de 5.469 m (de los cuales 1.341 m con Cap-d'Ail, 390 m con La Turbie, 3.274 m con el municipio de Beausoleil y 464 m con Roquebrune-Cap-Martin), así como 3.829 m de costa (puerto y playa).
En los últimos años, importantes obras han permitido a Mónaco ampliarse en unas 40 hectáreas, principalmente ganadas al mar mediante terraplenes. Las primeras obras de terraplén comenzaron en 1865 para crear el ferrocarril, seguidas unos años más tarde por la creación del primer distrito industrial de Fontvieille, que permitió recuperar 5,5 hectáreas del mar. El fondo del puerto de Mónaco se rellenó entonces y en los años 60 se construyeron el Foro Grimaldi y el Larvotto.
En 1965, por iniciativa del Príncipe Rainiero III y con el fin de diversificar las actividades de la ciudad, la construcción del barrio de Fontvieille permitió crear 220 000 m² de terreno edificable adicional y un nuevo puerto. Esta zona incluye el estadio Louis-II, así como unos grandes almacenes y un centro comercial. La ampliación del puerto de Mónaco también se hizo hacia el mar.
La construcción de un rompeolas semiflotante de 352 m de longitud con un peso total de 163 000 toneladas en 2003 permitió la construcción de 360 plazas de aparcamiento, 25 000 m² de espacio de almacenamiento, 2 terminales de transbordadores y locales administrativos y comerciales. El muelle artificial al que está conectado el rompeolas ha permitido ganar una hectárea de terreno y ha permitido crear una urbanización de 15 000 m².
En 2006, Alberto II de Mónaco convocó oficialmente una licitación para un proyecto de ampliación en alta mar para ganar otras 10 hectáreas. Este proyecto, estimado en 8.000 millones de euros, habría permitido la construcción de 275 000 m² de superficie y debería haberse extendido hasta 2023, entregándose los primeros edificios en 2014. Sin embargo, se abandonó en 2008, oficialmente por razones ecológicas. 
La razón fue principalmente económica, en un contexto de crisis financiera internacional. En su lugar, se optó por un proyecto más modesto, que marcó el regreso de la construcción en altura: la construcción de una torre doble de 49 plantas, la Torre Odeón.
Debido al rápido desarrollo económico y a las decisiones urbanísticas del Príncipe Rainiero III, se construyeron muchos edificios de gran altura. Sin embargo, a diferencia de muchas ciudades densamente pobladas, los edificios altos de Mónaco son casi exclusivamente residenciales, no comerciales

## Economía

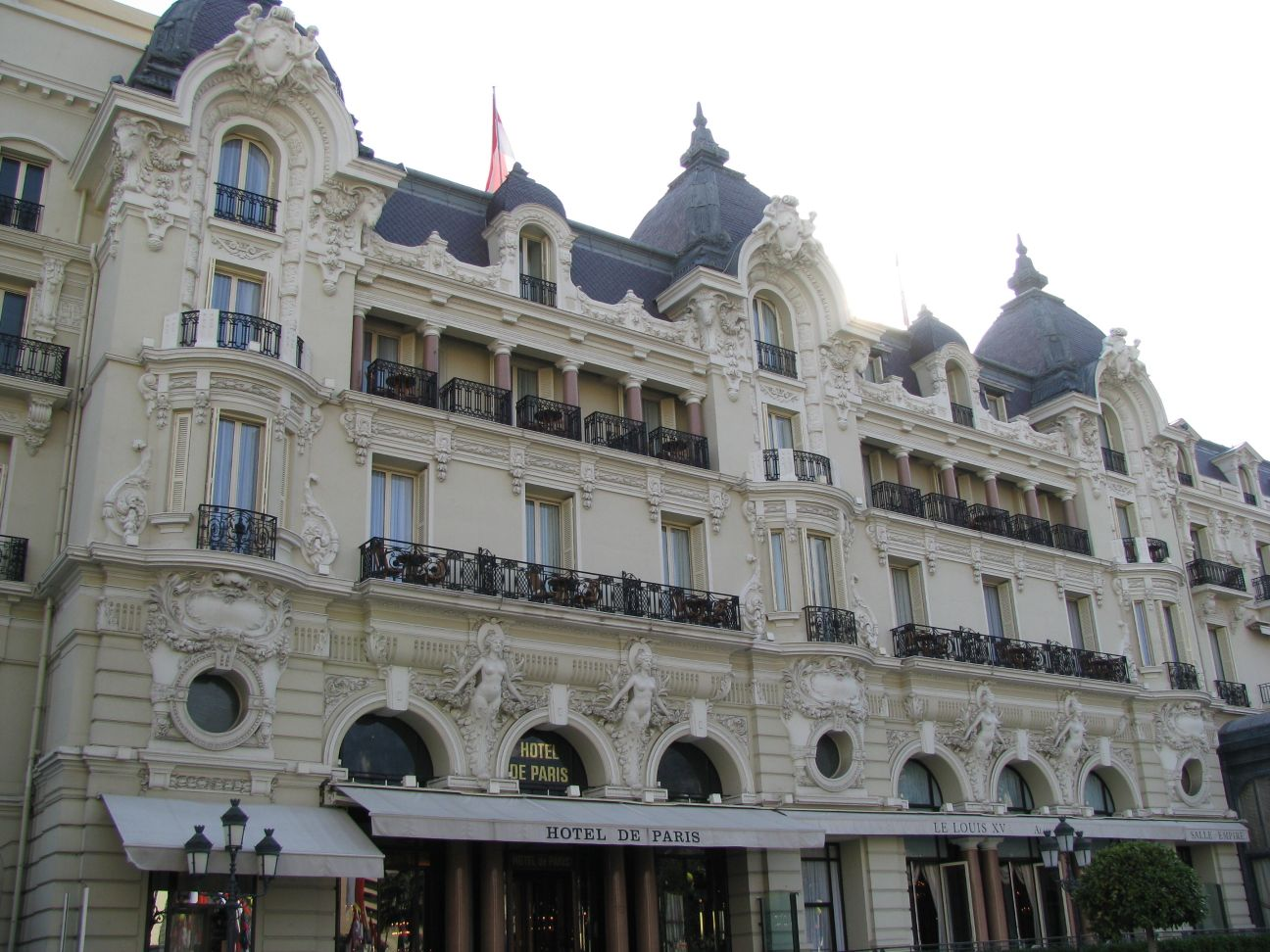
Hotel de París.

Una de las principales fuentes de ingresos de Mónaco es el turismo. Cada año, muchos visitantes se sienten atraídos por su agradable clima y su lujoso Casino (a los propios ciudadanos de Mónaco no se les permite jugar en el casino). En 2001, se amplió el muelle utilizado por cruceros en el puerto principal. El principado ha tratado de diversificar los servicios y potenciar las pequeñas industrias, no así aquellas industrias contaminantes como las de cosméticos.
El Estado mantiene monopolios en numerosos sectores, como la distribución de tabaco y el servicio postal. La red telefónica (Mónaco Telecom) fue propiedad del estado inicialmente, pero actualmente solo posee el 45% de sus acciones.
El nivel de vida es alto, comparable al de las áreas metropolitanas francesas más prósperas. Mónaco no es miembro de la Unión Europea, pero está estrechamente vinculado a ella a través de su unión aduanera con Francia. La moneda de uso corriente es el euro, con diseños monegascos en su cara nacional. Antes de 2002 Mónaco tenía su propia moneda: el franco monegasco.

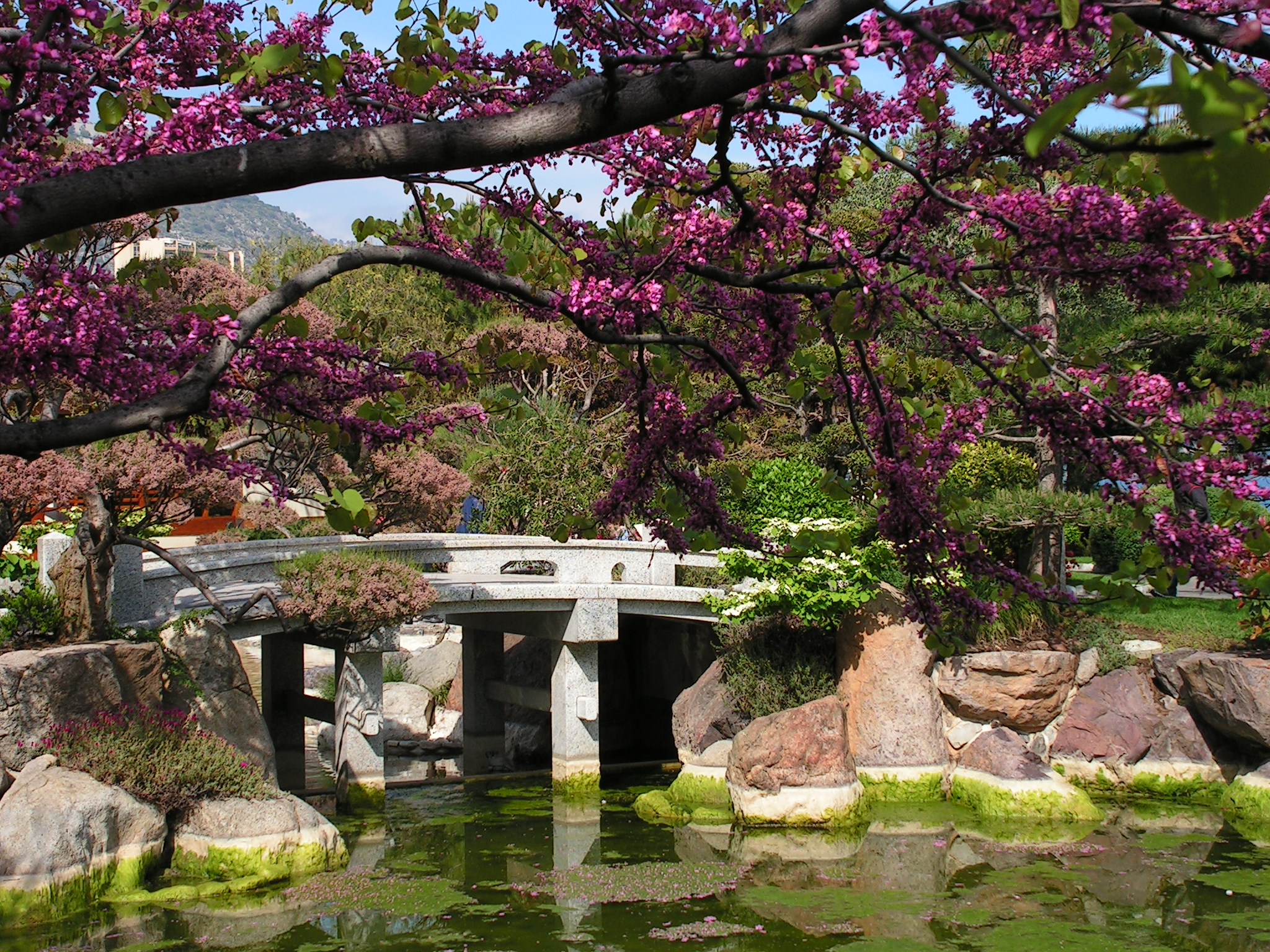
Jardín Japonés de Mónaco

### Turismo
La plaza del Casino (cariñosamente llamada Camembert por los lugareños) es uno de los centros turísticos de Mónaco por varios motivos. En primer lugar, por su céntrica situación en el centro del Principado. En segundo lugar, alberga el conocido Hôtel de Paris y el famoso Casino de Monte-Carlo, así como la magnífica Ópera, justo al lado, todos ellos de impresionante arquitectura histórica. En tercer lugar, la plaza del Casino, con su rotonda, es la primera escala de los turistas que visitan el Principado en crucero, ya que los barcos atracan justo debajo del casino. En los meses de verano, la plaza del Casino es punto de encuentro de turistas monegascos de todo el mundo, sobre todo los viernes y sábados por la noche.

La segunda gran atracción turística de Mónaco es el casco antiguo de Mónaco-Ville, conocido como Rocher (roca en francés). Está situado en la llamada Roca del Príncipe, donde se encuentra el Palacio del Príncipe, residencia política y privada de la Familia Principesca. Como es típico en el Principado, el casco antiguo de Mónaco está muy densamente edificado; sus estrechas calles albergan numerosos restaurantes y tiendas de recuerdos. Especialmente en temporada alta, el casco antiguo está muy concurrido por los turistas monegascos y a veces puede describirse como invadido por turistas.

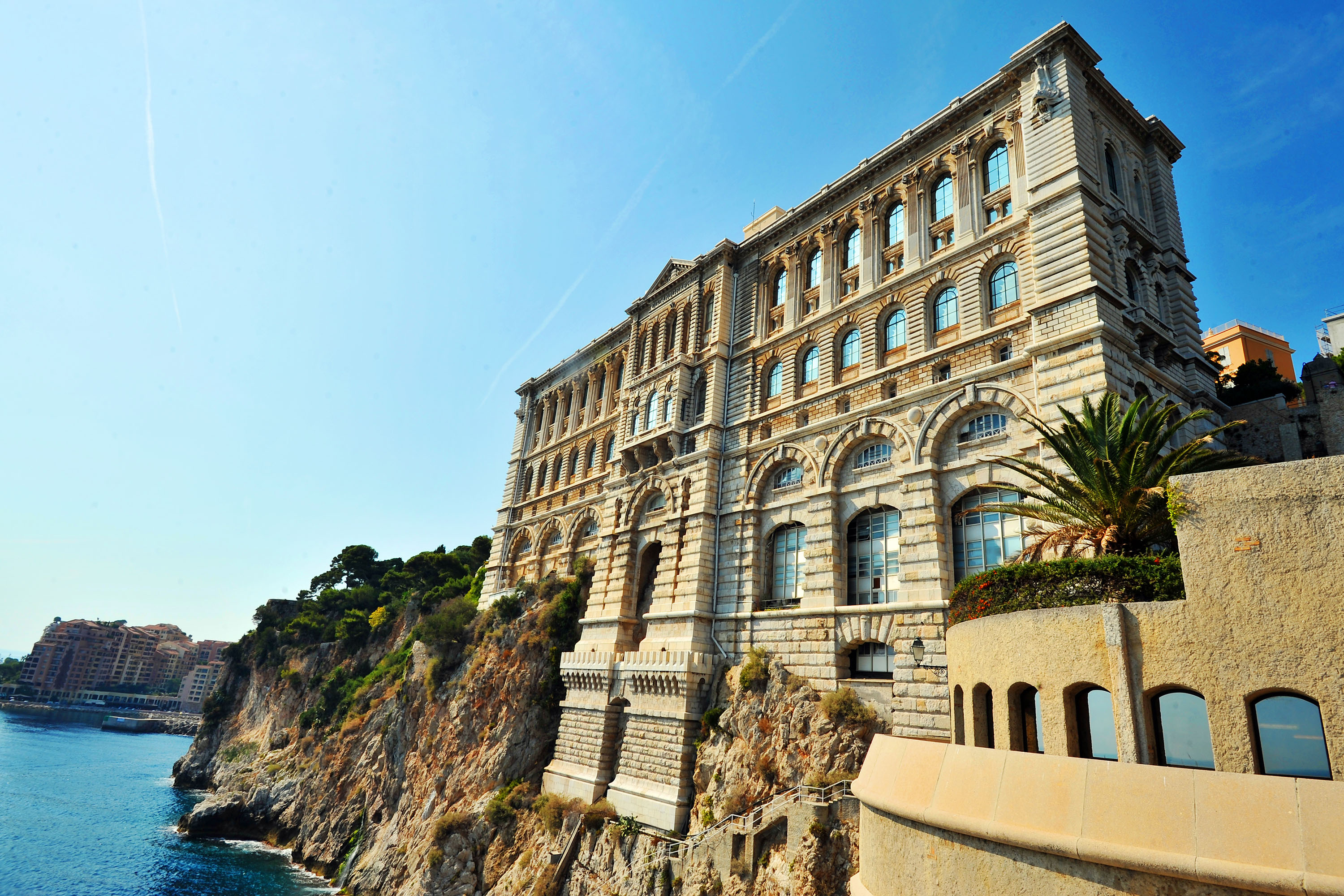
Museo Oceanográfico

El Jardín Exótico de Mónaco ofrece a los amantes de las plantas un gran número de especies vegetales y arbóreas. El Jardín Exótico también se caracteriza por su ubicación. Está situado en la frontera con Francia, en dirección a Niza, a gran altitud, desde donde ofrece una vista panorámica del Principado.
El Museo Oceanográfico está situado en la Roca de Mónaco, en Mónaco-Ville, y ofrece a los visitantes una gran cantidad de exposiciones marinas, incluidos raros animales marinos vivos en acuarios. Alberga unas 4.000 especies de peces, así como especies de 200 familias de invertebrados. La magnífica arquitectura del museo atestigua su fundación en 1910 por Alberto I. El propio fundador era oceanólogo, investigador de ballenas y teutólogo. Participó en el sensacional descubrimiento de un Lepidoteuthis grimaldii (un calamar de aguas profundas con escamas), que recibió el nombre de su familia Grimaldi. El museo, que se construyó poco después, pretendía presentar este hallazgo de forma adecuada. También impresiona su ubicación, directamente a 85 metros sobre el mar, en un acantilado rocoso.

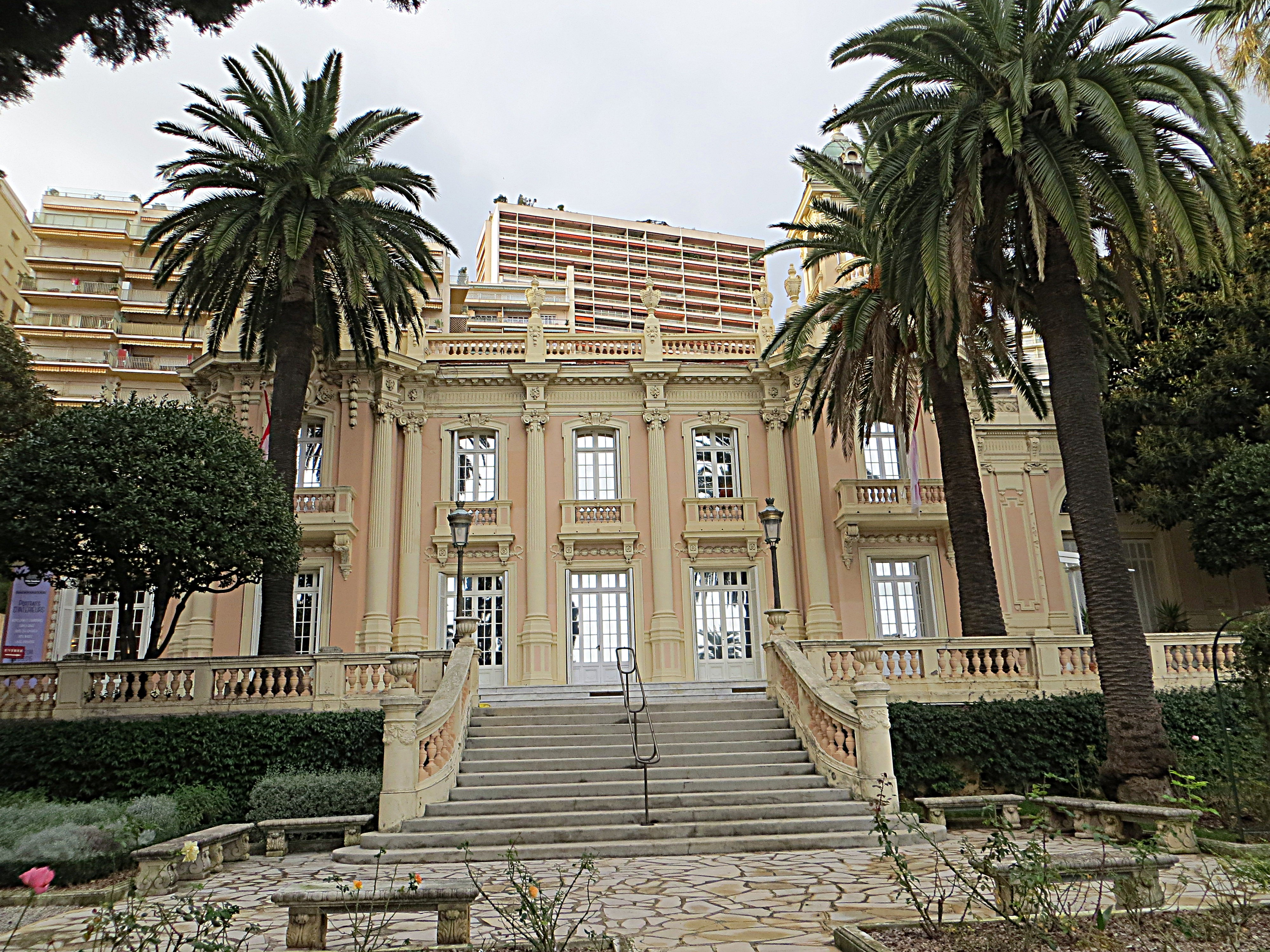
Villa Sauber, sede del Nuevo Museo Nacional de Mónaco

Los puertos deportivos de Mónaco son destinos turísticos muy frecuentados, donde atracan grandes yates privados de propietarios adinerados. El puerto más grande, Port Hercule, está situado en La Condamine, junto a las vías públicas utilizadas para el Gran Premio anual de Fórmula 1. Hay otros puertos deportivos justo debajo de la Roca del Príncipe, en Fontvieille, y en el lado opuesto de Fontvieille, hacia Cap-d'Ail (Francia).
Larvotto alberga la playa pública de Mónaco, un destino muy popular entre locales y turistas, sobre todo en los calurosos meses de verano. Sin embargo, la arena es gruesa y no se puede comparar con las playas de arena blanca y fina de otros centros turísticos mediterráneos, y las medusas en el agua a veces pueden ser una molestia. Otra playa pública relativamente grande, bastante concurrida en verano, se encuentra justo detrás de Fontvieille, en dirección a Cap-d'Ail y en territorio francés.
En contraste con los innumerables edificios de hormigón de Mónaco, se han creado varios jardines públicos, algunos con plantas exóticas, palmeras y especies de aves autóctonas e importadas. Destaca el jardín japonés, situado al sur del Foro Grimaldi, en la avenida Princesa Grace, con abundantes plantas, intrincadas cabañas y puentes japoneses y estanques con raras carpas koi. Otros jardines se encuentran en Fontvieille y en la zona comprendida entre el Museo Oceanográfico y el Palacio del Príncipe.

### Impuestos
Los habitantes de Mónaco no pagan impuestos sobre la renta, y esto se debe a una decisión tomada por el príncipe Carlos III. En 1869, los ingresos generados por la industria del juego eran tan altos que se decidió liberar a los residentes del principado del pago de impuestos. Esta política fiscal atrajo a muchas familias adineradas de Europa, lo que resultó en un gran flujo de personas ricas hacia Mónaco. 

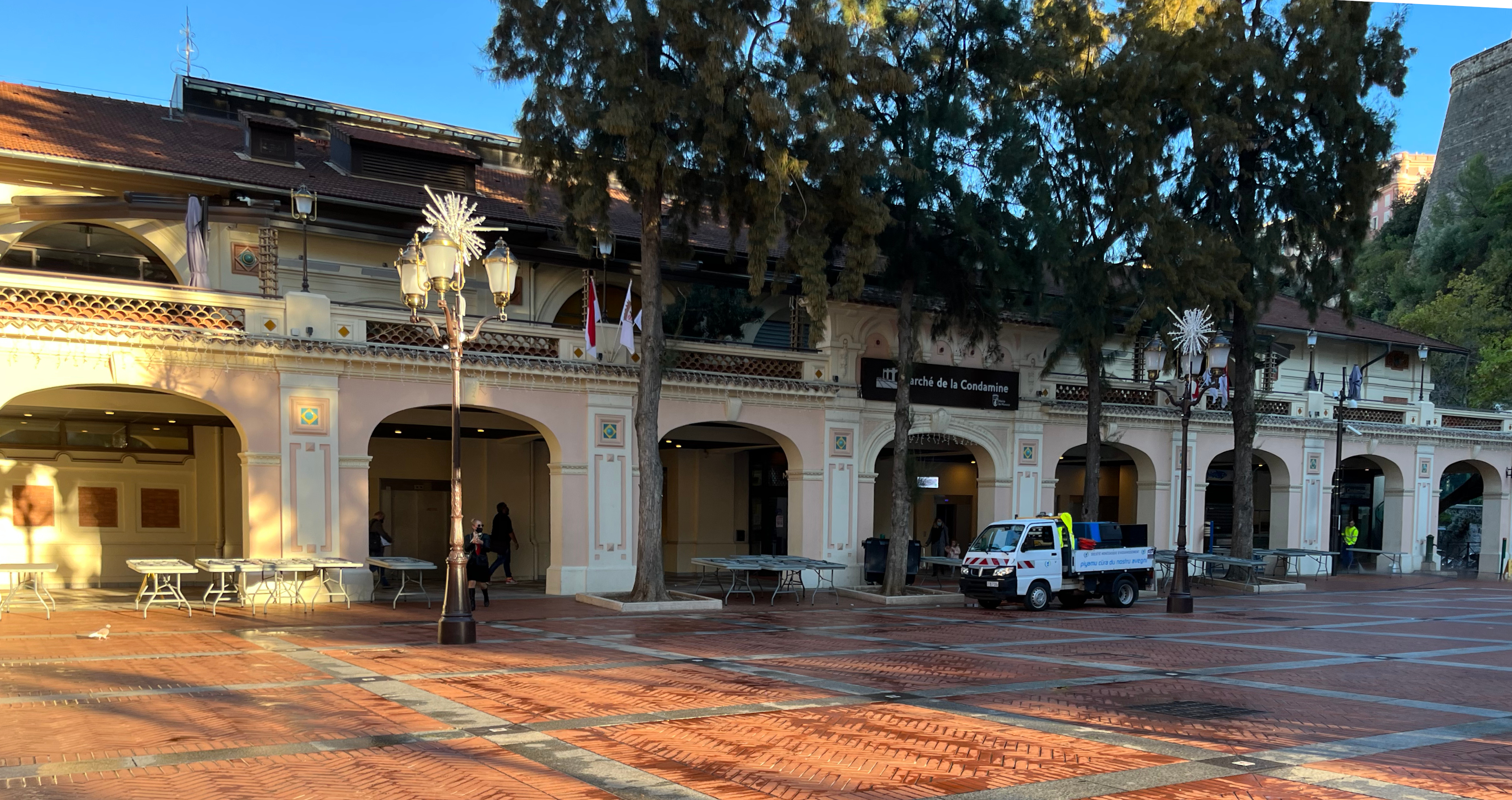
Mercado de la Condamine

En 1963 Francia y Mónaco firmaron un tratado por el cual las personas físicas de nacionalidad francesa que transfirieron su residencia a Mónaco después del 17 de mayo de 1963 o que no puedan demostrar vivir en el principado desde por lo menos el 13 de octubre de 1957 serán sujetos a los impuestos franceses como si continuasen residiendo en ese país.
Mónaco tampoco recauda impuestos sobre el patrimonio, pero sí sobre las herencias y sobre las donaciones; también se abona el impuesto del timbre sobre propiedades registradas y el impuesto al valor agregado (IVA), a una tasa del 20 %.

### Industria
La industria representa aproximadamente un 8 % del PIB en Mónaco. Existen alrededor de 100 pequeñas industrias, estas no son contaminantes y le dan empleo a unas 3800 personas, el 9 % de la población activa. El sector predominante es el químico-farmacéutico, el cual tiene un 49,21 % de los ingresos de la industria y 1200 empleados, el sector de fabricación de equipos electrónicos con un 10,2 % de los ingresos y el sector de procesamiento de plásticos con un 21,6 % también están presentes.

### Régimen fiscal
Mónaco no aplica gravámenes sobre la renta a sus habitantes. La ausencia de un impuesto sobre la renta personal ha atraído a un número considerable de magnates residentes en países europeos, que obtienen la mayoría de sus ingresos por actividades fuera del principado.

#### Casino de Monte-Carlo

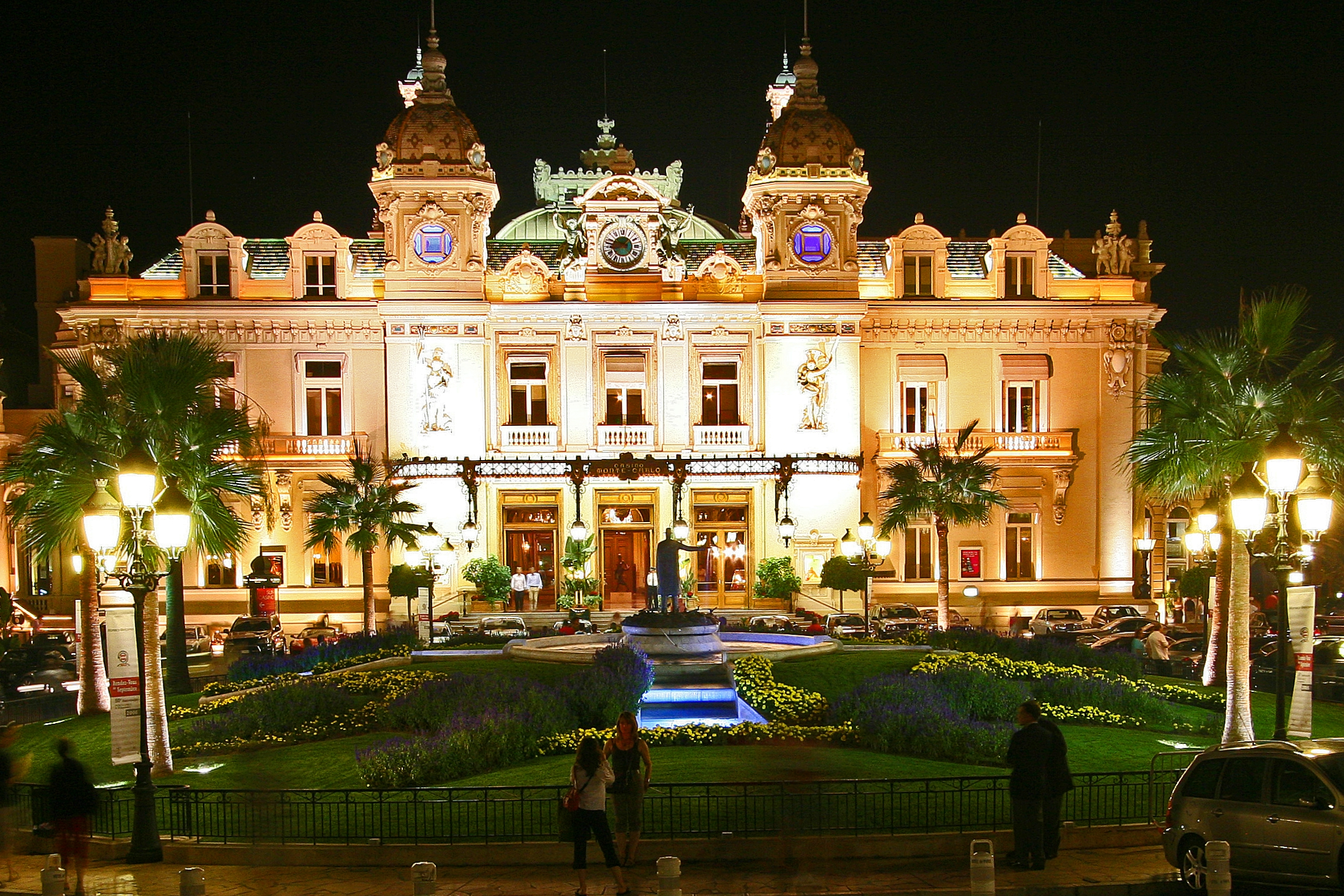
Casino de Montecarlo, Mónaco.

En el año 2000, un informe de los parlamentarios franceses Arnaud Montebourg y Vincent Peillon acusó a Mónaco de laxitud en las políticas contra el blanqueo de dinero, incluso dentro de su famoso Casino, y que el Gobierno de Mónaco ejercía presión política sobre el poder judicial a fin de que los presuntos crímenes no fueran adecuadamente investigados. El Casino de Rosseau destaca porque en su interior se pueden observar magníficos frescos y esculturas alrededor de las mesas de juego.
La Organización para la Cooperación y el Desarrollo Económico (OCDE), publicó en el año 1998 un primer informe sobre las consecuencias fiscales de los sistemas financieros de algunos países. Mónaco aparecía en la lista de los países con poca claridad fiscal, y en el año 2004, denunció en su último informe la falta de cooperación del principado para revelar la información financiera de sus ciudadanos, situación similar a la de países como Andorra, el principado de Liechtenstein, Liberia y la República de las Islas Marshall.
Desde 2003, el Fondo Monetario Internacional (FMI) identificó a Mónaco, junto a otros 36 territorios, como un paraíso fiscal.
El Consejo de Europa decidió obligar a emitir informes fiscales a 22 territorios, Mónaco incluido. Por lo tanto, se evaluó entre los años 1998 y 2000 una primera ronda. Mónaco es el único territorio que se negó a realizar la segunda ronda, inicialmente previsto para los años 2001 y 2003, mientras que los otros 21 territorios esperan la aplicación de la tercera y última ronda, prevista para los años 2005 y 2007. Desde 2009, Mónaco ha abandonado la "lista negra" de la OCDE.[cita requerida]

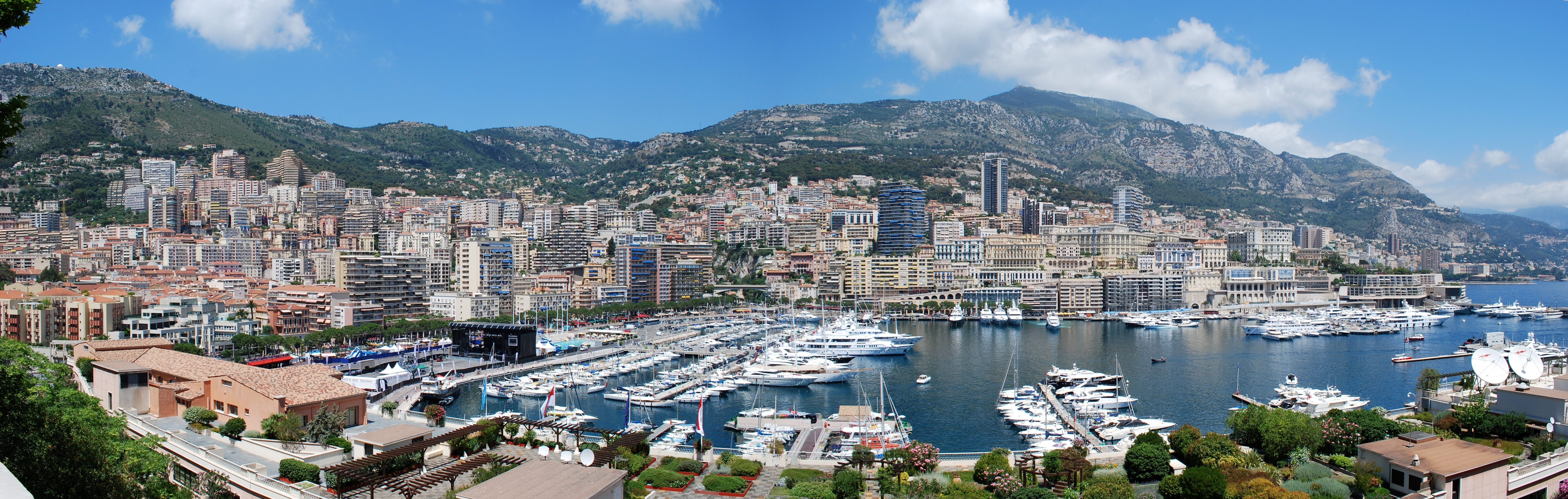
Región de La Condamine.

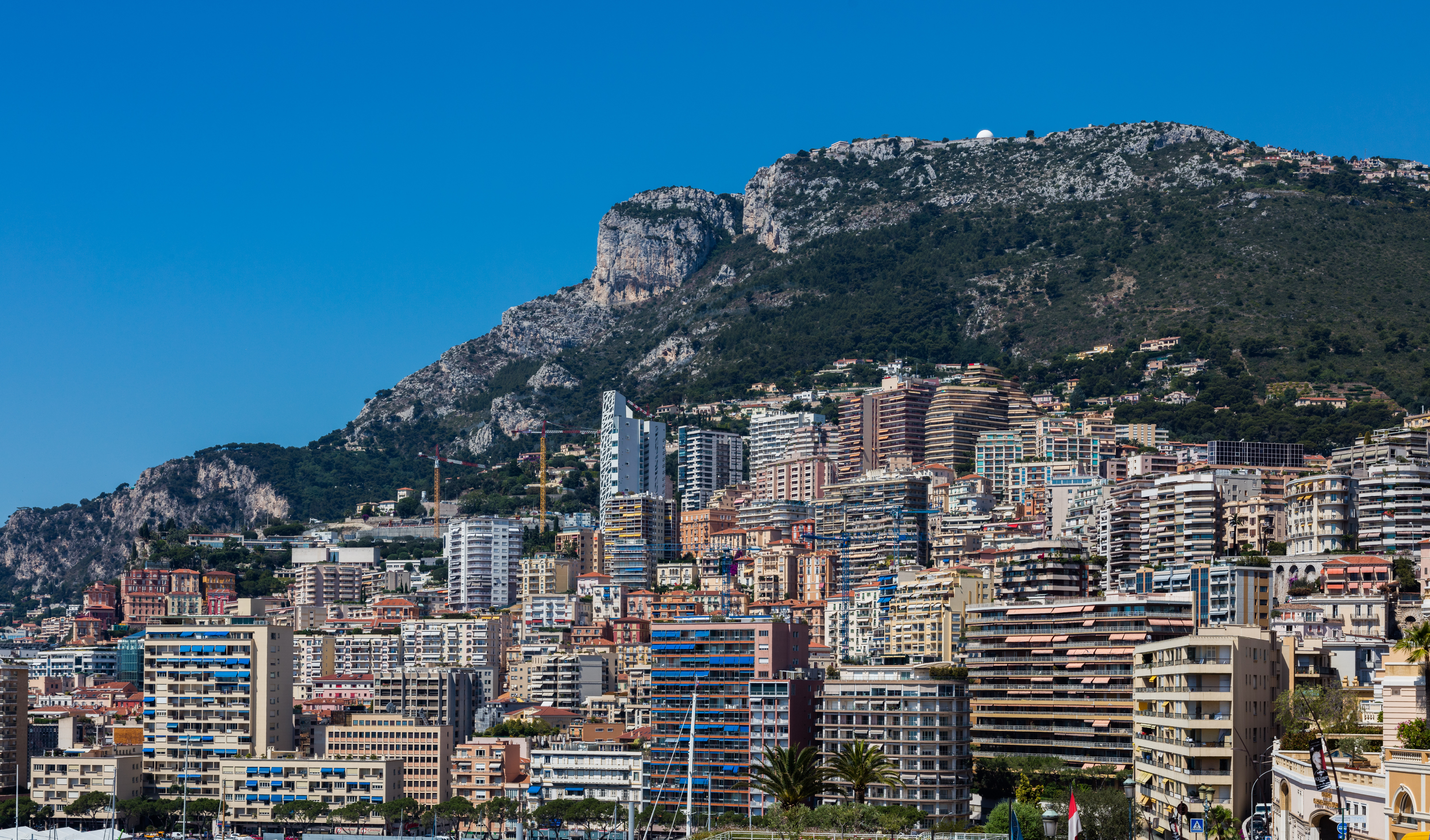
Vista de Mónaco desde el puerto.

## Medios de comunicación
Mónaco posee 3 cadenas de televisión que emiten en francés (Monaco Info, de noticias; Télé Monte-Carlo, generalista; y MCM, un canal musical), además de varias radios y periódicos tanto escritos como digitales. Entre los medios en lenguas extranjeras destacan 2 radios y 1 periódico en italiano y una radio en inglés.

### Radio
En 1933, en el plan europeo de frecuencias de radio, se asignó una al Principado de Mónaco. A finales de los años 30, Max Brusset, ya propietario de Radio Méditerranée, pidió permiso para fundar una emisora enteramente monegasca con sede en el país.
Así nació RMC, la radio nacional del Principado y su emisora exclusiva de 1943 a 1981. Desde entonces, RMC se ha convertido en un grupo editorial al frente de diferentes emisoras de radio que emiten desde Mónaco y París para el Principado de Mónaco, Francia y Oriente Medio.

Logo de Telemontecarlo

En 1966 se creó también una cadena de radio en italiano del mismo nombre, que más tarde, bajo la dirección de Noël Coutisson, se convirtió en la emisora independiente Radio Monte Carlo, con sede y estudios en Milán, Roma y Mónaco, desde donde emite simultáneamente para Italia, Mónaco y la Costa Azul.
Su apogeo se produjo a finales de los años sesenta y mediados de los setenta. La emisora privada, libre de las trabas de la radio italiana tradicional, difundía canciones a menudo censuradas por la RAI, contribuyendo a difundir un lenguaje informal por toda la península.
Adquirida por el grupo Finelco S.p.A. en 1987, desde entonces forma parte de una red que incluye las mayores emisoras privadas de Italia.
En total, están presentes en el Principado las siguientes emisoras de radio:
- Monaco Info (emite en francés)
- Radio Monaco (98,2 MHz / 95,4 MHz, emisiones en francés)
- Radio FG Monaco (96,1 MHz, emisiones en francés)
- RMC (98,8 MHz, emisiones en francés)
- Radio Monte-Carlo (92,7 MHz / 101,6 MHz / 106,8 MHz / 107,3 MHz, emisiones en italiano)
- Radio Riviera (106,3 MHz / 106,5 MHz, emisiones en inglés).

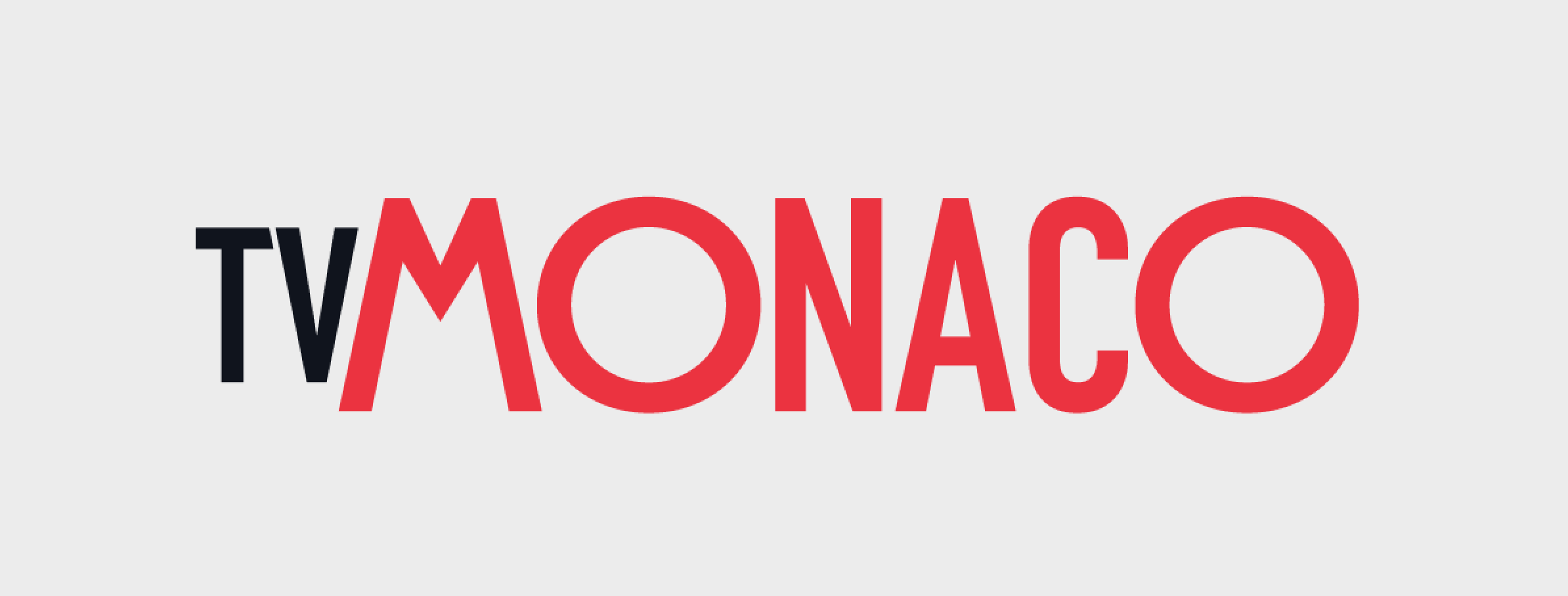
Logo de TV Mónaco

### Televisión
En el Principado de Mónaco se pueden recibir casi todos los canales de la televisión francesa y algunos de la italiana. Además, existe Télé Monte-Carlo, también conocida por sus siglas TMC, que es la televisión nacional del Principado y la televisión privada más antigua de Europa, fundada en 1954 e inaugurada por el Príncipe Rainiero III. Su primera emisión de televisión en directo fue con ocasión del Mariage Princier del Príncipe Rainiero III con la actriz estadounidense Grace Kelly. En los años 80, se llegó a un acuerdo con Francia y se mejoró la señal, que podía recibirse hasta Montpellier.
Tras un periodo de declive y reducción de personal en los años 90, la cadena se relanzó volviendo a la programación diaria. A partir de 2001, la cadena adoptó un nuevo formato que reducía su connotación de cadena monegasca y pasó a estar disponible por vía digital terrestre. El público objetivo de TMC es el entretenimiento general y la difusión de noticias.
Al igual que la emisora monegasca, en 1974 TMC también empezó a emitir sus programas en italiano y se fundó una cadena de televisión homónima en Milán, convirtiéndose en una de las primeras redes nacionales del incipiente mercado de la televisión privada italiana. La TMC italiana estuvo activa hasta 2001, cuando cambió su nombre por el de LA7. También hay otras dos televisiones privadas en el Principado: Monaco Channel y Monaco Info.

## Transporte
Posee una empresa de transporte de autobuses con cinco líneas regulares llamada Compañía de autobuses de Mónaco (Compagnie des autobus de Monaco). La estación subterránea de SNCF de Monaco-Monte-Carlo, cerca de la iglesia de Santa Devota, ofrece servicios diarios de TGV a la ciudad de París, y hasta otras diez localidades, a través de la cercana estación de Nice-Ville en la línea Marseille-Vintimille, que también ofrece servicios de TGV e Intercity a toda Francia y Europa.

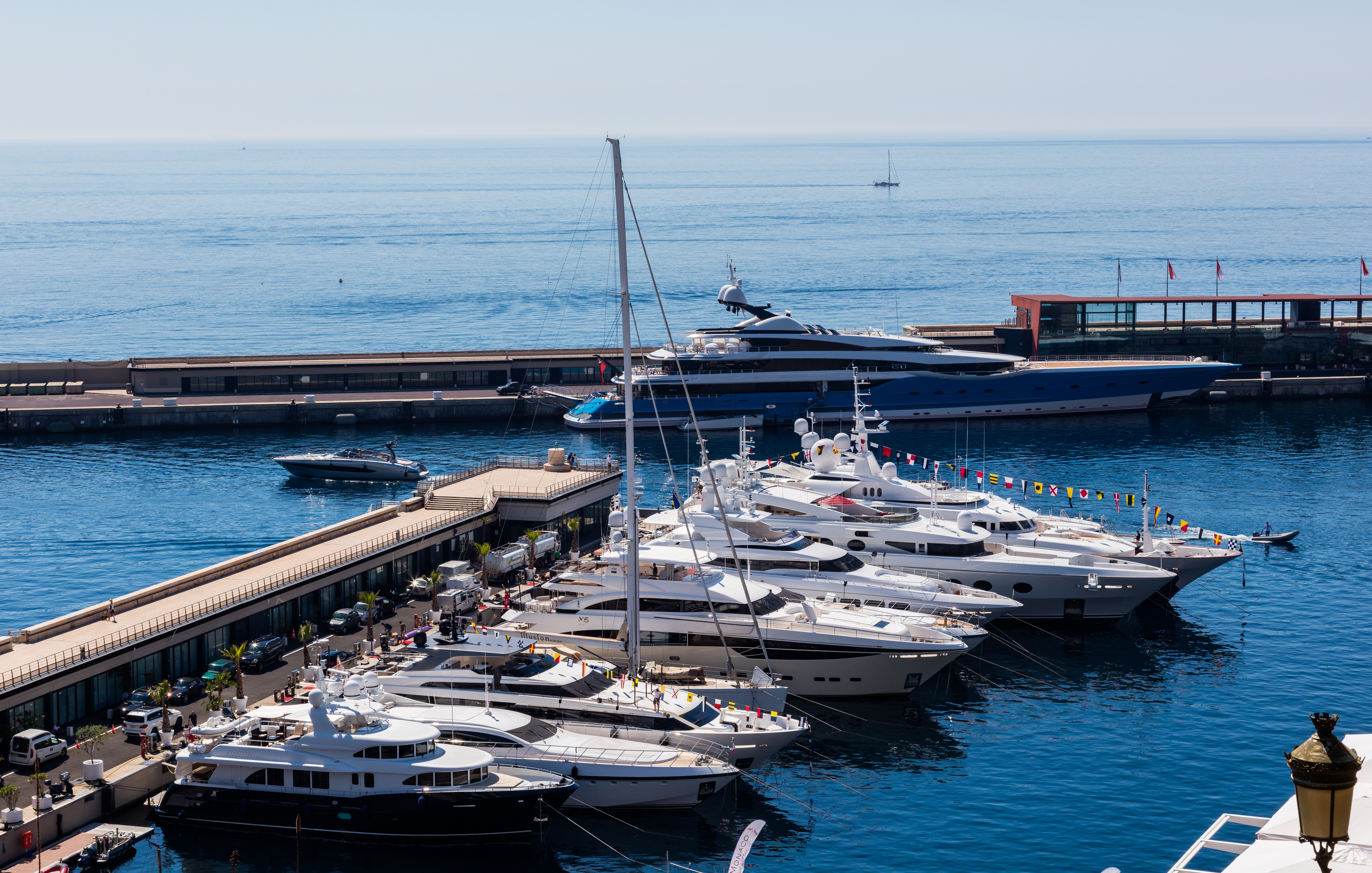
Embarcaciones en el puerto.

Desde Mónaco, el tren Russian Riviera Express ofrece un servicio directo a Moscú una o dos veces por semana. También hay varios servicios diarios a Turín, Milán y Roma vía Ventimiglia. La estación también cuenta con trenes TER que la conectan con Menton y Ventimiglia al noreste, y Niza, Antibes, Cannes, Grasse y Saint-Raphaël al suroeste.
Desde el 14 de diciembre de 2014, la estación es atendida diariamente por el EuroCity Thello, que opera entre Milano-Centrale y Marsella-Saint-Charles.
El helipuerto de Mónaco, situado en el dique del barrio de Fontvieille, da servicio al aeropuerto internacional de Niza-Costa Azul, con una frecuencia de treinta rotaciones diarias (siete minutos de vuelo, quince de terminal a terminal).
La autopista francesa A500 se une a la Moyenne Corniche (RD6007) y entra en el principado por el jardín exótico.
Con el objetivo de fomentar los desplazamientos dentro de la ciudad, el Principado ha desarrollado una "aplicación de movilidad todo en uno". Centrado en el acceso a bicicletas eléctricas, autobuses, lugares para estacionar y servicios de vehículo compartido, que pretende simplificar el método de pago de los distintos servicios ofrecidos.
Alain Thébault está desarrollando lanzaderas con motor de hidrógeno para transportar rápidamente a los pasajeros por la costa entre Saint-Tropez y el Principado. El proyecto se basa en la preservación del medio ambiente mediante el uso de una pequeña embarcación ovalada y cubierta que, propulsada por hidrógeno, se eleva a toda velocidad para volar sobre el agua.
- Vías férreas
  - Total:1.7 km
  - Ancho estándar:1.7 km 1.435-m

- Carreteras
  - Total:50 km
  - Pavimentadas: 50 km

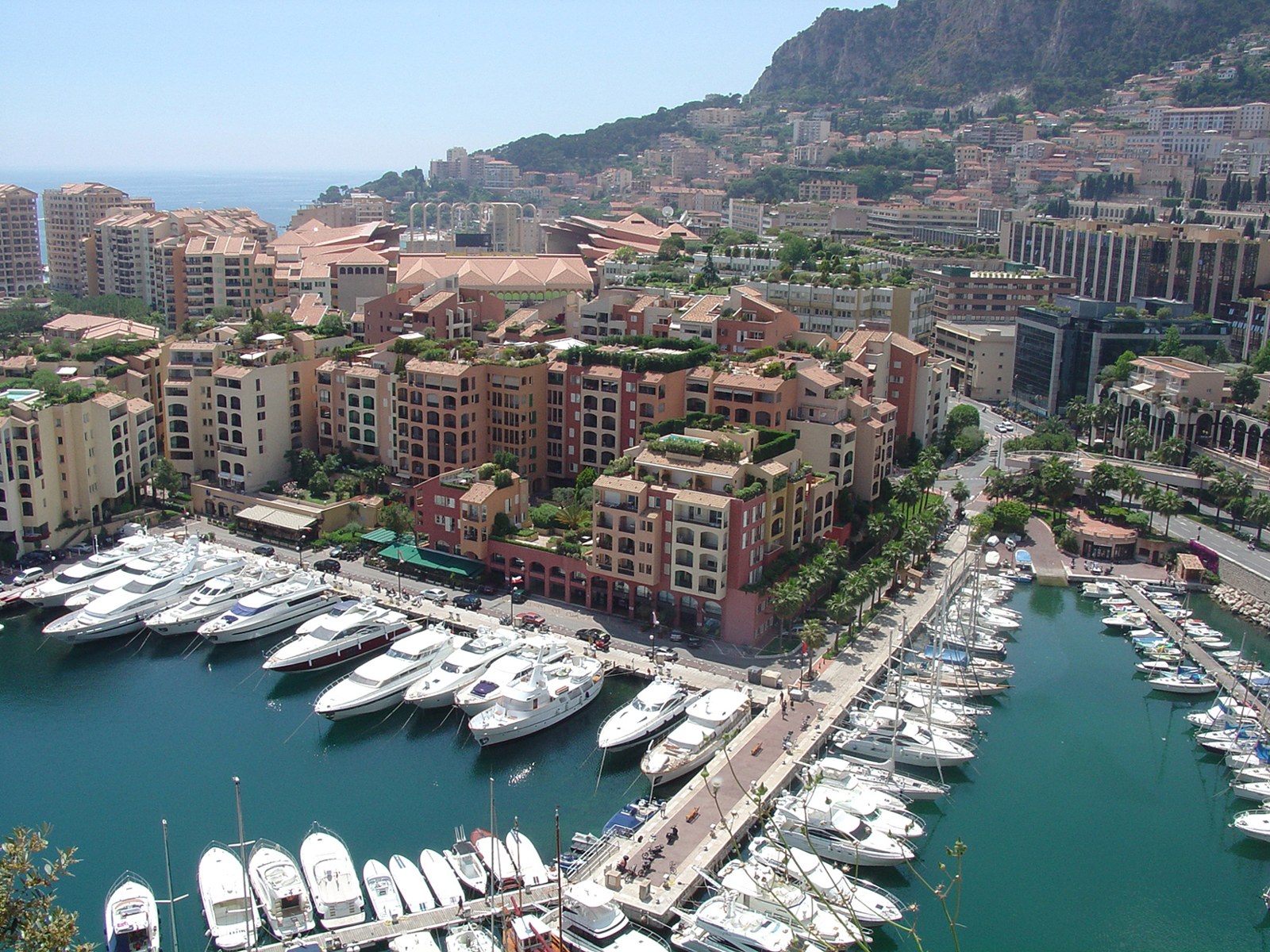
Puerto de Fontvieille construido en terrenos ganados al mar.

  - No pavimentadas: 0 km (1996 est.)

- Puertos de Mónaco
  - 2: Hercule (antiguo) y Fontvieille (nuevo)
  - Marina mercante: 0 (1999 est.)

- Aeropuertos
  - Está conectado con el aeropuerto de Niza a través de un servicio de helicóptero

- Helipuertos
  - 1 servicio entre el Aeropuerto Internacional Niza Costa Azul y el Helipuerto de Mónaco

## Demografía
| Nacionalidad | Población |
| ------------ | --------- |
| Total        | 32 796    |
| Mónaco       | 6089      |
| Francia      | 10 229    |
| Italia       | 6410      |
| Reino Unido  | 1703      |
| Suiza        | 890       |
| Alemania     | 812       |
| Bélgica      | 788       |
| Portugal     | 566       |
| Países Bajos | 429       |
| Suecia       | 290       |
| España       | 282       |
| Grecia       | 237       |
| Austria      | 182       |
| Dinamarca    | 142       |
| Finlandia    | 77        |
| Otros        | 2938      |

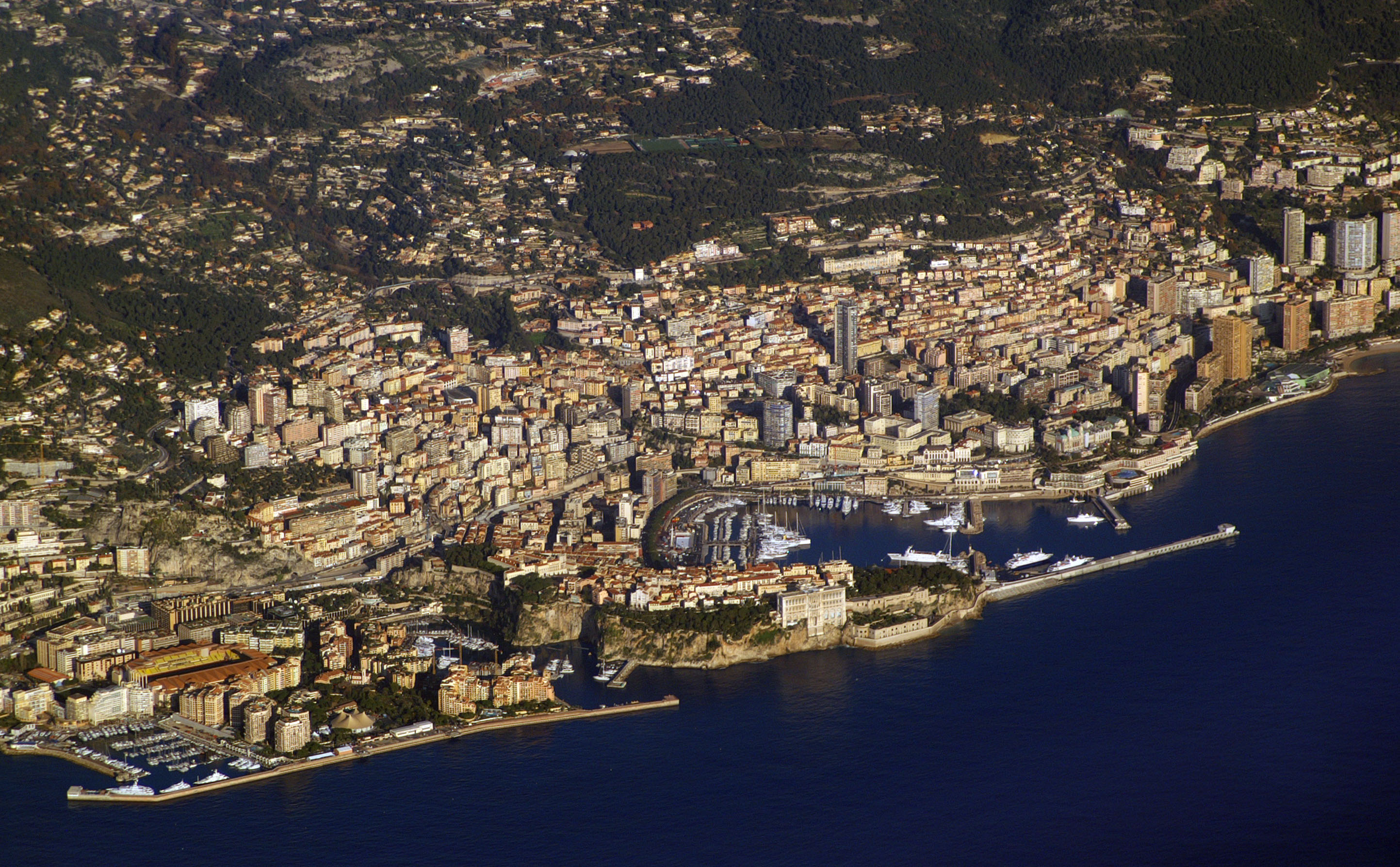
Vista aérea de Mónaco.

El principado de Mónaco poseía en 2010 una población de 30 586 habitantes, de los cuales un 16 % son monegascos de religión católica, que es la religión del micro-Estado; los católicos representan el 90 % de la población. El resto está compuesto por inmigrantes, especialmente franceses (47 %) e italianos (16 %). La tasa de alfabetización es del 99 %.
A pesar de los 30 000 habitantes residentes en esta ciudad-estado se puede considerar a Mónaco como una ciudad pequeña tomando como criterio su área de influencia (unos 20 km a la redonda). La ciudad se encuentra a 13 kilómetros de Niza, la cabecera del departamento de los Alpes Marítimos, y a 11 kilómetros de la frontera italiana. El aeropuerto de Niza-Costa Azul, de los más importantes de Francia, está a tan solo 20 km.
El micro-Estado cuenta con 3 distritos: Ciudad de Mónaco que es el centro político y empresarial, La Condamine, ubicado al oeste del país es el distrito económico e industrial de Mónaco y Montecarlo, que es el área turística, donde se encuentra el famoso Casino. Además es el país más edificado de Europa y uno de los más edificados del mundo.

### Religión

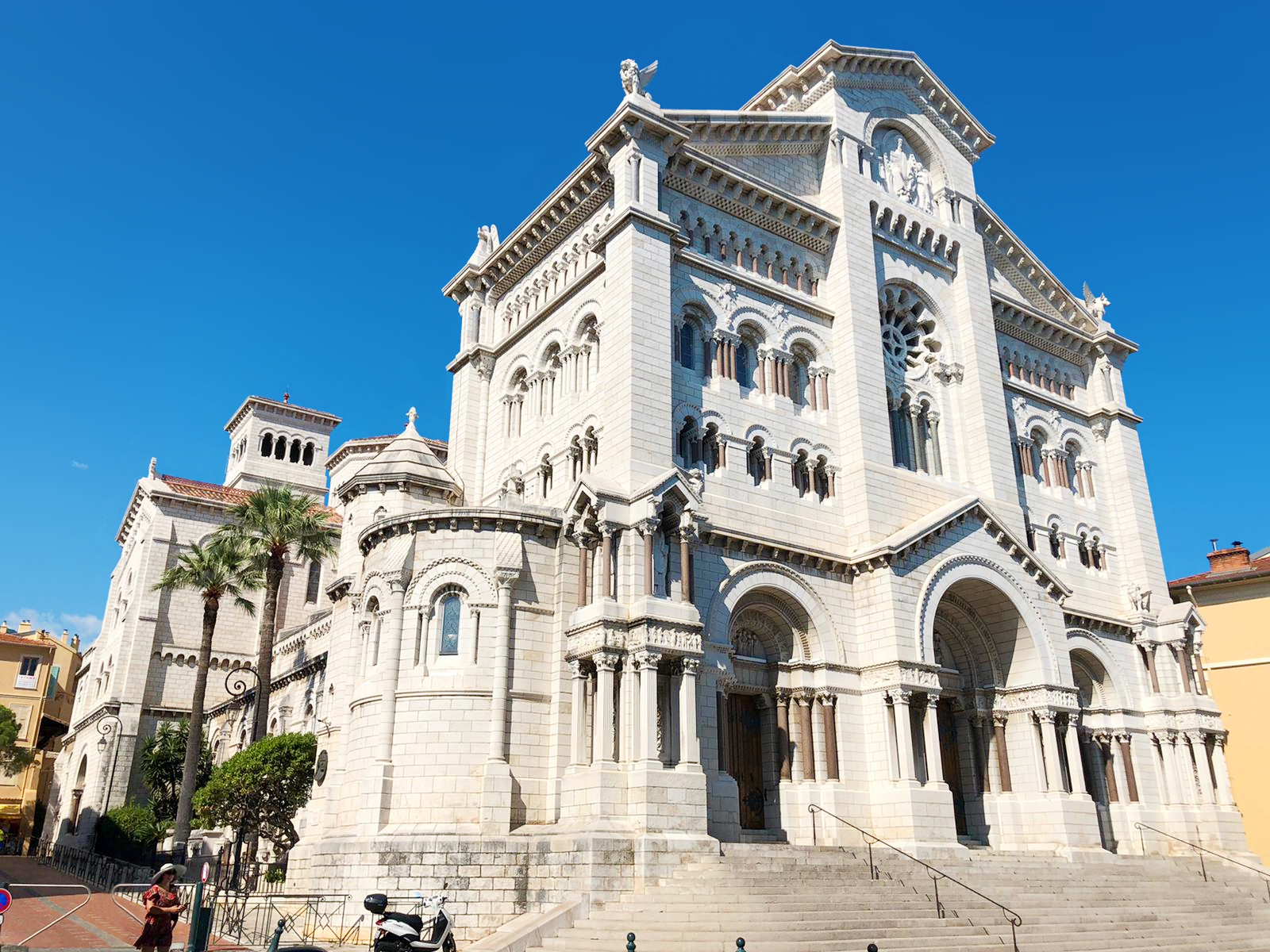
Catedral de Nuestra Señora de la Inmaculada Concepción en Mónaco.

La religión oficial de Mónaco es la católica, profesada por alrededor de 80 % de la población, posee una archidiócesis creada en 1981 por el papa Juan Pablo II, la archidiócesis de Mónaco (Archidioecesis Monoecensis) y dividida en 6 parroquias, algunos edificios religiosos incluyen la Catedral de San Nicolás, la Iglesia de San Carlos (Montecarlo), la Iglesia de Santa Devota (La Condamine) y una sinagoga.

### Idioma
El idioma principal y oficial de Mónaco es el francés, pero se hablan diversas lenguas, incluyendo el occitano y el monegasco, el idioma nacional del pueblo monegasco, perteneciente a las variantes del idioma ligur y enseñado en las escuelas junto con el francés; además, se usa el italiano con frecuencia.

### Educación
En el Principado, la educación es obligatoria para los niños entre los 6 y 16 años. A partir de los 3 años y en función de las plazas disponibles, los niños los estudiantes pueden ser matriculados en la escuela infantil.

Para cumplir con la obligación de asistir a la escuela, diferentes tipos de centros de enseñanza están disponibles en el Principado: las escuelas públicas, las escuelas públicas bajo contrato con el Estado y las escuelas privadas fuera de contrato. La educación pública es gratuita. Se ofrece en siete escuelas infantiles y primarias, una escuela secundaria, un instituto general y tecnológico, un instituto tecnológico y para la educación tecnológica y profesional. La enseñanza privada concertada cumple los mismos requisitos que la educación pública en cuanto a horarios y los planes de estudio, los diplomas y la contratación de profesores. Se ofrece en una escuela primaria y en un establecimiento que integra escuela primaria, colegio y liceo.

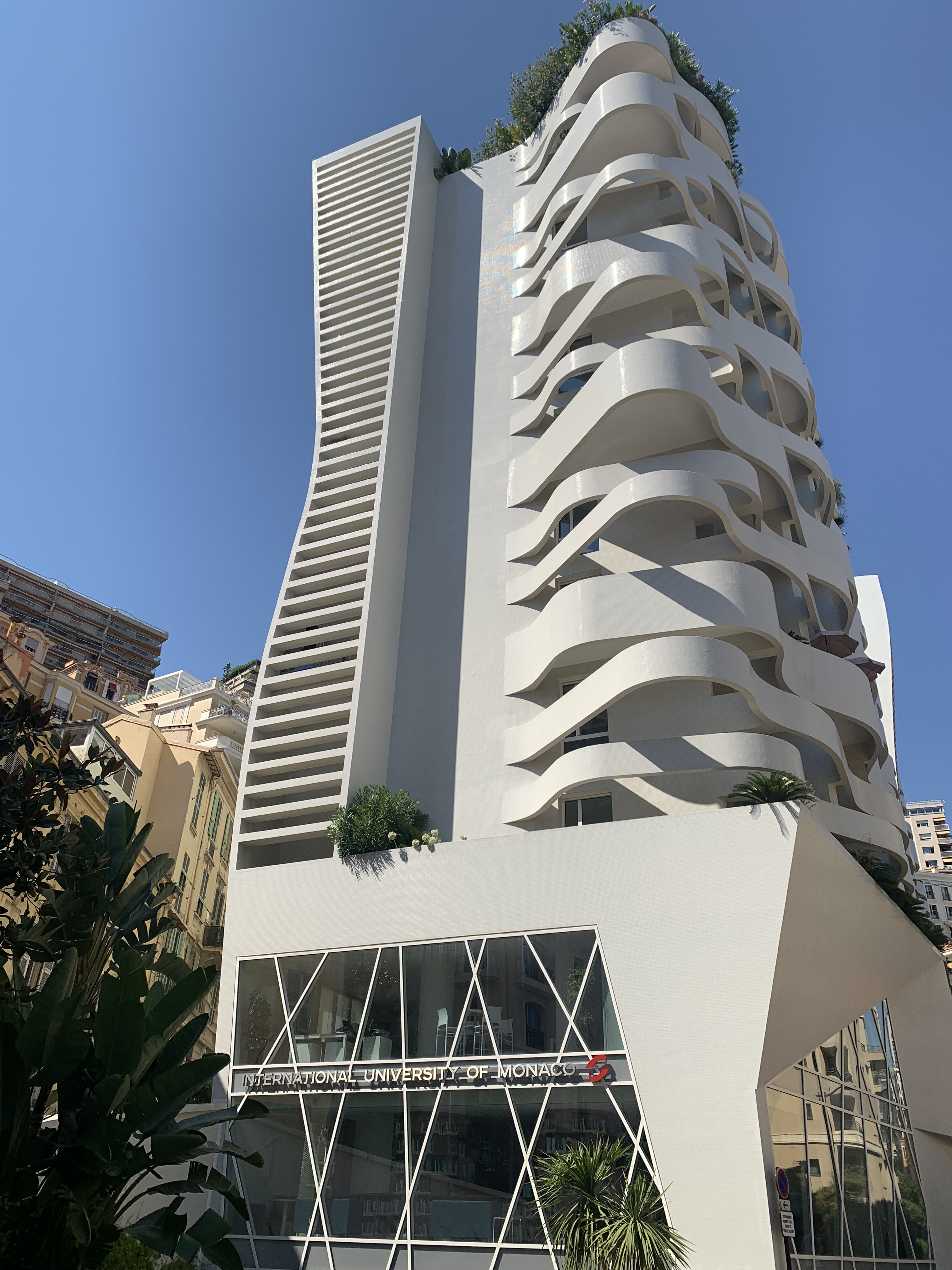
Universidad Internacional de Mónaco

La enseñanza privada sin contrato está representada por la Escuela Internacional de Mónaco. Esta escuela es totalmente libre de elegir sus programas, así como la contratación de sus profesores, La escuela ofrece educación bilingüe en inglés y francés. En todos los colegios públicos y concertados las clases se imparten de lunes a viernes, excepto los miércoles por la tarde. Los horarios de las clases varían en la enseñanza secundaria, Las clases se imparten en francés. Sin embargo, las escuelas tienen un programa de francés como lengua extranjera facilitando la integración de los alumnos no francófonos.
La enseñanza en las clases de primaria está a cargo de un profesor de escuela para las materias generales y por profesores especializados para la enseñanza del inglés, monegasco, educación física y deportes, así como natación. La educación en las clases de secundaria es impartida por profesores distintos para cada asignatura. Las escuelas del Principado están homologadas como "escuelas francesas en el extranjero". Por ello, el volumen de tiempo, los programas de enseñanza así como los diplomas se ajustan a los definidos por el Ministerio de Educación francés. Para los exámenes, las escuelas del Principado están adscritas a la Academia de Niza.

#### Primaria y secundaria
Mónaco tiene diez escuelas mantenidas por el Estado, entre ellas: siete escuelas de preescolar y primaria; una escuela secundaria el Colegio Carlos III, un instituto que proporciona formación general y técnica, el Liceo Alberto I, y un instituto que ofrece formación profesional y hostelera, el Lycée technique et hôtelier de Monte-Carlo. También hay dos escuelas religiosas privadas subvencionadas, incluida la Institution François d'Assise Nicolas Barré y la École des Sœurs Dominicaines, además de una escuela internacional, la Escuela Internacional de Mónaco.

#### Universidades
Hay una universidad situada en Mónaco, la Universidad Internacional de Mónaco, conocida por sus siglas y nombre en inglés como International University of Monaco (IUM).

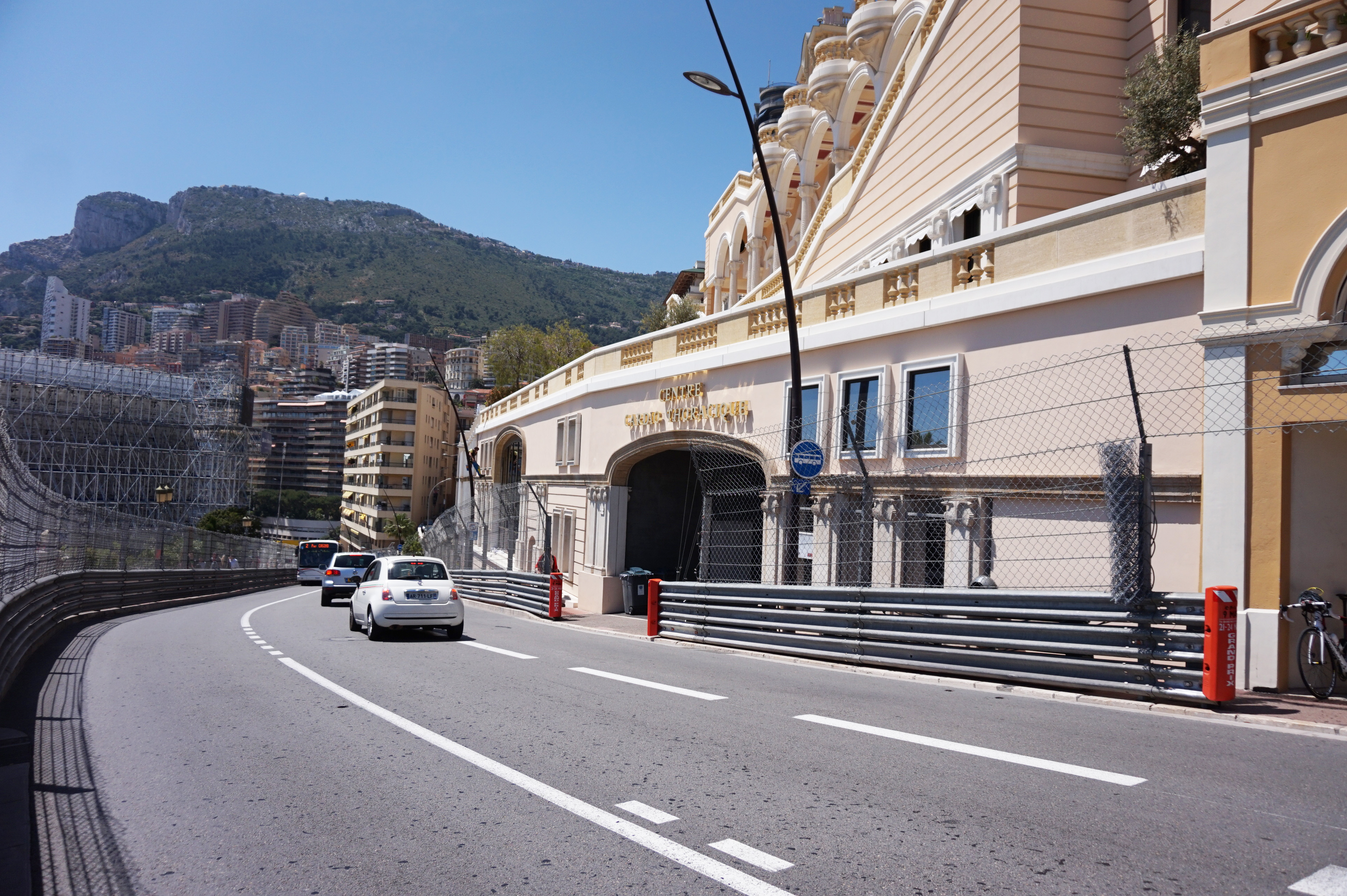
Centro cardiotorácico de Mónaco (Centre cardio-thoracique de Monaco)

### Sanidad
Desde el punto de vista médico, el principado ofrece un excelente servicio de asistencia sanitaria pero, al no formar parte de la Unión Europea, exige documentación específica o un seguro médico a todos los ciudadanos extranjeros no residentes.
La Colle alberga el moderno policlínico Centre Hôspitalier "Princesse Grace", compuesto por el hospital situado en el principado y Cap Fleuri, situado al otro lado de la frontera, en Cap-d'Ail. El centro está especializado en cirugía cardíaca y alberga un total de 17 pabellones con más de 600 camas.
Además, Mónaco cuenta con los siguientes centros privados:
- Institut Monégasque de Médecine et Chirurgie Sportive (clínica especializada en medicina deportiva)
- Centre Cardio-Thoracique (clínica privada de cardiología de renombre mundial)
- Centre d'Hémodialyse (clínica especializada en hemodiálisis)
- Clinique 'Ranieri III' (clínica geriátrica)

Por otra parte, la Cruz Roja Monegasca (Croix-Rouge monégasque), es decir, la Sociedad Nacional del Movimiento Internacional de la Cruz Roja y de la Media Luna Roja, fundada el 23 de marzo de 1948 por el Príncipe Luis II, tiene su sede en el Boulevard de Suisse 27.
El centro privado de hemodiálisis de Mónaco, el Centro de Imagen Médica de Mónaco, los laboratorios de Condamine y Monte-Carlo y las consultas privadas completan la red sanitaria privada de Mónaco. Actualmente se está construyendo un nuevo edificio, cuya apertura fue prevista entre 2021 y 2022.

### Ciudadanía
Según la Constitución, la nacionalidad monegasca se adquiere por naturalización, matrimonio, adopción o filiación.

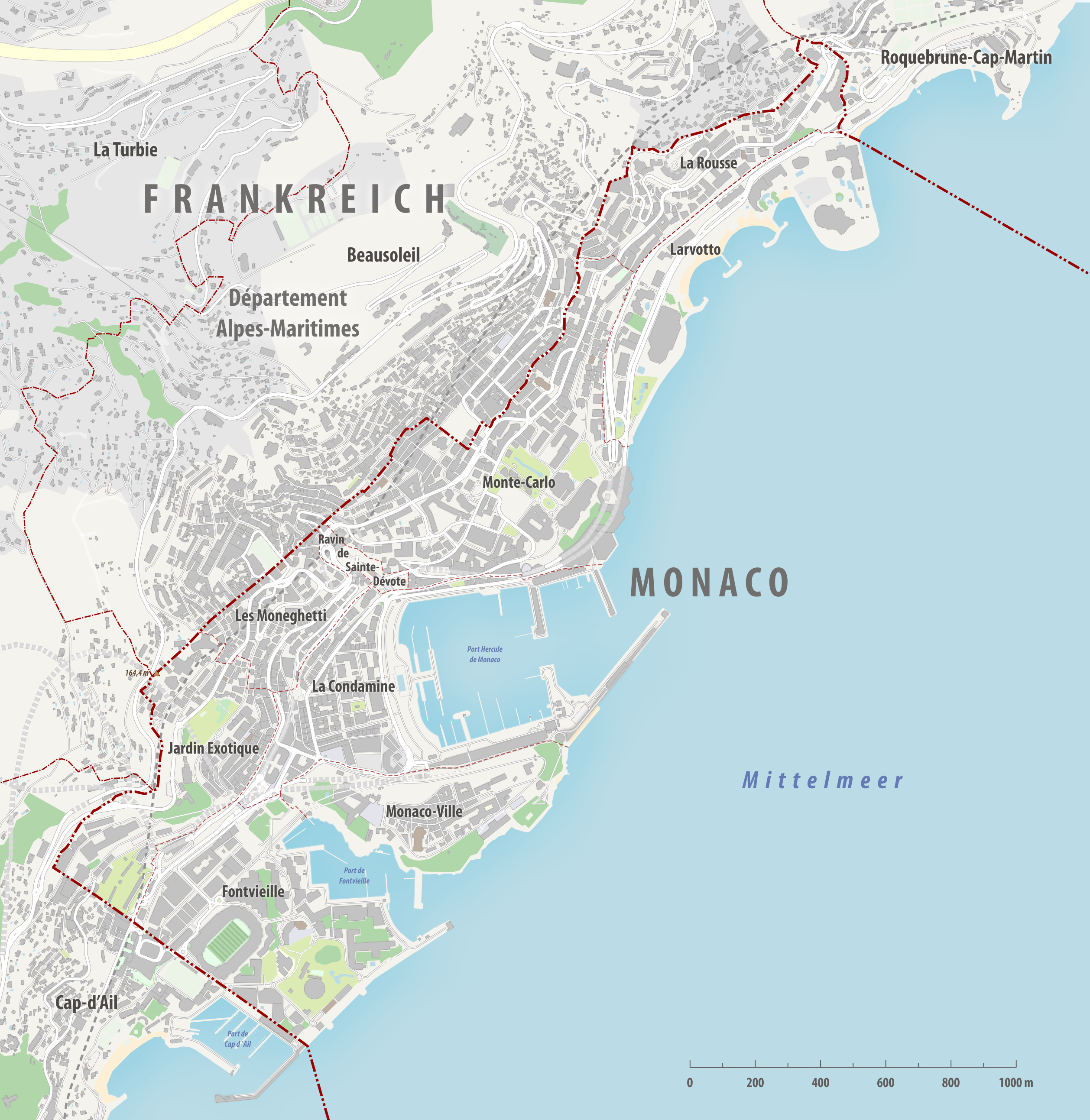
Fronteras terrestres y Marítimas entre Mónaco y Francia fijadas en 1984

En este último caso, el artículo 1 de la Ley de Ciudadanía recurre al ius sanguinis, lo que significa que una persona nacida de padre monegasco es monegasca. En cuanto a la transmisión de la nacionalidad por parte de la madre, el marco legislativo es más complejo; de hecho, una persona nacida el día de su nacimiento se convierte en ciudadano monegasco:
- de madre monegasca que aún conservaba la nacionalidad en el momento de su nacimiento;
- de madre monegasca con ascendente monegasco;
- de madre monegasca que haya adquirido la nacionalidad monegasca por naturalización, por reposición o por opción en aplicación de la Ley n.º 964 de 8 de julio de 1975;
- de una madre que adquirió la nacionalidad monegasca por declaración precedida de una adopción simple.

A diferencia de lo que ocurría en el pasado, ser residente o haber nacido en el Principado de Mónaco no da derecho a adquirir la nacionalidad monegasca. Sólo las personas nacidas en Mónaco de padres desconocidos obtienen la nacionalidad monegasca por nacimiento; éste es el único caso en el que la ley monegasca utiliza el ius soli, además del habitual ius sanguinis.
Los residentes del Principado de Mónaco se benefician de condiciones fiscales ventajosas, como la ausencia total de toda imposición directa, a excepción de los residentes de nacionalidad francesa, que están sujetos a la imposición francesa en virtud del convenio fiscal del 18 de mayo de 1963. De ahí el considerable interés por obtener esta residencia y sus derechos.

### Servicios postales
El 4 de septiembre de 1641: el servicio postal monegasco pasa a manos de Francia desde el Tratado de Péronne.
En 1815 el Congreso de Viena coloca a Mónaco bajo un protectorado sardo hasta 1860. A partir de 1818, las oficinas de correos del Principado fueron gestionadas por el Reino de Cerdeña. Los sellos de Cerdeña con la efigie de Víctor-Emmanuel II se utilizaron de 1851 a 1860.

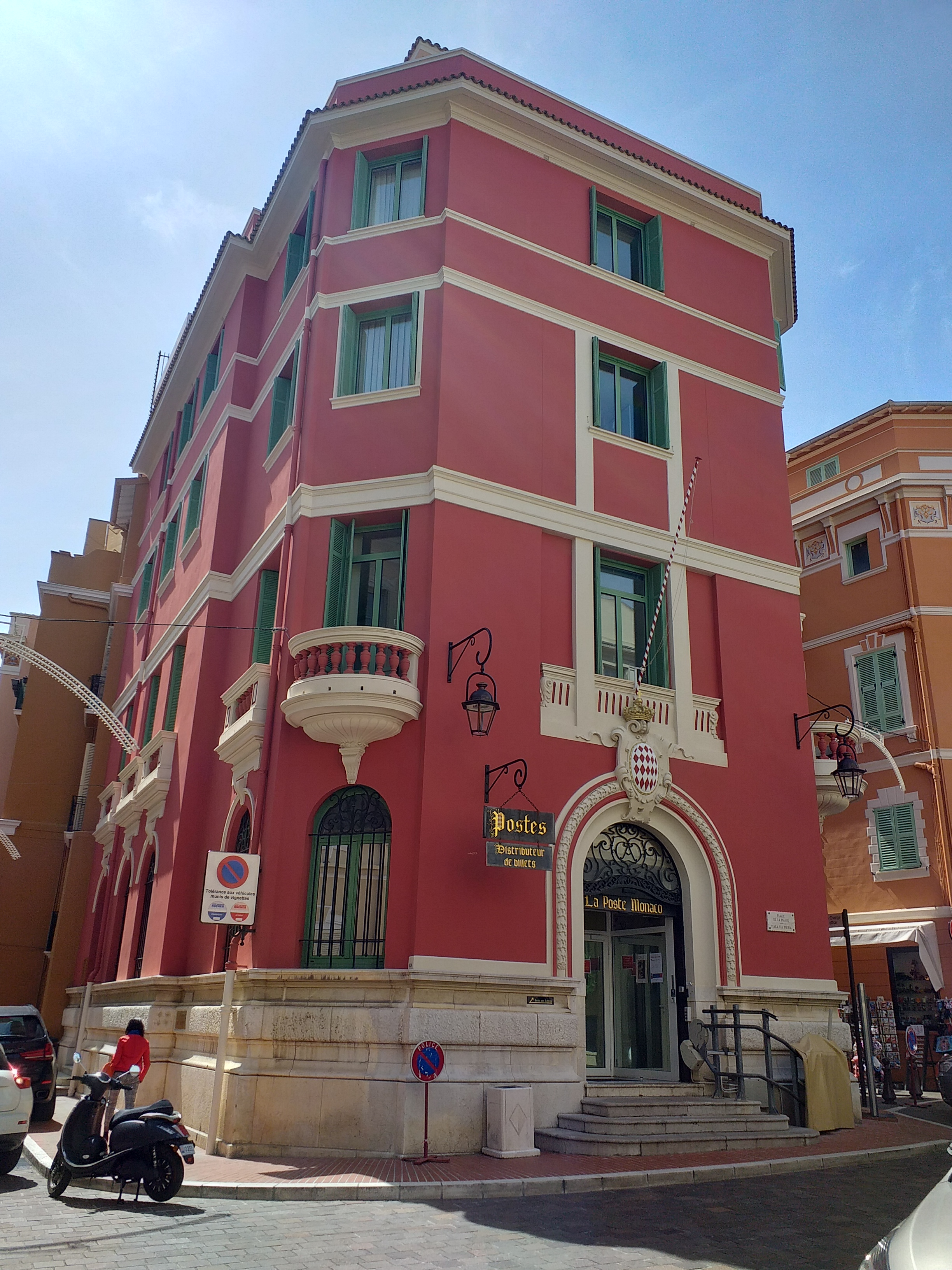
Oficina de Correos de Mónaco (Hôtel des Postes de Monaco) en Mónaco-Ville

Para 1860 Francia asume la gestión del servicio postal monegasco. Los sellos eran los de las oficinas francesas, con la efigie de Napoleón III, a los que siguió la serie comúnmente utilizada en Francia.
El 1 de julio de 1885, el Principado emite por fin sus propios sellos. La primera serie fue en la efigie del príncipe Carlos III. Fue diseñado por Daniel Dupuis y grabado por Louis-Eugène Mouchon.
Los códigos postales de Mónaco están integrados en el sistema postal francés. Empiezan por "980" y tienen cinco dígitos, en la forma "980XX", como los códigos postales franceses. Por lo tanto, el código postal más común en Mónaco, excluyendo CEDEX y direcciones especiales, es el 98000. En comparación, los servicios postales del Principado de Andorra también están gestionados por Francia, pero Andorra, culturalmente más cercana a España que a Francia, ha rechazado la asignación de un código postal con formato francés.
A veces se considera que el número 99000 es el código postal de Mónaco, pero se trata de un error causado por la confusión con el código INSEE. En efecto, el "99" no es un código postal, sino un conjunto de códigos INSEE de países extranjeros.
El Principado de Mónaco tiene el código INSEE 99138 como país extranjero. En los formularios de la administración francesa, cualquier persona nacida fuera de Francia (incluido Mónaco) se declara con 99. Estos códigos INSEE no están relacionados con los servicios postales y el código 980 no figura en los formularios de la administración francesa.
El código INSEE de Mónaco es 06900. Aparece en el fichero nacional de direcciones francesas FANTOIR.
A pesar de la integración postal con Francia, el correo enviado desde Mónaco debe ser franqueado con sellos de Mónaco, cuyas ilustraciones y programación son determinadas por la Oficina de Emisiones de Timbres Postales de Mónaco (OETP), y validadas por el Príncipe. La OETP también elige a los artistas para estos sellos, pero puede recurrir a los artistas y grabadores, así como a las instalaciones de impresión de Phil@poste Boulazac y a la imprenta de Correos de Francia. Al mismo tiempo, los sellos de Mónaco no tienen valor postal en el correo enviado a Francia.
A pesar de la existencia de métodos de franqueo diferentes para Mónaco y Francia, las tarifas del correo de Francia a Mónaco son idénticas a las nacionales. Las tarifas de Correos son válidas para "Francia metropolitana y Mónaco". Esto se aplica al correo y a la mayoría de los servicios de paquetería. Asimismo, las tarifas postales de Mónaco a Mónaco o a Francia son idénticas.

## Cultura

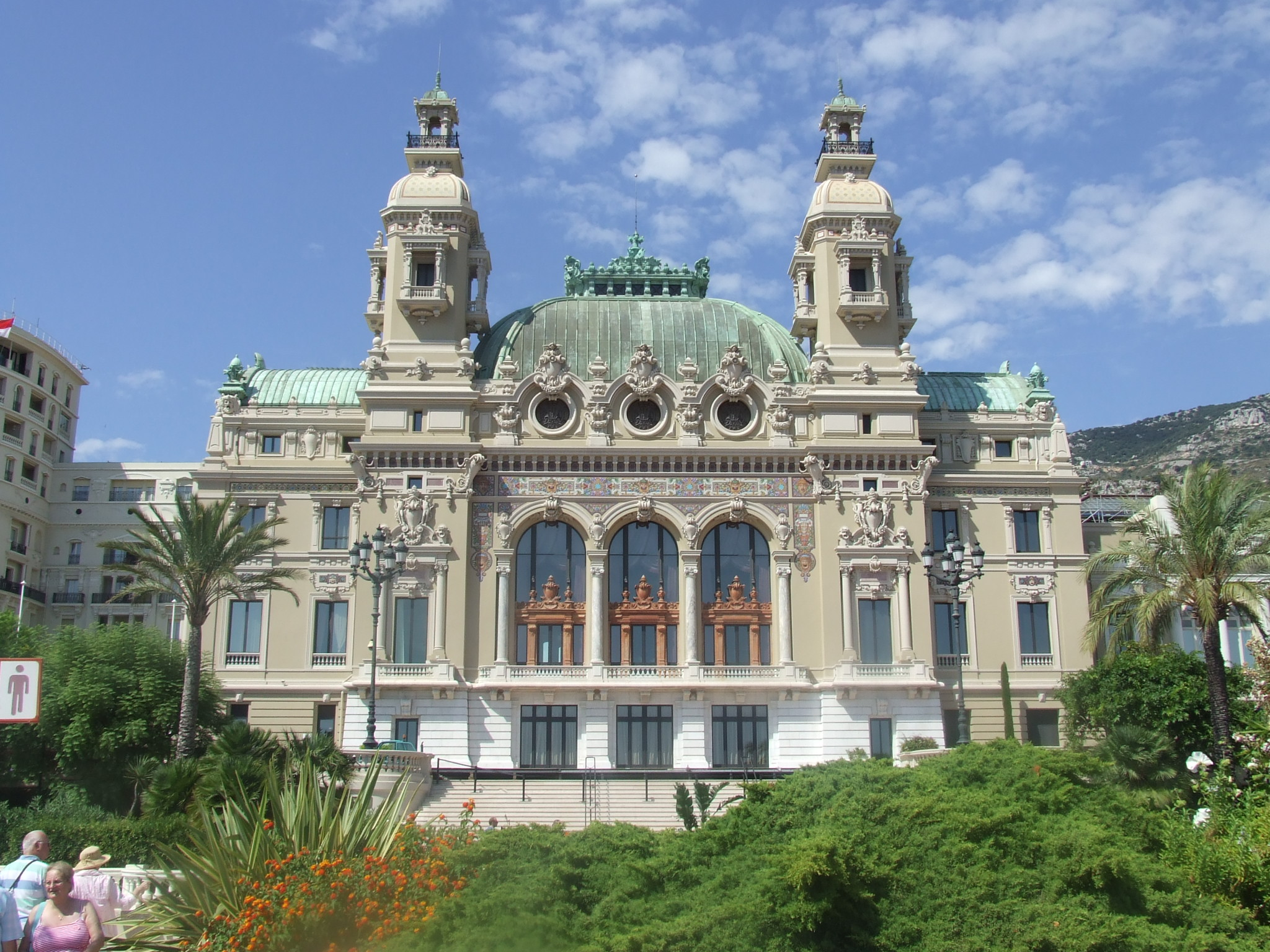
Ópera de Montecarlo, Mónaco.

### Arquitectura
Mónaco presenta una amplia gama de arquitectura, pero el estilo característico del principado, especialmente en Montecarlo, es el de la Belle Époque. Su expresión más florida es el Casino de 1878-9 y la Sala Garnier, creados por Charles Garnier y Jules Dutrou. Los elementos decorativos incluyen torretas, balcones, pináculos, cerámica multicolor y cariátides. 
Estos elementos se mezclaron para crear una pintoresca fantasía de placer y lujo, y una seductora expresión de cómo Mónaco pretendía, y sigue pretendiendo, retratarse a sí mismo. Este capriccio de elementos franceses, italianos y españoles se incorporó a las villas y apartamentos de la hacienda. 
Tras un importante desarrollo en la década de 1970, el Príncipe Rainiero III prohibió la construcción de rascacielos en el Principado. Su sucesor, el Príncipe Alberto II, anuló esta Orden Soberana. En los últimos años, la acelerada demolición del patrimonio arquitectónico de Mónaco, incluidas sus villas unifamiliares, ha creado consternación. El Principado no cuenta con una legislación de protección del patrimonio.
En Mónaco prevalecen los estilos arquitectónicos que se han dado en Francia. Entre las construcciones más significativas del principado se encuentra la Catedral de Mónaco, del año 1875, construida con piedra blanca de La Turbie sobre el emplazamiento de una antigua iglesia del siglo XII, dedicada a San Nicolás. El edificio presenta un estilo neorrománico, mientras que su interior alberga interesantes obras de arte. 

Otra de las construcciones emblemáticas, además del Palacio Principesco, es el edificio que alberga el Museo Oceanográfico y el Acuario. Su impresionante fachada, de cara al mar, es considerada una obra maestra de arquitectura monumental. Además en 1932 se inauguró el Teatro Princesa Grace, renombrado así en honor de Grace Kelly en 1983.

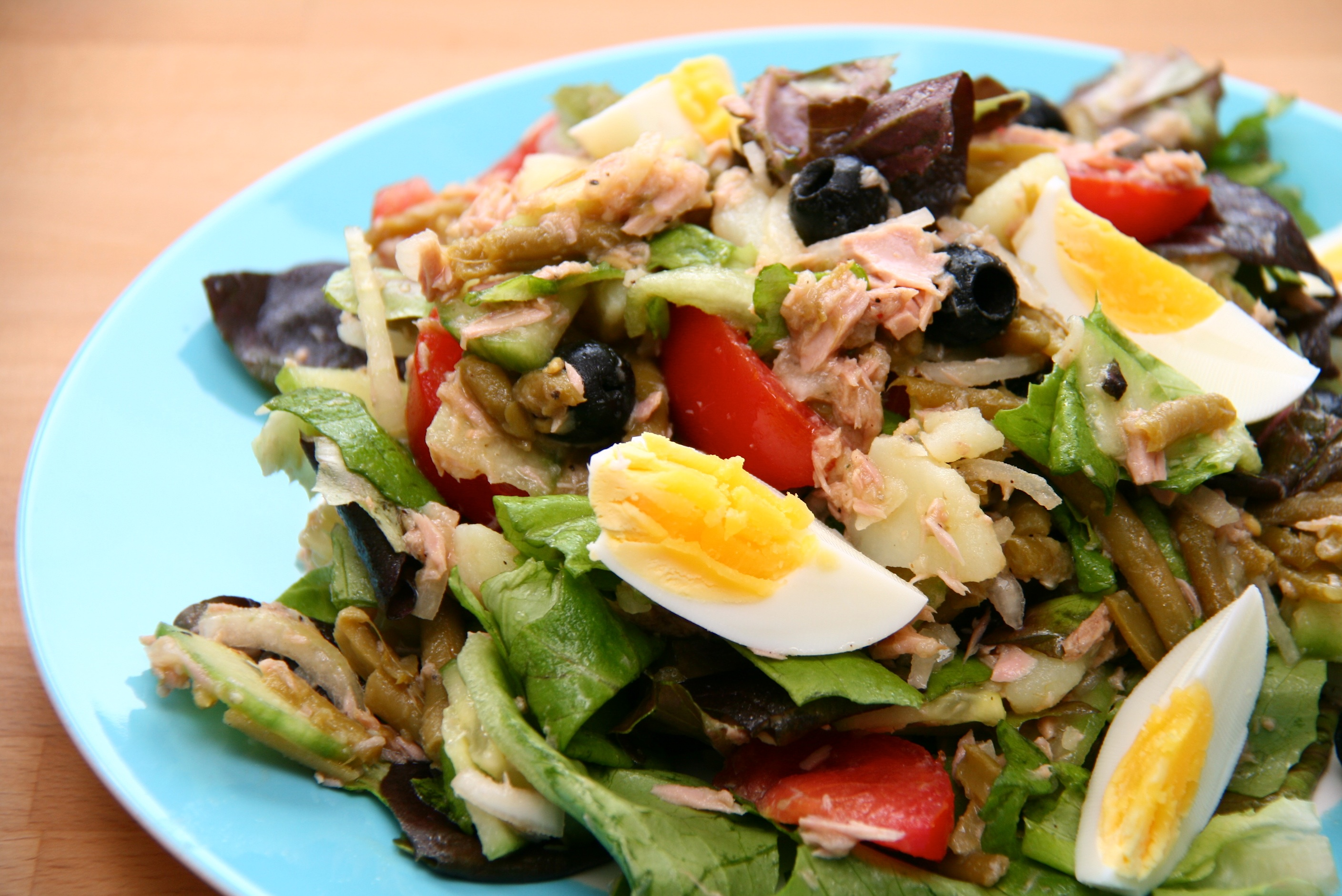
La Ensalada Niçoise es un plato común en Francia y Mónaco

Otras instituciones destacables son la Ópera de Montecarlo, la Orquesta Filarmónica de Montecarlo (en francés: Orchestre Philharmonique de Monte-Carlo), el Ballet de Montecarlo y un reconocido coro infantil, los Pequeños cantores de Mónaco.

### Gastronomía
Se trata de una cocina mediterránea que se inspira en el estilo culinario de la Provenza y en las influencias de la cocina cercana del norte de Italia y del sur de Francia, además de las tradiciones culinarias propias de Mónaco. Se hace hincapié en los ingredientes frescos, y el uso de mariscos, verduras y el aceite de oliva que desempeña un papel importante en la cocina.
Desde la creación del casino-resort de Montecarlo, a mediados del siglo XIX, se ha desarrollado una forma más moderna de cocina monegasca, que algunos asocian con las influencias internacionales, el cosmopolitismo, la gastronomía y los restaurantes con estrellas Michelin. Sin embargo, en los últimos años también se ha revitalizado el interés por las auténticas recetas locales de Mónaco y su patrimonio culinario más tradicional.

### Festividades

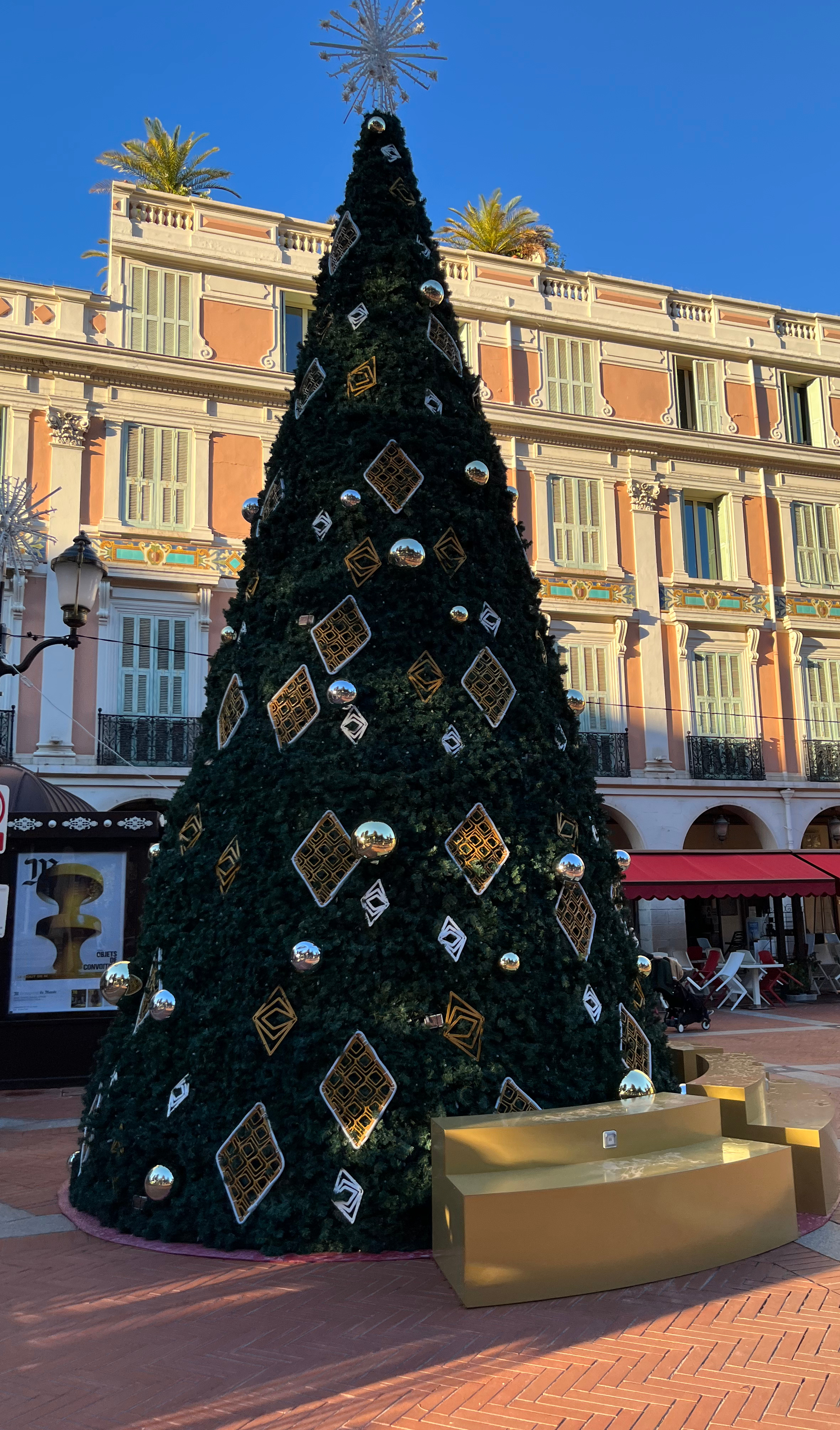
Un árbol de Navidad en noviembre de 2021 en Mónaco

| Fecha           | Festividad              | Nombre local          | Notas                                                         |
| --------------- | ----------------------- | --------------------- | ------------------------------------------------------------- |
| 1 de enero      | Año nuevo               | Jour de l’an          | Inicio del calendario gregoriano.                             |
| 27 de enero     | Fiesta de Santa Devota  | Fête de Sainte-Dévote | Fiesta de Santa Devota, patrona del principado.               |
| Marzo-abril     | Lunes de Pascua         | Lundi de Pâques       | Celebrado el día posterior a la Pascua.                       |
| 1 de mayo       | Día del trabajador      | Fête du travail       | Día internacional de los trabajadores.                        |
| Mayo            | Ascensión               | Ascension             | Celebrado cuarenta días después de la Pascua.                 |
| Mayo            | Lunes de Pentecostés    | Lundi de Pentecôte    | Celebrado el lunes de la séptima semana después de la Pascua. |
| Mayo-junio      | Corpus Christi          | Fête-Dieu             | Celebrado en jueves, sesenta días después de la Pascua.       |
| 15 de agosto    | Asunción                | Assomption            | Festividad en honor a la Virgen María.                        |
| 1 de noviembre  | Día de Todos los Santos | Toussaint             | Festividad católica en honor a los difuntos.                  |
| 19 de noviembre | Fiesta del Príncipe     | Fête du Prince        | Día nacional de Mónaco.                                       |
| 8 de diciembre  | Inmaculada Concepción   | Immaculée Conception  | Festividad en honor a la Virgen María.                        |
| 25 de diciembre | Navidad                 | Noël                  | Fiesta en honor al nacimiento de Jesús.                       |

## Deportes

### Fórmula 1

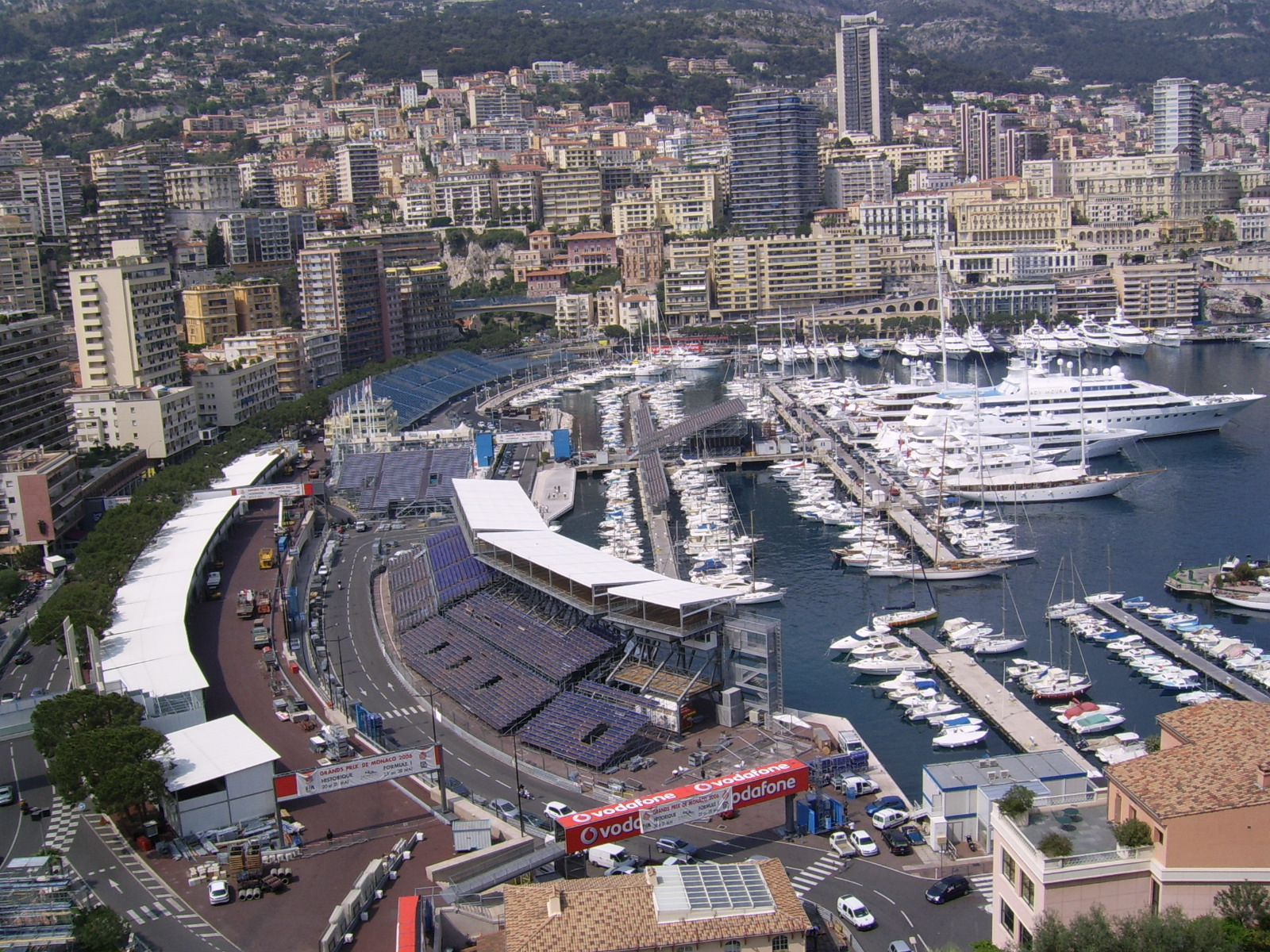
Vista de las tribunas instaladas especialmente para el Gran Premio de Mónaco.

En el principado de Mónaco se disputa uno de los grandes premios más antiguos de la Fórmula 1. El Gran Premio de Mónaco, se disputa anualmente en el mes de mayo, coincidiendo con la fiesta de la Ascensión. Este Gran Premio fue organizado por primera vez en 1929, y la primera carrera fue ganada por William Grover-Williams (llamado "Williams"), al volante de un Bugatti verde, color que se convertiría con el tiempo en insignia de los corredores británicos.
El Gran Premio de Mónaco se disputa en las calles de Montecarlo. Tiene gran cantidad de subidas y bajadas, esquinas cerradas y estrechas vías, por lo que probablemente es el circuito más agotador para pilotos y vehículos. También es el circuito más peligroso entre los que actualmente se utilizan en las competiciones de Fórmula 1, por situarse de lleno en un área urbana. 
Por otra parte, es uno de los más seguidos por los espectadores de televisión. El Gran Premio de Mónaco formó parte del primer campeonato de Fórmula 1 en 1950, y a partir de 1955 se ha disputado de manera ininterrumpida hasta el año 2019. En 2020, dicho Gran Premio no pudo celebrarse debido a la pandemia de COVID-19, pero volvió al calendario de la Fórmula 1 en 2021.
El monegasco Louis Chiron triunfó en el Gran Premio de Mónaco de 1931, así como en el Gran Premio de Francia, el Gran Premio de España y las 24 Horas de Spa. En tanto, Charles Leclerc triunfó en el Gran Premio de Bélgica de 2019, en el Gran Premio de Italia de 2019, en el Gran Premio de Baréin de 2022, el Gran Premio de Australia de 2022, en el Gran Premio de Austria de 2022,en el Gran Premio de Mónaco de 2024, en el Gran Premio de Italia de 2024 y en el Gran Premio de los Estados Unidos de 2024 como piloto oficial de la Scuderia Ferrari. También alcanzó el segundo lugar en el mundial de pilotos en el año 2022 detrás de Max Verstappen.

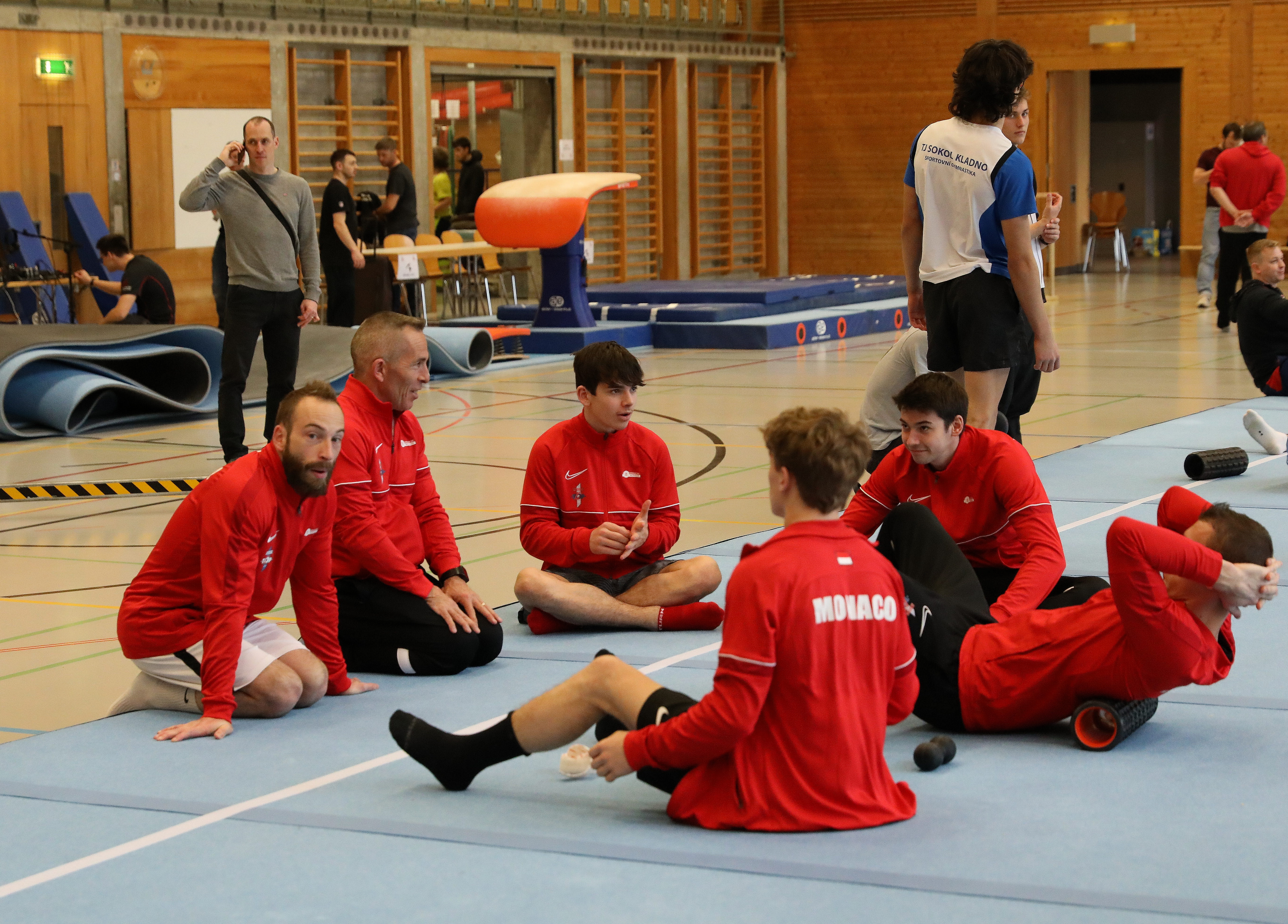
Selección de Gimnasia artística de Mónaco en 2022

### Tenis
El Masters de Montecarlo es un torneo de tenis de categoría Serie Masters del tour masculino de la ATP. Disputado sobre tierra batida, el torneo se celebra cada año en el mes de abril o mayo. El torneo de Montecarlo se disputó por primera vez en 1897, aunque la era abierta de este evento tuvo inicio en 1969. Se disputa en el Monte Carlo Country Club, que se encuentra en la comuna francesa de Roquebrune-Cap-Martin, cerca de la frontera con Mónaco.

### Rally
En el Principado de Mónaco se celebra desde el año 1911 el Rally de Monte Carlo. Una de las pruebas más importantes del Campeonato Mundial de Rally y la que más ediciones lleva celebrándose. Louis Chiron fue triunfador en 1954.
El copiloto Daniel Elena ha logrado 79 victorias en el Campeonato Mundial de Rally junto al piloto francés Sébastien Loeb.

### Fútbol

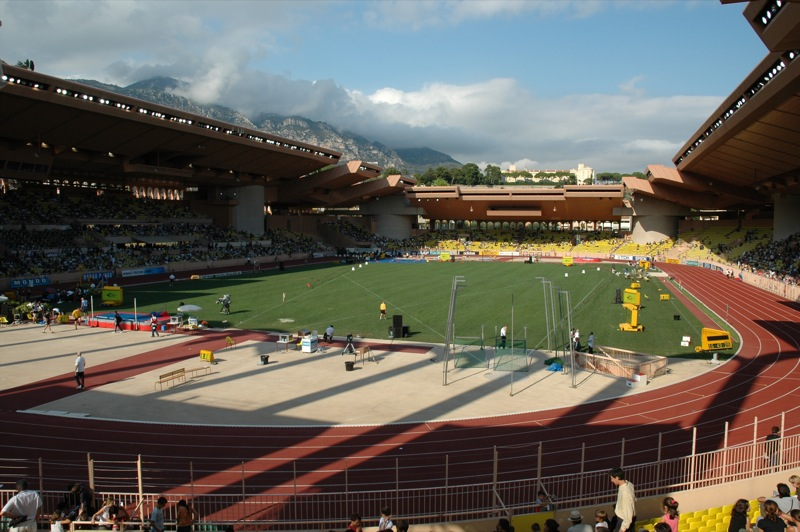
Estadio Luis II.

Mónaco posee su propia selección nacional de este deporte, además el principal equipo de fútbol del país es A.S. Mónaco, que juega en la Ligue 1 de Francia y disputa sus encuentros locales en el Estadio Luis II.
El club consiguió ser finalista en la Liga de Campeones de la UEFA 2003-04, la cual perdió frente al F.C. Porto de Portugal con un marcador de 0-3. El partido tuvo lugar el 26 de mayo de 2004 en el Veltins-Arena de Gelsenkirchen, en Alemania. En la edición 2016-17 llegó hasta las semifinales, donde se enfrentó a la Juventus de Turín, cayendo derrotado en ambos encuentros por 0-2 y 2-1, quedando apeado de la final.
El estadio albergó la Supercopa de Europa desde 1998 hasta 2012.

### Otros deportes
Los pilotos Olivier Beretta y Stéphane Ortelli han logrado numerosas victorias en gran turismos.
El Tour de Francia 2009 partió desde Mónaco con una etapa contrarreloj individual.
El Estadio Louis II es sede de la Herculis, una prueba de atletismo de la Liga de Diamante de la IAAF, así como el Torneo Preolímpico Mundial Masculino de Rugby 7 2016.